# 王安石
王安石（1021年12月19日—1086年5月21日），字介甫，号半山，抚州临川县盐阜岭（今江西省抚州市临川区）人，北宋著名政治家、文学家、思想家、改革家，实官至司空、尚书左仆射、观文殿大学士、镇南军节度使，封荆国公。身后追赠为太傅，谥曰文。世人称之为“王荆公”、“王文公”。
王安石文思敏捷，被后世称为唐宋八大家之一。除文学造诣外，王安石对传统经学也有研究，创立了在当时具有卓越影响力的学派——荆公新学，他的思想对宋明之季的经学学习产生了极大的影响，在当时也获得了很多关注。虽然王安石主要修习儒家学说，但是他秉持实务主义，从周礼、荀子、韩非子和商君书（商子）等其他经籍、论著中汲取经验，后世学界多因此结合王安石所主持的熙宁变法而认为王安石传承于法家。除此之外，王安石对道教、佛教也有了解，并留有多篇著述。欧阳修曾作诗“翰林风月三千首，吏部文章二百年。老去自怜心尚在，后来谁与子争先”称赞王安石。现有《临川集》、《临川集拾遗》等文集存世。
王安石在政治一途颇有所建树，对宋代产生了深远的影响，但也間接導致了北宋的滅亡。他在庆历二年考中进士，先后于江苏、浙江、安徽、河南等地为官，这二十年中他广泛地接触了社会生活，对社会上的各种问题有了比较深刻的认识。直至熙宁年间担任宰相后发动改革，史称“熙宁变法”或“王安石变法”。王安石的基本思想根植于不盲从一定的权威、不信奉一成不变的教条，改革时对现实有清醒的认识，以及正确的技术与计算。希望将“财政税收大规模的商业化”。熙宁变法引起了朝廷内部新派与保守派之间的激烈冲突，史称“新旧党争”，最终在民眾的不滿和時候不當的原因下，王安石所实施的变法基本失败。此次变法在历史上多被评价为立意良善，但王安石本人能力不足和新舊黨爭互相排斥而失败，宋史学家漆侠认为此变法在成功和失败的地方都值得垂鉴后世。

## 生平

### 早年

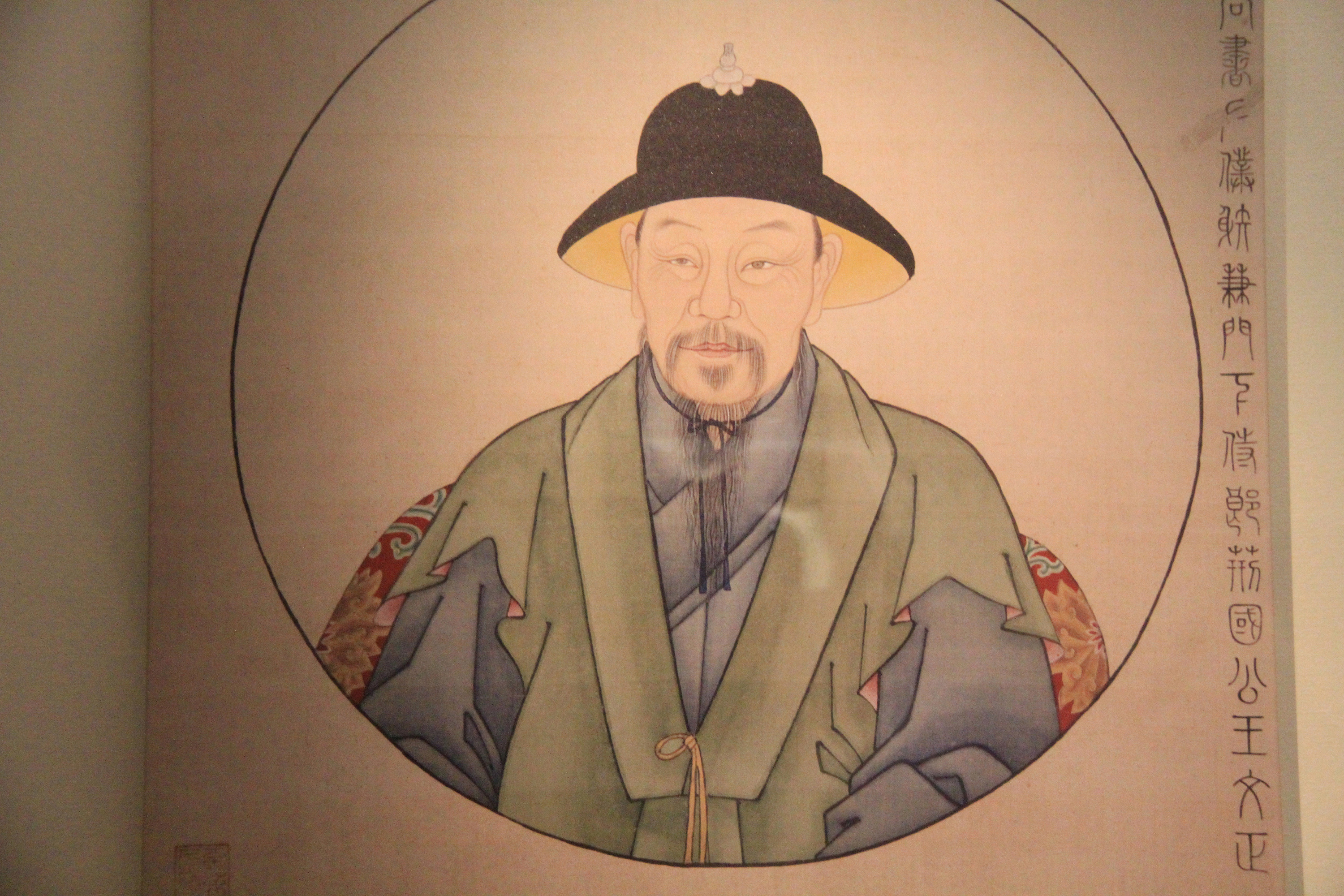
王安石画像（中国国家博物馆藏品）

王安石的父亲为王益，官至都官员外郎。宋天禧五年（1021年）十一月十三日，王益时任临江军判官，在临江府任职时王安石降生。王安石小时候经常跟随长辈在临川附近的山丘、溪水游玩，后来前往外地为官后也在其文章中表明对故乡的思念之情。同时，他亦喜好读书，看文章时过目不忘，写文章时动笔如飞，看起来写得漫不经心，但是写完后见到的人都佩服他写的文章非常精妙，于是曾巩带着王安石的文章入京展示给欧阳修，欧阳修看过后也向周围传播了王安石的才华。当王安石十三岁时，王益的父亲去世，王安石不得不跟随父亲继续留在临川三年。在此期间，王安石因自己的诗文造诣而极为自负，因而“乘闲弄笔戏春色”，对于当时的生计问题不放在心上，不以孔孟为标准来行事。
景祐四年（1037年），王益调为建康府通判，王安石也随他而去。在四月份抵达后，王安石突然自悟，有了“男儿少壮不树立，挟此穷老将安归？”的感慨，是故继续专注于读书，谢绝了各种活动。宝元二年（1039年），王益于任上去世，王安石十分悲痛，在守丧的三年中持续厌食。

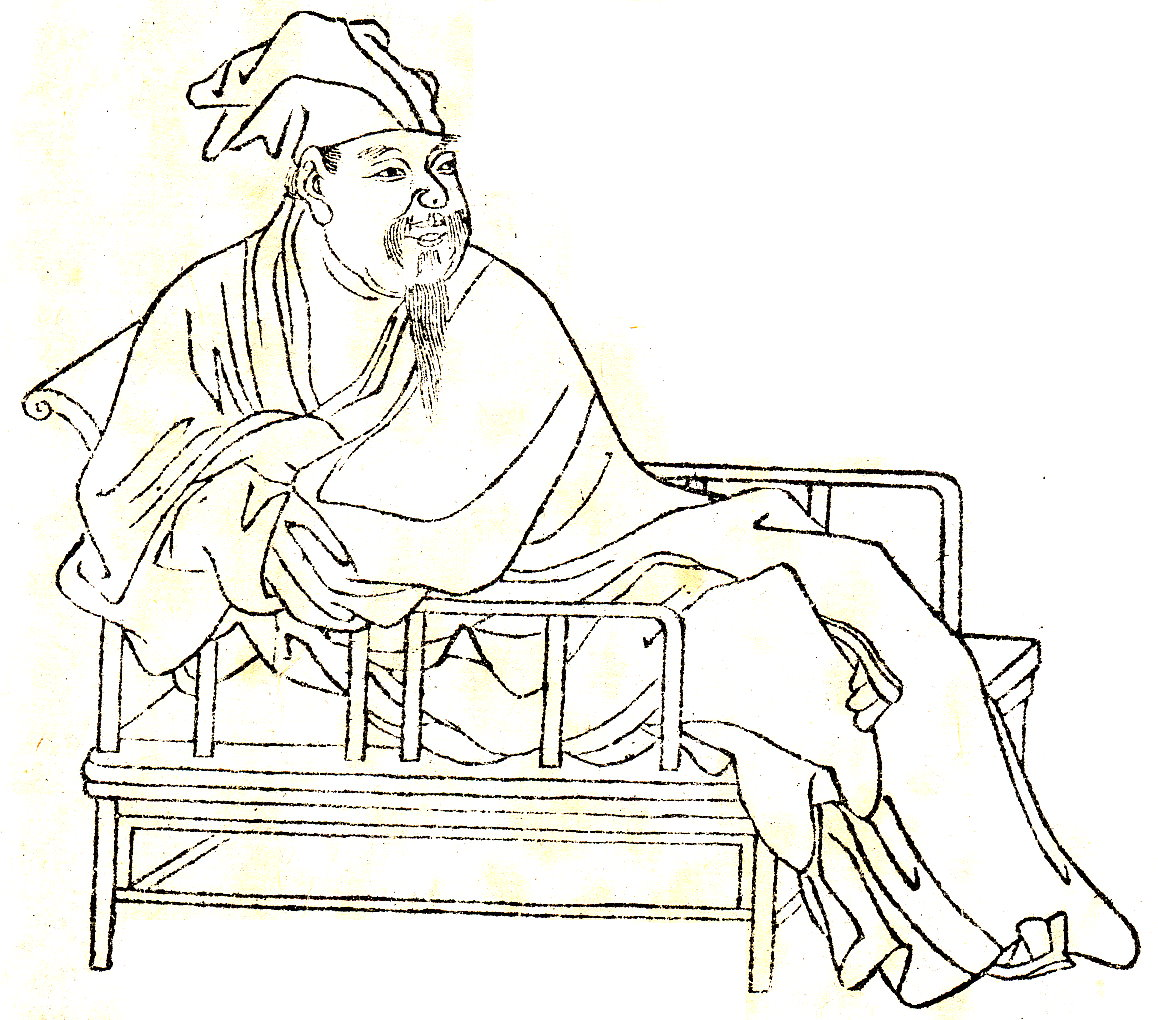
欧阳修

### 仁宗朝

#### 入仕
庆历二年（1042年）三月，时年二十二的王安石进士及第，登杨宝榜进士甲科。在评卷时，本来王安石被评为第一，但是由于他文中所写的“孺子其朋”犯仁宗忌讳降为第四，原本第四的杨寘则升为第一。宋代学者王铚认为王安石尽管知道他本为状元，在后生中却不张扬，这是气量高大的体现。后王安石在四月二十三日以第四名的成绩被赐为校书郎，出为签书淮南东路节度判官公事。在出发前王安石还特地致书好友王令，想要在扬州会面。此时曾巩正向欧阳修描述他所认为的当世之急，于书信最后提起王安石，说他对朝廷的用处很大，推荐给了欧阳修。
庆历五年（1045年），资政殿学士韩琦知扬州，成为王安石的上司。由于王安石当时经常通宵读书，早晨前往官衙的时候十分疲倦，并蓬头垢面、不加梳洗，这使得韩琦误以为他夜夜笙歌。而后有一天韩琦遇到王安石后，劝诫王安石说：“君少年，无废书，不可自弃。”于是王安石在离开官衙和人讨论时说：“韩公非知我者。”
当时规定任职期满后可以进献文章以换取馆阁职位，然而时为殿中丞的王安石在经历多个任期后依旧没有陈上任何文章，朝廷令他前去试职，也被他以家贫亲老的理由辞官拒绝，遂于庆历七年在文彦博和欧阳修的推荐下被调任为鄞县知县。

#### 变法雏形
鄞县在明州治下，属于现代浙江省宁波地区。在鄞县任职期间，王安石依旧喜好读書，并每三天都会过览县事，也在当地小范围试验他的新政。他先观察了当地的具体情况，他发现尽管鄞县临海，没有洪涝的忧患，但是也有干旱的忧虑。早在吴越国统治时期，因鄞县跨负江海，当地设置了营田卒吏，负责修建疏浚水利设施并蓄藏山谷来水。后来营田官吏相继被废除，本来建造好的水利工程在此后的六七十年中渐渐壅塞，来自山川的水无法储存，全部流入海中，若是遇到少雨的季节就会大旱。于是王安石于庆历七年（1047年）十月份上书两浙转运使杜杞，向他阐述了对鄞县的水利工程进行改进的想法，并在最后得到了杜杞的同意。十一月时王安石便再次视察了全县的水利工程，实地观察百姓的劳作。途中察看禊工采石造闸，乃因地制宜，令百姓修筑长塘。王安石在确认了全县的情况后回到了县城并写就《鄞县经游记》一篇记载他的所见所闻。在接下来的三年中，王安石陆续完善了这些水利工程，还修建了多处堤堰并挖掘了很多陂塘。在这些工程中，位于鄞县东乡的东钱湖受到了王安石的重视，在他的指导下，百姓沿着东钱湖周围开垦了荒田，使得东钱湖可以用于灌溉庄稼。根据记载，东钱湖可以多满足五十亩田的灌溉任务，并保证了庄稼在旱年的生存率。
王安石为了应付青黄不接的季节，向百姓贷出了存在官仓的谷粮，等到秋天田地收获后再加上利息偿还，这样不但使得官仓内的陈粮可以换成新粮，当地的人也觉得十分便利；后来王安石的青苗法就是以此为基础发展出来的。免役法、方田均税法、保甲法都被王安石在鄞县得到了实施，也为他后来将新法推行天下打下了基礎。
除去在经济、农桑、水利上的各种新政策，王安石对当地的教育也付出了极大的关注，后在《慈溪县学记》中王安石详细描述了他当时的參政理念。
庆历八年（1048年），王安石即将离任，这时浙东转运司下令要求每个县多缴纳不少钱，名为“购人捕盐”，希望用这些钱悬赏、鼓励百姓揭发那些违法私自贩盐的行为。王安石在接到命令后回书浙东转运使，他在书中认为这种举动十分不妥，他说就算现在用重利诱惑民众抓人，当地的艚户等人都会收到很大的影响；鄞县的大户最多也就百亩田地，他们要出钱必然会有卖了田地的人，这些钱给了无赖不是正确的做法；这样一来会形成恶性循环，大家只为利而奔波，小民越加困苦，这不是处理政事的正途。
经过三年的任期后，王安石回到临川。尽管在此前的十年中王安石从未试图投文章于贵人门下以求速进，皇祐三年（1051年）三月，再次拜相的文彦博举荐了他，以他淡泊名利为由请朝廷越级提拔，用以遏制当时为名利所奔走的官场风气。同一时间，王安石的同年陈襄也上书举荐，于是朝廷召王安石试任馆职。王安石在试后拒绝就职，并言明他拒绝是有原因的，但是淡泊名利并不是他的本意。数年后，欧阳修想举荐王安石为谏官，朝中大多异口同声也都对王安石赞誉有加，却被王安石以祖母岁数已高而拒绝。后《宋史》记载王安石来自楚地，在朝中本就不知名，他为借助韩、吕两家的权势与韩维、吕公著形成很好的关系，三人一同被称扬，王安石这才声望更盛。清代学者蔡上翔认为宋史所采纳的这一说法是源自当时诋毁者的，并举证说文彦博在皇祐三年一同举荐王安石、韩维两人；陈襄当时也是因为王安石在文学、政事方面的声名已经流传在外才举荐的；他随后总结说自皇祐到熙宁二十年间，王安石本就名满天下，连范仲淹、富弼都为其所称道，韩维、吕公著应依靠他才能扬名。

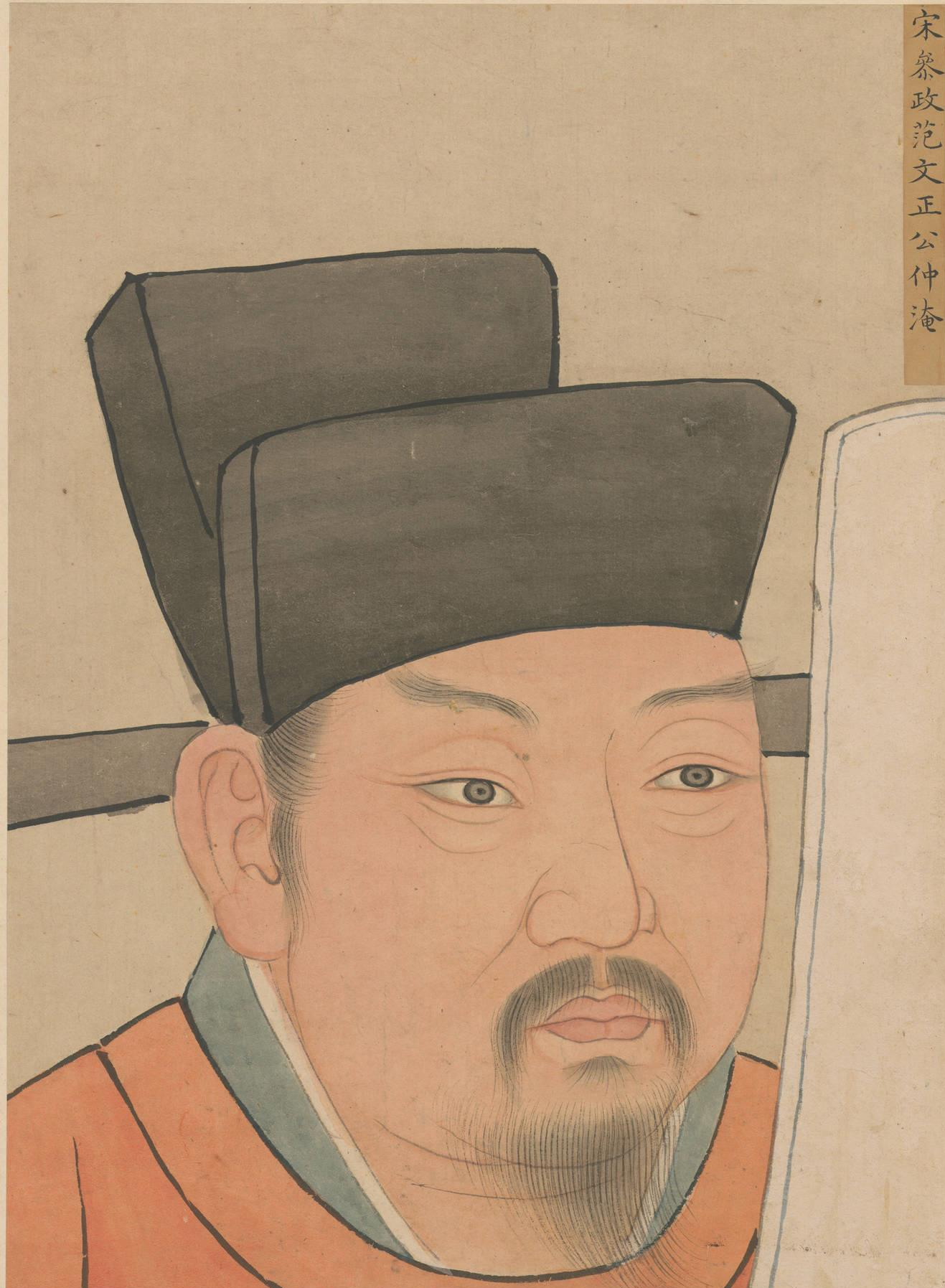
范仲淹像

皇祐三年（1051年）末，王安石再被召去试就官职，中书下状免试，让王安石直接前去舒州。皇祐四年（1052年），王安石抵达舒州并就任通判，得知范仲淹去世后为范仲淹写了一篇祭文，在其中称范仲淹为一世之师。在舒州任上，王安石曾作诗描述了他在任上的所见所闻。他认为舒州相比而言相当于“荒郡”，当地百姓连丰收的年份都无法吃饱饭，还指出了当时赋税对于百姓而言负担过重，同时也因自认为百姓的父母而惭愧。在后来的三年内，王安石走访了舒州各地，他发现最后市集上依旧会有人抛弃婴儿，不同地方的人家没有足够的储粮，甚至连乡间豪绅都没有余粮。
至和元年（1054年），王安石在欧阳修的推荐下为群牧判官，他依旧坚持拒绝试馆职，被朝廷留在京师为差遣。时任馆阁校勘的沈康非常不满，他面见陈执中，说王安石资历浅薄，本人又不肯就任，他（沈康）愿意替代王安石为群牧判官。陈执中听后回答说朝廷优待王安石给了他差遣官，馆阁官本就是为有才能的人所准备的，你（沈康）如此斤斤计较颜，何厚也。沈康听后知道无法达到自己的目的，沮丧的离去了。至和二年（1055年），欧阳修上札子推荐了王安石和吕公著，说王安石品行端正，多次不去试职馆阁，文才也很好，还拥有丰富的经验。因此中书省下诏特授王安石为集贤校理，却被他拒绝了。

#### 上万言书
至和三年（1056年）二月，王安石在开封和之前对他多有提拔的欧阳修相见，两人分作《赠介甫》、《奉酬永叔见赠》二诗。欧阳修在见到王安石的回诗之后，以为王安石不过徒有虚名，韩愈何曾吏部文章二百年，王安石便说，欧阳修读书未博也。这一次会面在时人及后世学者的眼中，多认为王安石的回诗是在对欧阳修表达不满之情。回家后，王安石又致书给欧阳修，在内表达了他这次会面还有很多话要讲，并解释了他多次拒绝就试的根本原因在于他的家庭有婚嫁葬送需要操办，而万一被选上，法理上一年内不得离开京师。紧接着在七月份，欧阳修便再次举荐王安石，更是将他和吕公著、包拯、张瓌并为“四贤”。
嘉祐元年（1056年）十二月，王安石再次被调任，成为提点开封府界诸县镇公事。他当时写上执政书，特地要求前往外地为官。在书内，他解释说了当时他家庭还有婚礼、送葬等事需要解决，而他也并非为了剥削地方百姓来供养家族；另一方面，他还说了他一边读书一边还要处理政务使他时常昏聩做事，提及他在生病的情况下更是无力担任这样一个职位；最后他希望在“东南宽闲之区”当一名地方官，这样一来也能施行他学的经世术学。
嘉祐二年（1057年）四月，王安石被任为常州（今江蘇省常州市）知州。他在出行前拜访了欧阳修，尽管欧阳修当时府上有客人，依旧接待了王安石。而王安石在走后特地再修书于欧阳修，指出当时因为有客人不能畅所欲言，并在书中详细的解释了他不想要通过馆阁试职留在行在的原因。王安石從五月份出发，当六月到达楚州的时候，因他的七弟王安礼生病而不得不停留一个多月，后又于扬州得知自己的小儿子夭折，直到七月四日才抵达常州任职。他抵达后发现当地领导官员更换频繁，而且还有旱灾，政事纷冗。他将这些情况致书与欧阳修知道，后欧阳修也曾寄书王安石表示其思念之意。而作为常州的知州，王安石也需要对地方长官如转运使等报告治下所闻，另一方面也致书启一封至中书。他在书启中提到了他先前已对欧阳修所说的所见所闻，还特意提出他希望延长在任时间，以便看到自己所做所为能起到成效。
王安石在其任期内曾有一次水利工程，他上书浙西转运使，想要使用他在鄞县的做法开凿运河，认为这条运河会对当地农业有很大的好处。然而转运使并不支持此项工程，王安石本来准备下令从周边县治调集民夫，由于转运使的态度，他所调动的民夫数额比计划中的少。尽管王安石依旧试图开掘运河，工程的进度被放慢。时任宜兴县知县的司马旦知道后劝诫他说这次工程太大，民夫不一定有能力一次性解决，希望王安石下令让诸县每年修一些，虽然会缓慢一些，最后总会完成，王安石却没有听劝。当时秋天的时候一直在下雨，导致很多民夫工作劳苦生病，最后还死了很多人，导致挖掘运河的工程不得不停止。事后，刘敞曾写信以此事戲笑王安石，并劝告他不要一直有意于改革地方。王安石在回信中说了他此次停止挖掘运河的具体缘由，指出这事先是劳人费财，而又无法为以后带来利益，这让他非常愧疚悔恨。
因为这件事情，王安石出任常州不久就被调任，官职为提点江南东路刑狱。王安石就此任命上书曾公亮，试图辞去这一任命。他解释说他母亲年事已高，需要子嗣在旁照顾，而提刑江东一职正需要他本人在辖区内奔走，自认不能胜任这样的职务。最后中央没有撤回任命，王安石于嘉祐三年（1058年）正月抵达饶州，替代沈康为提点江南东路刑狱，沈康则易为常州知州。王安石还写诗相赠。
十月下旬，王安石被召回京师述职，他向仁宗上《上仁宗皇帝言事书》述职，在其中详细分析了他在江南东路所见所闻，提出了他对当时政治的看法。他在疏中说现在天下越来越穷困，世风日下，是因为现在的人不了解法规制度，不效法先王时政；而为了让大家效法先王，是要效法其精神；效法其精神之后，他的改革就不会惊扰天下人；依靠天下的人力生产天下的财富，又征收天下的财富来供给天下，自古以来的忧患根本是不懂得理财之道；因此希望陛下（仁宗）明察，改革朝廷。因此王安石被升为三司度支判官。吕祖谦认为王安石的熙宁变法就是按照这份万言书为大纲而推行的。

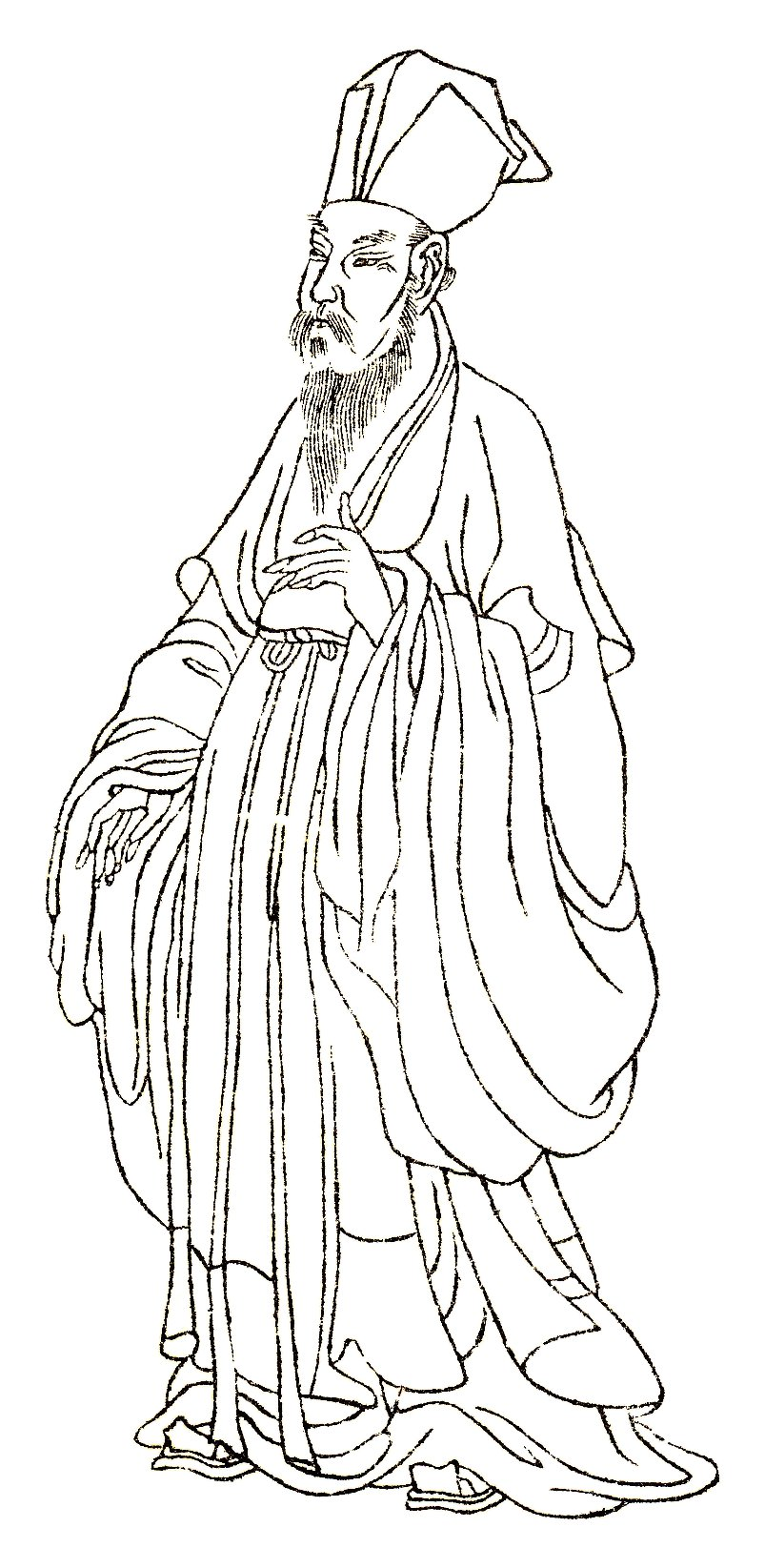
《晩笑堂竹荘畫傳》王安石畫像

嘉祐四年（1059年），吕公著被任命为天章阁侍讲，被他以病为由辞去，推荐了司马光和王安石来顶替，最终没有报上。三月二十二日，中书省升王安石为集贤校理，王安石没隔几日就上疏拒绝，在内说他资历不够，这次他被升官也是因为有人推荐而不是于馆阁供职一年再通过考试才有的；四月五日，中书再下牒让王安石立刻就职，不可辞免，王安石便再上第二疏拒绝，在疏内他继续解释说朝廷优待他，让他免试就可以入职，这样会使得很多人“立小异以近名，托虚名以邀利”，就算改进法律也无法阻止如此恶习。；仅仅四天后，中书第三次下通牒，王安石再次上疏，坚持说他不能因此就破坏考试的制度，更是用“匹夫不可夺志”为由拒绝；等到四月二十四日，中书继续下札子给王安石，于是王安石第四次上疏拒绝，提出尽管不能因为礼数就不断的推让，他依旧要遵守自己的义，希望中书把授官追还。直到五月份，中书、门下以王安石多次拒绝试职为由，第五次下诏让他供职于集贤院。当时很多士大夫都以为他无意仕途，恨不能认识他，而朝廷多次委任也是怕他不就任。王安石这次终于不再继续拒绝，接受了这个职位。
嘉祐五年初，辽国贺正旦使回程辽国，王安石被安排为送伴使陪送至边境的拒马河。在此期间，辽使曾为王安石置宴，途中王安石也著有很多有关北方的诗作。王安石在回程后便于四月被命一同修撰起居注，当门吏送敕命到他府上的时候，被他拒绝了。于是门吏向他下拜，请求他收下，不想他又躲到了厕所，等到门吏离去，将敕命留在桌上后，却被他追上去将敕命交还给门吏。次日他就上疏，说他去年才入馆，时间尚短，才能又没有异于常人，想要辞去这个职务。第二天一早，他又上疏补充了他的观点，说他的确是不要这个官，但不仅仅是因为他的私义，更是因为要遵守朝廷的用人法度。紧接着同一天他再次上疏，强调了他的资历短浅，又说了他这段时间所谓勤勉的工作其实都是写虚文，不能接受新的职位。后又连上三疏，仔细解释了他不能违反道德观念、不能当一个为了私利而放弃大义的人，坚决拒绝中书的命令。次日王安石还是收到了中书的敕书，他便再上疏表明自己的心迹，希望“哀臣恳迫”，把任命收回。然而中书省依旧没有放弃，王安石不得不继续上疏，又连续写了五本本章，最后无法拒绝，只能被朝廷任为同修起居注。
嘉祐六年（1061年）六月，王安石升为知制诰，并纠察在京刑狱。他在任期间，开封府受理了一个案件：有一个少年拥有一只善斗的鹌鹑，他的朋友找他要这只鹌鹑却被拒绝，朋友则仗着两个人平时关系亲密强行拿走了鹌鹑，最后反被少年追上去杀死了他。开封府的官员判决给这个少年死刑，王安石反驳他们说这个少年的朋友在他不给的情况下拿走鹌鹑是盗窃的行为，少年杀死他则是缉捕盗贼，尽管杀死了人，却也不应该追究他的责任。接着王安石就上疏弹劾了开封府官员，说他们将不该判刑的人判了刑。开封府官员不服他的论断，使得这个案件被皇帝下放给大理寺和审刑院继续审判。然而最后的结果是他们也同意了开封府的判决，皇帝下诏免去王安石的罪过，被王安石以“我无罪”反驳并不肯去答谢。多位御史因此事弹劾王安石，皇帝也没有继续追究，对那些奏疏置之不理。
这时有诏令规定说舍人院不能申请删除、修改诏令的文字，王安石上疏争辩。他说如果如同诏令所说的来，那么舍人就无法履行到他们所应该有的指责，尽管不是大臣故意要侵夺舍人的权利，立法也不能这样；软弱的大臣不敢帮助陛下遵守法纪，强横的却可以假陛下的旨意下令，言官都没有敢忤逆的，这样的事情让他感到害怕。这段言论都在针对当时的执政党，使得王安石和他们更加的抵触。在魏泰《东轩杂记》中记载此事其实是由于萧注之事所导致的，王安石和韩琦本来就不合，后更是因此疏遠和韩琦的关系。

#### 仁宗驾崩
嘉祐七年（1062年）十一月二十四日，王安石被升任为同勾当三班院。不久之后仁宗便驾崩了，王安石因此辞官为仁宗服丧。直到治平二年（1065年），王安石才被单方面恢复工部郎中、知制诰等职。
嘉祐八年（1063年）八月，王安石的母亲吴氏去世，他退出朝政为母亲服丧。在王安石母亲的丧礼上，诸多士大夫都來吊丧，唯独苏洵没有参加，并写了一篇《辨奸》叙述王安石的为人，认为他最后必将为祸天下。
|  | 辨奸 事有必至，理有固然，惟天下之静者乃能见微而知著。月晕而风，疏润而雨，人人知之。人事之推移，理势之相因，其疏阔而难知，变化而不可测者，孰与天地阴阳之事，而贤者有不知，其故何也？好恶乱其中而利害夺其外也。昔者羊叔子见王衍曰：“误天下苍生者，必此人也。”，郭汾阳见卢杞曰：“此人得志，吾子孙无遗类矣。”。自今而言之，其理固有可见者。以吾观之，王衍之为人，容貌言语固有以欺世而盗名者，然不忮不求，与物浮沉，使晋无惠帝，仅得中主，虽衍百千，何従而乱天下乎？卢杞之奸，固足以败国，然而不学无文，容貌不足以动人，言语不足以眩世，非德宗之鄙暗，亦何従而用之。由是言之，二公之料二子，亦容有未必然也。今有人口诵孔、老之言，身履夷、齐之行，收召好名之士、不得志之人，相与造作言语，私立名字，以为颜渊、孟轲复出，而阴贼险狠与人异趣，是王衍、卢杞合而为一人也，其祸岂可胜言哉。夫面垢不忘洗，衣垢不忘浣，此人之至情也。今也不然，衣巨虏之衣，食犬彘之食，囚首丧面而谈《诗》、《书》，此岂其情也哉？凡事之不近人情者，鲜不为大奸慝，竖刁、易牙、开方是也。以盖世之名而济其未形之患，虽有愿治之主、好贤之相，犹将举而用之，则其为天下患必然而无疑者，非特二子之比也。孙子曰：“善用兵者无赫赫之功。”使斯人而不用也，则吾言为过，而斯人有不遇之叹，孰知祸之至于此哉？不然，天下将被其祸，而吾获知言之名，悲夫！ |

##### 辨奸论争议
早在嘉祐五年（1060年），苏轼被授河南府福昌县主薄，王安石亲自题写了制词，他在内对苏轼的才能多有夸赞。而当欧阳修劝说苏轼的父亲苏洵同王安石交游时，苏洵拒绝了，他说王安石不近人情，很难不会祸害天下。他在后来写的这篇《辨奸论》中断定王安石为人阴险贼恶，更用王衍、卢杞、竖刁、易牙、开方等人为例，说天下将被其祸。由于辨奸论文章本身来源不够清晰，学界对辨奸论的真实性做过多次研究。《辨奸论》本被收入《邵氏闻见前录》、通行本《嘉祐集》（宋本《嘉祐集》无此文）及《三朝名臣言行录》等书，清代政治家、史学家李绂在他的《穆堂初稿》所收录的评论《书〈辨奸论〉后中》中指出《辨奸论》最早见于《邵氏闻见前录》，张方平所作苏洵墓表及苏轼谢张方平撰墓表书被怀疑是以《辨奸论》为目的而写出来的。在清代学者蔡上翔在《王荆公年谱考略》一书中同意了李绂，认为辨奸论等都是伪作。现代的学术界对辨奸论依旧留存着极大的争议，早在1979年，周本淳先生發表论文说《辨奸论》并非伪作。在文中，周本淳认为苏洵《辨奸论》被收入张方平《乐全集》苏洵墓表, 胡仔《苕溪渔隐丛话后集》、叶梦得《石林避暑录话》均提及此事，因此可以断定《辨奸论》确为苏洵所作，李绂的考证被指不堪一驳。刘乃昌借周本淳论文反驳说苏洵写《辨奸论》是不可能的，他认为苏洵与王安石接触都不多，不会一见面即咬定王安石的本性。在他的《苏轼同王安石的交往》一文中，他提出王安石推行新法, 是苏洵去世数年以后的事，无论依照《邵氏闻见前录》定在嘉祐初, 或据《乐全集》定在嘉祐末, 距离王安石当政依旧有十数年。其他学者在此问题上也多做过评论，在学界内一直没有统一定论。

### 英宗朝
由于母亲去世的缘故，王安石住在了江宁府（今南京）。直到三年后的治平二年（1065年）十月，王安石除丧，复为工部郎中知制诰，请赴阙的时候却以疾病为由拒绝。英宗对此略有微词，询问辅臣他是否是真的病了，在旁的曾公亮回答说王安石才能很高，也有品德，肯定是病了；时任枢密副使的吴奎却用王安石在开封处理刑狱的事开始反驳，并认为王安石会紊乱朝纲。后英宗多次召王安石入朝为官，然而都被王安石拒绝了。
直到治平四年（1067年）之前，王安石都居住在江宁，没有任何官职。因此在这期间，他开始于当地讲学，对当地学坛有一定影响。李定、龚原、陆佃、蔡卞等人都是他在这一时期所收的学生，他们在后来也多为王安石变法的支持者。陆佃曾在致书他人时提到王安石这一时期的所讲的学说，他概括其为“有体有用，体不欲迷一方，用不欲滞一体”，他认为王安石的学说继承了孔子的余绪，主要在儒家思想的心性方面作了比荀子、扬雄更好的诠释。
治平四年（1067年）三月，王安石被任为江宁府知府，大家本都以为他会再次拒绝诏令，然而他在收到诏书后立刻就前往江宁府视察，便逐渐有传闻传出说曾公亮如此着力推荐王安石就是为了抑制韩琦。最后王安石于九月二十三日被任命为翰林学士，吴奎也同意了他的文学造诣高出常人，肯定了王安石成为翰林学士的资格，随后王安石上表谢恩。
吕公著、韩维在朝中经常称赞王安石的才情，韩维时任颍王记室，为颍王讲解观点时多次说这都是他的朋友王安石的言论，因此使得神宗后来登基后决定召见王安石。学界对王安石为何直到治平四年才回朝任为翰林学士是因为韩琦当时是执政，王安石在扬州时与韩琦的矛盾加之韩琦在此后对王安石多篇奏疏的反对造就了这个情况。

### 神宗朝

#### 熙宁变法
熙宁元年（1068年）四月一日，王安石因任翰林学士被神宗召入对，他阐述了他对唐太宗的看法，认为神宗理应以尧、舜为法；在他的想法中，尧、舜所行的法度其实都是以普通人为基准的，后世的士子却认为他们高不可及，反而不知道尧、舜立法是经世务实的。

##### 变法伊始
八月十一日，神宗于迩英殿询问对河北灾变的应对情况。司马光首先提出了要节省开支，王安石则反驳说现在最着急并非国用不足，而是没有善于理财的人。而后王安石便提出了“善理财者，民不加赋而国用饶”，尽管后司马光即刻用了桑弘羊旧事说明这个想法的不妥之处，王安石依旧以此为此后变法的核心主旨。
神宗一开始打算重用王安石，曾公亮也大力推荐，时任御史中丞的唐介却认为王安石很难担当大任。神宗反驳时说文学、经术或者政事都不能任用歪门邪道的人，唐介评论说王安石好学但是又拘泥古时，如果成为执政者，肯定有很多变更。他退朝后也对曾公亮警告说如果重用王安石，天下必当困扰。神宗后垂问侍读孙固想知道王安石是否可以为相，孙固在回答时尽管认可了王安石在文学上的才能，但是认为王安石气量太小，吕公著、司马光等人才是贤相人选。神宗听后不以为然，在熙宁二年二月拜王安石为谏议大夫、参知政事，并为安慰王安石告诉他说很多人都不了解他，误解他只会经学而不会处理政务。王安石听后解释说其实经学就是用来处理政务的，只不过大多数儒者都是庸人，导致了世俗认为经学无用。在神宗问他的变法计划时，以现在“变风俗，立法度”为当今要务的说法得到了神宗的赞同。
在就任参知政事之初，神宗便就宋当时地方财政召王安石一同商议，他针对陕西钱币贬值问题问王安石时，王安石提出从前就以有成例，以桑弘羊等人的施政实例指出朝廷需要统一管理现有货币体系，在此思想的基础上，神宗设立了三司条例司，用于管理集中于中央的财政权。

##### 王安石的变法动机
据宋史学家王曾瑜先生所总结，王安石变法的动机有二。宋代赋税收入相比唐代更多，却因为冗官问题而导致了财政的积贫，因此王安石想要富国强兵；另一方面，他也想要摧制兼并，均济贫弱，其中以免役法、青苗法、保甲法为重点。后王曾瑜指出王安石倾向于富国但是又过度聚敛民众的财富，因此对王安石的动机所造成的结果持否认态度；另一位学者漆侠和王曾瑜的老师邓广铭则在他们的文章中着重说明了王安石在此动机下，成功抑制了兼并风气，因此值得肯定。现代学界也多围绕这两个主题对王安石的动机及后果多有争议。

##### 变法过程
神宗在与王安石奏对后便设立了三司条例司，以王安石为首，和陈升之一同负责此机构。紧接着王安石便提举了大量官员在全国范围推行青苗法、農田水利法和募役法等新法；改革科举制度，不再注重诗词歌赋；改革官制，加强尚书省实权，裁冗官；改军制，进行火器开发，推行保甲制度，注重练兵。
在准备推行新法的时候，大多数士大夫都认为王安石是正确的人选，而接替唐介成为御史中丞的吕诲认为王安石不通时事，不适宜大用。在王安石任参知政事四个月后，哪怕司马光等人纷纷劝阻，吕诲坚持上《上神宗论王安石奸诈十事》状共两篇，大骂王安石“大奸似忠，大佞似信，安石外示朴野，中藏巧诈，陛下悦其才辨，而委任之安石”呈于神宗。神宗见到两篇奏疏后将吕诲贬为邓州知府，吕公著在王安石的推荐下升任为御史中丞。四个月后，时任侍御史的刘琦联合钱顗、刘述等人上书延续吕诲的言论，认为王安石不利于国朝，却也都被神宗贬官。
熙宁三年（1070年）十二月，王安石升任为同中书门下平章事，百官上门祝贺之时，王安石借口还没有向神宗谢恩为由闭门不见宾客，和其友魏泰共坐时题诗“霜筠雪竹钟山寺，投老归欤寄此生。”在窗上。后人认为王安石此诗表明了他即使升任为宰相也想要归隐的心态。却不想韩琦于二月便上奏反对青苗法的实施，他认为此法可以适用的对象包含了本就是富人的上三户等，这样是没有办法按王安石所说抑制兼并之风或接济贫困户口的。神宗在阅览后想法有所转变，他把这份奏疏给王安石读后说了他对韩琦说法的赞同之意。王安石十分愤怒，他逐条辩驳了韩琦所说的問题，曾公亮和陈升之这时也认为那些富户不应该得钱，却和王安石辩论过久而不得不放弃劝说。韩绛后又劝说神宗留下王安石，王安石在入朝谢恩时再次为他自己申辩。他告诉神宗说现在的朝廷诸臣互相勾结，他们就是试图阻止神宗新法的“流俗”之人，于是神宗被说服，让王安石继续执掌政事。
熙宁四年(1071年)正月，随着青苗法的实施，河北、京东及淮南三路地方在经历灾年时在恤粮问题上依旧有缺口，王安石提议售卖全国范围的广惠仓田，以此来填补当地常平仓，而后续的接济则循例发放广惠、常平仓存粮。曾公亮用那些佃户失业为由反对这个提议，王安石反驳说他们可以重新购回，而官方则因新的青苗法案也可以保证在灾年依旧由可以赈济的食粮。后王安石补充说广惠仓其实新增补的田土出产粮食不够赈济的，因此可以卖掉。曾公亮对此提议始终持不同意见，最后神宗采纳了王安石的提议，下诏施行。
不久后京东、河北两路有不同寻常的飓风，神宗下诏令当地的募夫，王安石在接到诏书后将其扣住不发。后来开封府内有百姓为不服保甲法而自残，这些案例被开封府知府韩维报于朝廷。于是神宗召见王安石，询问他对此事的看法。王安石回答说他对此不清楚，他认为现在士大夫对新法都“纷然惊异”，二十万户百姓里有几个这样被煽动的人也不足为奇。神宗听后对此也赞成了王安石的想法，他指出听取百姓的各种意见可以通向成功，但是也不能不畏惧他们的意见。

#### 三不足之说
二十世纪末期以前，学界公认王安石曾在变法时期提出三不足之说：“天变不足畏，祖宗不足法，人言不足恤”。学者顾吉辰于1986年发表论文题称王安石并非提出此言论者，他在内总结出四种记载王安石此说的史料并指出最早的记载源于《神宗实录》。天变不足畏，即人间不关天，带唯物主义色彩。祖宗不足法，强调社会在变革发展。人言不足恤，不必在意保守派。王安石能得到神宗的顾眷，其实内因不外乎其曾外任二十余载，所至咸以干练闻。林天尉《考“三不足说”之伪》、黄复山《王安石三不足说考辩》、李华瑞《王安石变法研究史》等也认为王安石本人并未提出过“三不足”之说。

#### 熙河开边
早在熙宁元年（1068年），王韶上平戎三策，他认为可以以收复河湟之地为先决条件，达到最后消灭西夏的目的。于是他在十二月便被升为管干秦凤经略司机宜文字，而王安石在得知王韶的计划后也非常支持此提议。王韶于熙宁二年七月被神宗为秦凤路沿边安抚使后，在王安石的帮助下受命提举秦州西路缘边蕃部。开边初期，为了保住王韶的位置并继续执行计划，王安石设法贬黜了反对王韶的两任经略使-李师中和窦舜卿。
熙寧五年（1072年）八月，王安石派秦鳳路沿邊安撫使王韶用兵西夏，發動“熙河戰役”，收復了河湟（青海省東北部）失土，對西夏戰爭轉守為攻。变法一开始就遭到官僚和地主的强烈抵制，在政府机构改革推行难度大，又急于求成，地方官员带抵触地执行，对一般民众的生活产生不利影响。旧党首领司马光去信，希望王安石不要一意孤行，停止变法。王安石在回信中说：“人习于苟且非一日，士大夫多以不恤国事，同俗自媚于众为善。”。元末人倉促修《宋史》，遂謂：“于是吕公著、韩维，王安石藉以立声誉者也；欧阳修、文彦博，荐己者也；富弼、韩琦，用为侍从者也；司马光、范镇，交友之善者也：悉排斥不遗力。”慈聖、宣仁兩太后也在宋神宗前哭說：「王安石亂天下。」而他也用人不善，阵脚不稳。终在1074年、1076年两次被罢免职务。
熙宁七年（1074年），由于旱灾不断，有很多饥民流离失所，神宗在上朝时对此有所感叹，建议要废除所有不利的法令。王安石奏对时认为现在需要关注的是人为之事，神宗回复说有很多人都因此多有哀叹。接着多位大臣上疏请求罢免王安石，尽管神宗将郑侠流放至岭南，他在两位太后的哭诉下免除了王安石的宰相职务，但依旧以他为观文殿大学士、知江宁府升任为吏部尚书。
熙宁八年（1075年）二月，王安石再次复相，被复官为中书门下平章事、昭文馆大学士，另又兼任译经润文使、加食邑一千户并实封四百户。一开始的时候王安石多次推荐吕惠卿和韩绛为相，吕惠卿在得势以后害怕王安石再上位，便试图阻止，又多次和韩绛闹矛盾，却不想韩绛趁机自行向神宗请求恢复王安石的相位。王安石本先照例拒绝他的任命状，后刘有方前往江宁府发下诏令，他没有继续辞免，即刻便上路赴阙了。
不久之后，王安石根据自己的学说所撰《三经新义》完成，因此加官尚书左仆射兼门下侍郎，自此新学开始逐渐成为官学。他的儿子王雱同时被荫为龙图阁直学士，尽管王雱本人先是辞谢此官，吕惠卿却劝说神宗答应王雱，导致王安石和吕惠卿的间隙更为明显。
王安石在任相期间多次因病请求去职，时值他的儿子王雱也去世，让他更加悲痛，多次上疏请求解除他的宰相职务。而神宗最后也同意了他的请求，将他的官职改为镇南军节度使、同平章事、判江宁府。次年加集禧观使一职位，爵封舒国公。元丰二年，尽管王安石以前多次想要退还相印，他被重新拜为尚书左仆射、观文殿大学士，散特进并以舒国公改封荆国公。
宋神宗死后，原反对派首领司马光（曾因与王安石政見相左而被排挤）在太皇太后的支持下任宰相，推動元祐更化几乎废除了所有法案，從此新舊黨爭不斷。变法失败后，司马光的行动对他打击很大，王安石退居江宁（今江苏南京）。
尽管王安石已经不再掌控朝政，哲宗后特加王安石为司空。

#### 逝世
元祐元年（1086年）四月初六，王安石在江宁府秦淮河畔的半山园内逝世，享年六十四岁。当时司马光致书吕公著，认为王安石因为不晓世事，使得忠直的臣子被疏远，谗佞的人多败坏其制度，现在那些墙头草必然会对王安石多加诋毁，因此他想请求吕公著说服哲宗可以“特宜优加厚礼以振起浮薄之风”。最终宋哲宗赵煦追赠王安石为太傅，给了七人的恩荫名额，并命中书舍人苏轼撰写《王安石赠太傅》的制词。清江县为纪念王安石在那里出生，取《诗经》“崧高维岳，峻极于天”，将王安石出生的屋子改名为“维崧”堂。王安石的弟弟在半山园（后改称半山寺）的后院选取了一块墓地并将他下葬。由于当时司马光正在清洗曾推行新法的官员，王安石的很多故旧不敢登门，张舜民在《哀王荆公》一诗里描述了当时门可罗雀的场景。

## 思想
王安石既是政治家、文学家也是思想家，他的思想理论多被人统称为“荆公新学”。王安石将他的思想录述在多种书籍及文章中，其代表性作品有《周官新义》及《字说》，这些著作也成为了后来新学学派的主要理论依据之一。

### 传统哲学思想
根据现代学者姜国柱和容肇祖先生的研究，王安石究其根本是儒家，并非法家。他的变法也是基于他的儒家思想为主体，吸取其他学说而形成的。王安石在十六岁时随父亲到达了南京，便开始学习各类儒家典籍。王安石认为，董仲舒所提出来的天人感应是不对的，他在熙宁变法中反对“天人感应”的主张被总结为“三不足”之说中的“天变不足畏”。而后王安石总结现在（宋代）读书人，需要抛开汉儒的引导，通过自己发现经典的本意。在他的想法中，“读经而已，则不足以知经”，想要了解、通晓儒家典籍的意义，需要阅读其他流派的文章以及其他学科的书籍,而他本人也根据这个理论进行了诸多学习，漆侠先生提出王安石自早年起就以“通经求理”为主旨读书，并在其学术思想中体现了这一类的独创性。王安石除鼓励阅读其他学说的书籍外，对那些旧有的因循守旧的“俗儒”也进行了批判，在他的观念中，儒家也是要根据时代而演变，从而达到他在《万言书》中所说的“夫在上之圣人，莫如文王，在下之圣人，莫如孔子，而欲有所施为变革，则其事盖如此矣。”；在有人反对佛教思想时更是提出了“善学者读其书，惟理之求！有合吾心者，则樵牧之言犹不废,言而无理，周、孔所不敢从”的言论。容肇祖先生通过王安石《答曾子固书》一文看出他治学的严密，收纳了多家学说的思想，但是都有所取舍，抛弃了他眼中会使人走入歧途的“异学”。容肇祖先生又辩驳了现代以王安石尊崇法家“能令政必行”一说来判断王安石是法家的断言，他以王安石用礼义廉耻总结商鞅的失败说明了王安石本质是儒家的结论。王安石的这种思想被苏轼所称赞，他描述王安石单在学术上“网罗六艺之遗文，断以己意，糠秕百家之陈迹，作斯新人”。当时，王安石作《淮南杂说》，人皆以为是见到了《孟子》，可以看出王安石的思想受到了孟子的很大影响。在学术渊源上，梁启超认为，王安石“其学术集九流之粹",并且肯定王安石的思想源于传统的经学。他认为，王安石在经学上的成就可以和董仲舒和刘歆媲美。同时，梁启超还指出，王安石的学术思想与其政治实践是一致的。王安石的整体思想是务求实际，而避免虚无的，在对于商鞅的评价中，尤其体现了这一思想。他说现在的人不能非议商鞅，商鞅能让命令必定行使。这种思想也使得王安石在推行新法的时候，没有仔细辨别是不是真心为了新法，导致变法失败。

#### 宋代儒家思想转型
中古以降孟子的地位持续被抬高，周予同先生通过是时政治及文化的需求提出了这一现象的变迁，学界后也多有研究。王安石曾作诗《孟子》，明确指出他对孟子的向往并阐明了孟子的榜样作用，同时也利用自己的经历塑造了他对孟子历史形象的理解。除他本人及社会对孟子更为尊崇的同时，王安石也成为了“尊杨思潮”的一位重要人物。刘成国先生分析了王安石在内的部分士大夫群体，指出了他们将孔子、孟子、杨雄等人纳入同一谱系，后期在文道关系上则产生了分歧。罗根泽先生将王安石定义为文道并重，认为这是在古文运动背景下王安石变法的核心经术思想。由于王安石在政坛及文坛的地位提高，当余英时为宋学发展划分阶段时，认定王安石的改革是继欧阳修古文运动之后的新阶段，在此背景下，王安石和司马光成为尊杨思潮其中一分支的引领者，最终使杨雄得以入祀孔庙。
另一方面，王安石也景仰法家思想的代表人物商鞅的变法政策。在其诗《商鞅》中，王安石将商鞅变法的主旨总结为诚信，用一句“今人未可非商鞅，商鞅能令政必行。”阐述了他个人的经世理念，部分反映了他自鄞县开始的变法思想。

### 唯物主义观念
王安石除在政治实践上的各种概念，他对所在世界的认知被记载在他的多本著作中。如同他在政治上采纳其他学说的要点，他对物质的解释和传统的儒家典籍多有出入。根据李宗桂先生的研究，王安石在《洪范传》中描述的五行起源是明确的唯物主义解释，这和尚书及董仲舒所说的五行起源有着极大的分歧。王安石再针对董仲舒“天人感应”一说中的“天道”写出他自己不同的理解，他在《洪范传》内形容说“无偏无陂，遵王之义；无有作好，遵王之道；无有作恶，遵王之路；无偏无党，王道荡荡；无党无偏，王道平平；无反无侧，王道正直。”，漆侠先生利用这一段描述，结合王安石在前文所说“人道”的理解，说明了王安石以儒家的仁义思想为根本而坚持的唯物主义自然观，并非董仲舒等人所崇尚的天与人的直接关系。
王安石在区分了“天”与“人”后，进一步以人为中心，提出了人所创造出来的“四术”，即礼、乐、刑、政。王安石利用《伤仲永》指出学习对于人的重要性，他以此进一步在《礼乐论》内提出无论是日月星辰，还是山川丘陵，都是以物质为基础而可以认识到的存在，所谓“星历之数，天地之法，人物之所”也不过是前人所创立的，他认为他们是在这些方面学习的比旁人更多、更精，圣人就是因为精通万物中所存在的理才成为圣人的。
另一方面，王安石在老子的影响下，根据漆侠先生的说法，他的辩证法与素朴唯物主义有着很紧密的结合。他继而提出“太古之人, 不与禽兽朋也几何？”，认为历史进程上社会的变化是不可阻止的，而法律也会跟着朝代的变更而改变，根据当世国情而有的改变则都是有益的，他的变法也是以此为核心宗旨，而由于具体情况的不同再有不同的制度。

### 史学思想
王安石除对经籍有着十分深刻的理解并提出了自己的独特见解外，他也在品评历史的文章中将自己的见解融入并藉此对前人治史得失提出了多种评议。在其咏史诗《贾生》中，王安石通过描述汉文帝施行了贾谊的政策来说明君王的重要性，并进一步从侧面反映了王安石在熙宁变法中的政治主张。
而评议历史外，王安石对前代史官也提出过多种见解及批评。他指出上三代的史官以身死职，所以传下来的史书文献都可考据，现在则受限于拥有尊爵高位的人，又会因政治原因篡改文字。他进一步说明了有些人一时而贵，执笔书史，会“以忠为邪，以异为同”，这样一来后人就更难辨别黑白。他在诗《读史》中也提到了此类现象。

### 荆公新学
尽管现代学界基本同意王安石思想派系属于儒家，他对诸子百家的文献皆有涉略，并在对佛、道等宗教的了解基础上，创立了属于自己的独特哲学思想。王安石的这一思想在后世通称为“荆公新学”，对北宋后期哲学思想发展有着非常大的影响力，时人指出新学引领了当时六十年的思想潮流。

#### 三经新义
荆公新学的主要基础就是王安石在变法期间所著述的三经新义及字说，里面提倡了用更为新颖的义理学替代较为传统的章句学。三经新义指代王安石对《尚书》、《诗经》和《周礼》三种典籍所作新义的统称，于熙宁八年编撰完成，成为新一种官学范本。

#### 《春秋》公案
熙宁四年，王安石试图改革科举法，他利用《春秋》为例，指出春秋经为“大典”，然而历经秦汉之后所流传下来的春秋传是“断烂朝报”，从而试图将自己的学术思想纳入宋官方科举制度。这一事件在历史上有很多学者发表过见解，在集合这些学者的出发点及论据后，侯步云女史认为王安石此说部分继承了庆历年间的疑古风气，也是因为从他个人研究儒、道、佛等多种哲学思想后试图采用新角度理解《春秋》。

## 文学成就
王安石早年，时为文坛领袖的欧阳修就以《赠王介甫》一诗勉励王安石在文学上继续努力。王安石对此做出的回答是他更倾向于传播道义，他惟恐因为他的文学作品而获得那些虚名。他的文学主张不脱实用，务求有补于世。其本质上是作为政治的附庸，为政治而服务，直到晚年，退居江宁，方才有所转变。王安石的诗文皆有很高的成就，词作现存不多，但仍然有名篇传世。

### 诗
王安石的诗在宋朝别为一体，被称为王荆公体。据胡应麟《诗薮》：“六一虽洗削西昆，然体尚平正，特不甚当行耳。推毂梅尧臣诗，亦自具眼。至介甫始撰新奇，唐人格调，始一大变。蘇軾、黃庭堅继起，古法荡然。”王安石的诗在北宋诗坛有着重要的地位。他继承了欧阳修、梅尧臣并奠定了宋诗的基调，使得他好议论，好用典，好矜奇的特质，成为宋诗的特质。另外，王安石更大力提倡集句诗，并且自己以及引领同时代及之后的诗人都进行了相关的创作。尽管，西清诗话认为是石曼卿第一个创作的集句诗，但也无可否认王安石在其中起到的巨大作用，而其作品《胡笳十八拍》历来也是集句诗的典范。

王安石的诗以五十六岁为界限，可以分为前后两个阶段。前期的诗注重反映社会现实，咏史也写得非常出色。王安石的咏史诗继承了左思，杜甫的传统，和晚唐杜牧，李商隐的咏史诗比起来比较干硬，但一些咏史诗却有些故意别出己见。王安石在罢相退隐之后所作的诗句是他所写诗的顶峰，受到了后世极高的评价，他的诗甚至自成一体，为“荆公体”。多数认为这是由于王安石退出了政坛，其诗去除了政治因素而导致的。王安石早年的诗浑厚雄大，在退隐后则主要以含蓄深沉，意境空灵，清新脱俗的绝句为主。。例如《泊船瓜洲》一詩
|  | 京口瓜洲一水間，鍾山只隔數重山。 春風又綠江南岸，明月何時照我還。 |

从诗艺与诗境两方面看，王安石的“半山体”工巧而有味的审美旨趣，是因姚合等人为代表的“晚唐体”所影响并形成的。其中杨万里认为的五七绝句非常少，又非常难写，而晚唐诸公与王荆公却最精于此，侧面说明了王安石的极高造诣。晚年王安石的文学观相比早年更包容并济，针对典故的运用更为精妙圆融，例如《书湖阴先生壁》一詩 
|  | 茅檐長掃淨無苔，花木成畦手自栽。 一水护田将绿绕，两山排闼送青来。 |

一詩中尽管利用了汉书的典故，对典故不熟悉的读者依旧可以理解他的意思。

### 咏史诗
王安石开启了宋诗风气，宋诗风气中很重要的一个特质便是议论，王安石诗尤擅长议论。他的咏史诗现存一百多首，继承了班固“质木无文”和左思，杜甫通过咏史抒怀的传统，质木无文，即说诗空有内容，而无文采。王安石秉承“务求有补于世”的文学观，在咏史诗上，表现得尤为明显。当然，王安石的咏史诗，现实意义上远远高于班固。他的诗或言己，或讽今，或者利用诗的文体，提出了不同的看法，使得当时有人将他写的《商鞅》以为是他自己言行了。
王安石的咏史诗可分为三种类型：史传型，咏怀型，史论型。史传型即班固《咏史》一类单纯叙事，咏怀则注重抒发个人情怀，史论型则最足以体现宋代“以议论为诗”的特点。王安石作为宋调形成承前启后的人物，他的咏史诗中，史论型诗的成就十分突出。而在史论中，王安石大多独僻创见，语不惊人死不休，大力给前人翻案。例如其《明妃曲》云：“君不见，咫尺长门闭阿娇，人生失意无南北。”与前人大多同情昭君不同，此诗则指出人生失意的普遍性，使得能够在历代书写王昭君的诗歌中不落俗套。

#### 诗学观
王安石没有个人的诗话作品传世，但他选了不少诗歌选集。王安石在历代的诗话作品中，留下了大量的关于杜甫的赞誉，认为他是“光掩前人，而后来无继。”。由于对杜甫十分看重并认为天下的好言语都被他说尽了，王安石早年的诗学追求与杜甫的文学追求相一致，致力于让其诗文有补于世。罢相后，王安石的诗学观更加包容，他评价张籍奇崛艰辛，他亦如此，好炼字，偏重晚唐诗人，也承袭了晚唐诗人的精思。

### 词
王安石在文学上主张载道和实用，因此写的词数量相比于他的诗非常少，全宋词共收录其所作词仅二十九首。王安石的词在体制上继承了五代宋初的风气，以小令为主，也包含了桂枝香，雨霖铃，千秋岁引等中长调。其中《桂枝香》一词历来为人所称道，据杨湜《古今词话》评价：“金陵怀古，诸公寄词于《桂枝香》，凡三十余首，独介甫最为绝唱。东坡见之，不觉叹息曰: 此老乃野狐精也。”另外，王安石大量制作集句体词，虽当时为苏东坡，黄山谷批评，但二者亦有效颦之作，对词体的变革有一定的影响。

### 文
文章上，与韩、柳、三苏、欧阳、曾等并称为唐宋八大家。王安石的文偏重于说理，而且言简意赅，能够直指要点。例如，王安石的《读孟尝君》仅仅只有八十八个字，却能独辟蹊径，自有主张。
王安石的文学最主要是为政治服务的，正如其所言“所谓文者，务为有补于世而已矣。所谓辞者，犹器之有刻镂绘画也。诚使巧且华，不必适用；诚使适用，亦不必巧且华。要之以适用为本，以刻镂绘画为之容也。”。所以他的作品大多针砭时弊，反映了当时的社会矛盾，长于说理，具有浓厚的政治色彩。王安石开始写文章的时候，喜欢模拟别人的风格。后来欧阳修告诫他要有自己的风格，他的文章才臻至大成。王安石的文字驾驭能力很强，《上仁宗言事书》等都是很长的文章，但是却没有什么废话。整体来说，王安石的文章言简意赅，结构严谨，主意超卓，说理透彻，在唐宋八大家中别树一帜。曾巩曾经说王安石的文章学识不在扬雄之下，只是不善于接受别人的批评，倘若能改正，也许王安石的文学成就会更高。

## 人物评价
同朝的张方平在《文安先生墓表》记：“嘉祐初，王安石名始盛，党友倾一时……欧阳修亦已善之，劝先生与之游，而安石亦愿交于先生。先生曰：‘吾知其人矣，是不近人情者，鲜不为天下患。’”
北宋时期，其反对派就以修史的方法进行批评，朱熹多次批评王安石及其后学：“学术不正”，“坏了读书人”，但是朱熹对王安石个人是给予了相当肯定的。
南宋高宗为开脱父兄的历史罪责，以靖康元年以来士大夫们的议论，把“国事失图”由蔡京上溯至王安石。绍兴四年五月宋高宗诏命重修《神宗实录》以否定王安石变法为基调，罢去王安石配享神宗太庙的资格。南宋理宗时期盖棺论定王安石为“万世罪人”。编于南宗的话本小说《拗相公》称“我宋元气皆为熙宁变法所坏，所以有靖康之祸”。这一定谳对于后世产生了深远影响。王安石作为北宋亡国元凶的论调，经宋国史至元人修《宋史》所承袭，成为宋朝之后官方定论。
明太祖朱元璋对王安石变法深恶痛绝：“宋神宗用王安石理财，小人竞进，天下骚然，此可为戒”。清康熙也认定王安石为亡国之臣、千古罪人。
南宋以后，王安石变法总体上是被否定的，但对王安石的部分新法措施则有不同程度的肯定看法。在诸新法措施中，尤以科举改革、免役法、保甲法、保马法得到较多的肯定。
持肯定者在南宋有陆九渊称王安石“洁白之操，寒于冰霜”充分肯定了其私德，把变法失败归于用人不当、属于典型的“好心办坏事”。元朝有吴澄、虞集，明朝有陈汝錡、章衮，入清后有颜元、李绂、蔡上翔、杨希闵、龚自珍、陆心源等。杨慎对王安石的偏狭评价为“古今第一小人”。王夫之认为王安石的“三不足”之说是“祸天下而得罪于名教”。如蔡上翔以為“荆公之时，国家全盛，熙河之捷，扩地数千里，开国百年以来所未有者。南渡以后，元佑诸贤之子孙，及苏程之门人故吏，发愤于黨禁之祸，以攻蔡京为未足，乃以败乱之由，推原于荆公，皆妄说也。其实徽钦之祸，由于蔡京。蔡京之用，由于温公。而龟山之用，又由于蔡京，波澜相推，全与荆公无涉。”
他们给王安石以高度评价的原因主要有两点：其一，他们大都是南人，对王安石的褒扬，其中有中国古代尊重和敬仰“乡贤”的传统；其二，颜元、龚自珍肯定王安石及其变法，与他们和王安石有着相近的思想理路分不开。
历史发展到近代，中国遭受了前所未有的变故，改革的呼声日益提高，所以对王安石变法开始进行正面的评价，主要的人物有梁启超、严复等，他们从社会现实需要出发，呼吁改革精神。例如梁启超专门写了《王安石传》称其为“三代以下唯一完人”。以后对王安石变法的研究越来越多，并在民国时期有所推广。
中华人民共和国成立后，对王安石的评价一度主要从阶级等角度出发，以后又更多的从具体的利益角度来看他的变法。主要研究者有漆侠、邓广铭等。文革结束后，中国大陆进行改革开放，因此对王安石等改革家的评价趋向正面。
史学家黃仁宇认为：“王安石能在今日引起中外学者的兴趣，端在他的经济思想和我们的眼光接近。他的所谓“新法”，要不外将财政税收大规模的商业化。他与司马光争论时，提出“不加赋而国用足”的理论，其方针乃是先用官僚资本刺激商品的生产与流通。如果经济的额量扩大，则税率不变，国库的总收入仍可以增加。这也是现代国家理财者所共信的原则，只是执行于11世纪的北宋，则不合实际。”认为当时北宋经济发展水平高，“企图作现代性的改革”，然而因为文化和政治的原因，最终没有能完成转变。

## 轶事
王安石为人特立独行。据载，他常不梳洗就出门会客，看书入神时则会随手拿东西吃，吃了鱼食也不知道。署名苏洵但普遍认为是伪作的《辨姦論》就是影射王安石的，其中写道：“夫面垢不忘洗，衣垢不忘浣，此人之至情也。今也不然，衣臣虏之衣，食犬彘之食，囚首丧面而谈诗书，此岂其情也哉？”苏轼和王安石有不少過節，王安石喜好“語不驚人死不休”，苏轼於其生時每逢佳時必定作文譏諷，奉司馬光之命寫的祭文倒全是溢美之辭，頗有水之皮相非骨相。劉貢父要王安石掘一八百里大坑把梁山泊顛過來。民间也有不少两人鬥智的故事，如馮夢龍《警世通言》中有「王安石三難蘇學士」一篇，里面的王安石多次难倒苏轼，展现了王安石的博学，也展现了苏轼的小聪明。
王安石認為吃飯是非常浪費時間的事情但又不得不吃。某次他的妻子煮了一道菜給他吃，他馬上就吃完了，妻吳氏（妻妹以王安石夫婦的主張嫁給苦吟詩人王令）以為他喜歡這道菜所以天天煮，王安石也天天吃從無怨言，某天王妻忍不住詢問王安石天天吃同一道菜不膩嗎，王安石竟回答「我只想趕快吃完飯去辦正事，從沒注意吃了什麼下肚。」可見王安石既不注重生活情趣也不注重儀表又喜出狂言，對他而言普天之下除了讀書跟辦公之外沒有重要的事情。
有记载王安石非常喜欢读书，甚至在饮宴会客的时候也会陷入沉思，不露笑容。他在常州任内的时候，有一次参加宴会，他在伶人表演时突然发笑，众人以为是伶人引得王安石发笑是故赏赐了他很多钱。直到后来有人问王安石当时为何发笑，他解答说是他在思索《咸》、《恒》两幅卦，适时有了领悟，不自觉就发笑了。

## 家族
王氏家族本源于太原地区，后徙至临川，在王安石出生时即为当地望族。临川王氏以科举发家，据蔡上翔所考，他们自王安石的祖父王观之以来六十九年中共有八位族人登为进士。王观之是自王氏在临川以来第一位进士，此后王氏族人多有成就，王安石的父亲王益也于祥符八年成为进士。后王安国、王安礼、王雱叔姪因文学成就被合称“临川三王”。
祖父：王用之，曾任衛尉寺丞。

祖母：謝氏，色和容謹，行儉而勤。為婦順，為母慈，相夫教子，頗見其效。

外祖父：吳畋，素有才華，終身不仕。

舅舅：吳苪，也是王安石的岳父。

父親：王益，字損之，改字舜良，曾為臨江軍判官，一生在南北各地做州縣官。

前母：徐氏，王益前妻。

生母：吳氏，撫州金溪人，王益的續絃。

長兄：王安仁，字常甫，徐氏之子，皇祐元年（1049年）進士。

次兄：王安道，字勤甫，徐氏之子，曾授衡州軍司法參軍。

四弟：王安國，字平甫，吳氏之子，曾任武昌軍節度推官，西京國子教授。

五弟：王安世，吳氏之子，曾任太平州當塗縣主簿。

六弟：王安禮，字和甫，吳氏之子，官至尚書左丞。

七弟：王安上，字純甫，吳氏之子。

大妹：王文淑，封長安縣君，嫁與江陰張奎。

二妹：王氏，嫁與江陰朱明之。

三妹：王氏，封德安縣君，嫁與揚州沈季長。

表妹兼妻子：吳氏，封吳國夫人、越國夫人，康定元年（1040年）嫁給王安石。

長子：王雱，字元澤，出任太子中允、崇政殿説書，擢為天章閣待制兼侍講，累遷龍圖閣直學士，與王安禮、王安國並稱“臨川三王”。

次子：王旁，朝議郎、祕書省正字。

長女：王氏，封蓬萊縣君，嫁天章閣待制吳安持。

次女：王氏，封福國夫人，嫁鎮東軍節度使蔡卞。

早夭之子：於群牧判官任上所生之子，嘉祐二年夭。

早夭之女：於鄞縣所生。

孫：王棣，字儀仲，王安禮之孫，王雱之過繼子，顯謨閣學士、右中大夫、開得府路經略安撫使。建炎三年金人攻澶淵，死於城守，詔贈資政殿大學士。

孫：王桐，王旁之子，承事郎、直龍圖閣。

孫女：王雱之女，嫁呂安中。

孫女：王旁之女，嫁鄭久中。

外孫：吳侔，吳安持與長女王氏之子。

外孫：蔡仍，字子因，蔡卞與次女王氏之子。

曾孫：王珌，王棣之子。

曾孫：王瓙，王桐之子，宣和四年（1122年），宣義郎。

曾孫：王珏，字德全，王桐之子，王璹之弟。右中奉大夫、直敷文閣、提舉台州崇德觀。

玄孫：王衍之，王珌之子，調建康司理參軍。

玄孫：王升之，王瓙之子。

玄孫：王宜之，字文林，王珏之子。

玄孫女：王氏，王珏之女。  

## 紀念
王安石故里、祠堂：江西省撫州市東鄉區黎圩鎮上池村鹽阜嶺
撫州市王安石紀念館（1986年）：江西省撫州市臨川區贛東大道1085號
鄞州王安石紀念館：浙江省寧波市鄞州區東錢湖鎮忠應廟內

## 影视形象
| 演員   | 作品     | 年份 | 类型   |
| 何伟   | 苏东坡   | 2012 | 電視劇 |
| 魏德山 | 黄庭坚   | 2015 | 電視劇 |
| 單立文 | 東坡家事 | 2015 | 電視劇 |

## 参阅
- 熙寧變法

## 延伸阅读
[在维基数据编辑]
 在维基文库阅读此作者作品（ 在维基共享资源阅览影像）
 《宋史·卷327》，出自脱脱《宋史》

### 书目

#### 史料文献
- 脱脱：《宋史》
- 王铚：《默记》
- 苏洵：《嘉祐集》
- 韩维：《南阳集》
- 陆佃：《陶山集》
- 郑獬：《郧溪集》
- 《清江县古迹志》
- 王安石：《临川集》
- 欧阳修：《文忠集》
- 张舜民：《画墁集》
- 魏泰：《东轩笔录》
- 曾巩：《元丰类稿》
- 王称：《东都事略》
- 彭乘：《墨客挥犀》
- 严羽：《沧浪诗话》
- 赵翼：《瓯北诗话》
- 蔡绦：《西清诗话》
- 杨万里：《诚斋诗话》
- 曾季貍：《艇斋诗话》
- 司马光：《涑水纪闻》
- 释惠洪：《冷斋夜话》
- 叶梦得：《石林燕语》
- 叶梦得：《避暑录话》
- 孔颖达：《毛诗注疏》
- 吴曾：《能改斋漫录》
- 陈瓘：《四明尊尧集》
- 陈渊：《默堂先生文集》
- 魏泰：《临汉隐居诗话》
- 胡仔：《苔溪渔隐丛话》
- 吴乘权：《纲鉴易知录》
- 赵汝愚：《宋名臣奏议》
- 陈邦瞻：《宋史纪事本末》
- 彭百川：《太平治迹统类》
- 李焘：《续资治通鉴长编》
- 田雯：《古欢堂集集杂著》
- 杨时：《杨龟山先生文集》
- 黄庭坚：《豫章黄先生文集》
- 杜大圭：《名臣碑传琬琰集》
- 蔡上翔：《王荆公年谱考略》
- 杨仲良：《皇宋通鉴长编纪事本末》

- 欧阳修，李逸安：《欧阳修全集》中华书局2001
- 王安石，唐武：《王文公文集》上海人民出版社1974
- 孔安国，孔颖达：《尚书正义》北京大学出版社1999
- 王安石，王水照：《王安石全集》复旦大学出版社2016

#### 论著
- 邓广铭：《王安石》三联书店1953
- 黄仁宇：《中国大历史》台北联经1996
- 梁启超：《王荆公》上海广智书局1908
- 王曾瑜：《锱铢编》河北大学出版社2006
- 刘成国：《王安石年谱长编》中华书局2018
- 罗根泽：《中国文学批评史三》中华书局1962
- 袁行霈：《中国文学史》高等教育出版社2005
- 何忠礼：《宋代政治史》浙江大学出版社2007
- 余英时：《朱熹的历史世界》，三联书店2004
- 刘德清：《欧阳修纪年录》上海古籍出版社2006
- 刘乃昌：《王安石诗文编年选释》山东教育出版社1992
- 叶坦：《富国富民论-立足于宋代的考察》北京出版社1991
- 包弼德：《斯文：唐宋思想的转型》江苏人民出版社2017，刘宁译
- 周予同：《周予同经学史论著选集》上海人民出版社1996，朱维铮编

#### 论文
- 姜国柱.论王安石[J].社会科学辑刊.1980(3).
- 顾全芳.评王安石变法[J].晋阳学刊.1985(1).
- 刘成国.王安石生辰新证[J].江海学刊.2017(5).
- 刘成国.王安石日常行实疑难考[J].文史.2018(1).
- 田玉芳.浅论王安石晚年诗[J].社科纵横.2006(4).
- 侯髓健.王安石字“介”说[J]古典文学知识.2008(2).
- 王曾瑜.王安石变法简论[J].中国社会科学.1980(3).
- 李华瑞.王安石变法的再思考[J].河北学刊.2008(5).
- 张海鸥.王介甫又称介卿、介父[J].阴山学刊.2001(3).
- 周本淳.〈辨奸论〉并非伪作[J].南京大学学报.1979(1).
- 王育济.宋代王安石家族及其姻亲[J].东岳论丛.2001(3).
- 李宗桂.试论王安石的哲学思想[J].四川师院学报.1981(4).
- 徐洪兴.唐宋间的孟子升格运动[J].中国社会科学.1993(5).
- 刘成国.宋代尊扬思潮的兴起与衰歇[J].史学月刊.2018(6).
- 顾吉辰.王安石“三不足”说质疑[J].青海社会科学.1986(2).
- 潘斌.王安石《周礼》诠释的新义[J].唐都学刊.2016,32(6).
- 张白山.王安石晚期诗歌评价问题[J].中国社会科学.1980(5).
- 张涤云.关于王安石使辽及使辽诗的考辨[J].文学遗产.2006(1).
- 容肇祖.容肇祖同志给姜国柱同志的信[J].社会科学辑刊.1980(3).
- 汤江浩.词至熙丰体变新-王安石词考论[J].中国韵文学刊.2001(1).
- 漆侠.王安石的哲学思想[J].河北大学学报(哲学社会科学版).1978(3).
- 寿涌.考王安石嘉祐三年冬入京为度支判官[J].开封大学学报.2008,22(3).
- 薛磊.“半山体”及其晚唐渊源[J].北京师范大学学报(社会科学版).1999(5).
- 漆侠.再论王安石变法——王安石逝世九百周年[J].河北大学学报.1986(3).
- 关素华.王安石人性论新探[J].南昌大学学报(人文社会科学版).2018,49(1).
- 蔡罕.王安石治鄞及其四明情怀-从《鄞县经游记》谈起[J].浙江学刊.2011(4).
- 范立舟.熙丰变法前后王安石形象的变化及其意蕴[J].中山大学学报(社会科学版).2017(2).
- 邓广铭.关于王安石的居里茔墓及其他诸问题[J].北京大学学报(哲学社会科学版).1993(2).
- 张呈忠.从《管子·轻重》到《周官·泉府》-论王安石理财思想的形成[J].管子学刊.2017(3).
- 范立舟.熙丰变法前后王安石形象的变化及其意蕴[J].中山大学学报(社会科学版).2017,57(2).
- 顾宏义.《邵氏闻见录》有关王安石若干史料辨误[J].河北大学学报(哲学社会科学版).1998(3).
- 陈东根.欧阳修与王安石嘉祐元年诗歌互赠再议[J].江西师范大学学报(哲学社会科学版).2011,44(4).
- 周本淳.略论王安石苏轼友谊的基础——金陵之会的思考[J].淮阴师专学报(哲学社会科学版).1991(1).
- 王国巍,陈东根.欧阳修与王安石第一次诗歌互赠之辨正[J].江西师范大学学报(哲学社会科学版).2008,41(2).
- 徐规,杨天保.走出“荆公新学”-对王安石学术演变形态的再勾勒[J].浙江大学学报(人文社会科学版).2005,35(1).
- 侯步云.王安石《春秋》学思想探究-以《春秋》公案考辨为中心[J].西北大学学报(哲学社会科学版).2017,47(1).
- 邓广铭.王安石在北宋儒家学派中的地位——附说理学家的开山祖问题[J].北京大学学报(哲学社会科学版).1991(02).

### 脚注
1. ↑  见 张海鸥：《王介甫又称介卿、介父》，载《阴山学刊》2001年第3期，p.31
2. ↑  见 侯髓健：《王安石字“介”说》，载《古典文学知识》2008年第2期，p.115
3. ↑  见 刘成国：《王安石日常行实疑难考》，载《文史》2018年第1辑，p.161
4. ↑  《王荆公年谱考略》卷一：“公生于天禧五年辛酉至哲宗元祐元年薨年六十六”
5. ↑  《宋史》列传第八十六·王安石：“元佑元年卒年六十六赠太傅绍圣中谥曰文配享神宗庙庭”
6. 1 2  陈鹄《西塘集耆旧续闻》卷一载：后学读书未博，观人文字不可轻诋。且如欧阳公与王荆公诗云：“翰林风月三千首，吏部文章二百年。”荆公答云：“他日若能窥孟子，终身安敢望韩公。”欧公笑曰：“介甫错认某意，所用事乃谢眺为吏部尚书，沈约与之书，云二百年来无此作也，若韩文公迨今何止二百年耶!”前后名公诗话，至今博洽之士莫不以欧公之言为信，而荆公之诗为误。不知荆公所用之事，乃见孙樵《上韩退之吏部书》“二百年来无此文也”。欧公知其一而不知其二，故介甫尝曰：“欧公坐读书未博耳。”
7. ↑  姜国柱：《论王安石》，载社会科学辑刊1980年第3期，pp.20
8. 1 2  黄仁宇. . 《大地》. 2001, 第二十七期  [2016-02-22]. （原始内容存档于2016-10-07）.
9. ↑  漆侠：《再论王安石变法-王安石逝世九百周年》，载河北大学学报1986年第3期，pp.99
10. ↑  《宋史》列传第八十六·王安石：“父益都官员外郎”
11. ↑  《王荆公年谱考略》卷一引《临江府名宦志》曰：“王益，字损之，临川人，荆公父也。”
12. ↑  见邓广铭：关于王安石的居里茔墓及其他诸问题，载北京大学学报(哲学社会科学版) 1993年第2期
13. ↑  详见 刘成国：《王安石生辰新证》，载《江海学刊》2017年第5期，p.201
14. ↑  刘成国. . 中华读书报. 2021-12-15  [2021-12-18]. （原始内容存档于2021-12-18）.
15. ↑  《能改斋漫录》卷十：“王介甫辛酉十一月十三日辰时生。”
16. ↑  《王荆公年谱考略》卷一：“宋天禧中判临江军清江县古迹志曰维崧堂在府治内宋天禧中王益为临江军判官其子安石生于此后人因名其堂曰维崧文县志载王直科甲题名记曰宋天禧中王公损之判临江军其子荆国文公生于此”
17. ↑  《王安石全集》第七册·临川先生文集（三）·卷八十三·大中祥符观新修九曜阁记：“某自扬州归，与叔父会京师。叔父曰：‘大中祥符观所谓九曜者，道士丁用平募民钱为堂庖庑已，又为阁置九曜像其下，从吾乞汝文，记其年时，汝为之。’临川之城中，东有大丘，左溪水，水南出而北并于江。城之东，以溪为隍，吾庐当丘上，此折而东百歩，为祥符观。观岸溪水，东南之山不奄乎人家者，可望也。某少时固尝从长者游而乐之，以为溪山之佳，虽异州，乐也，况吾父母之州，而又去吾庐为之近者邪？虽其身去为吏，独其心不须臾去也。今道士又新其居，以壮观游。阁焉，使游者得以穷登望之胜，使可望者不唯东南而已，岂不重可乐邪？道士之所为，几吾之所乐，而命吾文，又叔父也，即欲已，得邪？惜乎！安得与州之君子者游焉？以忘吾忧而慰吾思邪？阁成之日，某年月日也。”
18. ↑  《宋史》列传第八十六·王安石：“安石少好读书一过目终身不忘其属文动笔如飞初若不经意既成见者皆服其精妙友生曾巩携以示欧阳修修为之延誉”
19. ↑  邓广铭：《王安石》，p.19
20. ↑  《王安石全集》第五册·临川先生文集（一）·卷十三·忆昨诗示诸外弟：“忆昨此地相逢时，春入穷谷多芳菲。短垣囷囷冠翠岭，踯躅万树红相围。幽花媚草错杂出，黄蜂白蝶参差飞。此时少壮自负恃，意气与日争光辉。乘闲弄笔戏春色，脱略不省旁人讥。坐欲持此博轩冕，肯言孔孟犹寒饥。丙子从亲走京国，浮尘坌并缁人衣。”
21. ↑  《王安石全集》第六册·临川先生文集（二）·卷七十一·先大夫述：“丁卫尉府君忧，服除，通判江宁府”
22. ↑  《王安石全集》第五册·临川先生文集（一）·卷十三·忆昨诗示诸外弟：“明年亲作建昌吏，四月挽船江上矶。端居感慨忽自悟，青天闪烁无停晖。男儿少壮不树立，挟此穷老将安归？吟哦图书谢庆吊，坐室寂寞生伊威。材疏命贱不自揣，欲与稷契遐相希。”
23. ↑  《王安石全集》第六册·临川先生文集（二）·卷七十一·先大夫述：“宝元二年二月二十三日，以疾弃诸孤官下，享年四十六。”
24. ↑  《王安石全集》第五册·临川先生文集（一）·卷十三·忆昨诗示诸外弟：“旻天一朝𢌿以祸，先子泯没予谁依？精神流离肝肺绝，眦血被面无时晞。母兄呱呱泣相守，三载厌食钟山薇。”
25. ↑  《尚书正义》卷十五·洛诰：“周公曰：“王肇称殷礼，祀于新邑，咸秩无文。言王当始举殷家祭祀，以礼典祀于新邑，皆次秩不在礼文者而祀之。予齐百工，伻从王于周。予惟曰：‘庶有事。’我整齐百官，使从王于周，行其礼典。我惟曰：“庶几有善政事。”今王即命曰：“记功，宗以功，作元祀。”今王就行王命于洛邑，曰：“当记人之功，尊人亦当用功大小为序，有大功则列大祀。”谓功施于民者。【曰记，上音越，一音人实反。】惟命曰：“汝受命笃，弼丕视功载，乃汝其悉自教工。”惟天命我周邦，汝受天命厚矣，当辅大天命，视群臣有功者记载之，乃汝新即政，其当尽自教众官，躬化之。孺子其朋，孺子其朋，其往。少子慎其朋党，少子慎朋党，戒其自今已往。无若火始焰焰，厥攸灼叙，弗其绝。言朋党败俗，所宜禁绝。无令若火始然，焰焰尚微，其所及，灼然有次序，不其绝。事从微至着，防之宜以初。【焰音艳。“叙”绝句，马读“叙”句字属下。令，力呈反。】厥若彝，及抚事如予，惟以在周工。其顺常道，及抚国事，如我所为，惟用在周之百官。往新邑，伻乡即有僚，明作有功，惇大成裕，汝永有辞。”往行政化于新邑，当使臣下各乡就有官，明为有功，厚大成宽裕之德，则汝长有叹誉之辞于后世。【向，许亮反，注同。惇，都混反。】
【疏】“周公”至“有辞”
正义曰：王求教诲之言，公乃诲之。周公曰：“王居此洛邑，当始举殷家祭祀以为礼典，祀于洛之新邑，皆次秩在礼无文法应祀者，亦次秩而祀之。我虽致政，为王整齐百官，使从王于周，行其礼典。若能如此，我惟曰：‘庶几有善政事。’今王就行王命于洛邑，曰：‘王当记人之功，尊人亦当用功大小为次序，有大功者则列为大祀。‘”又申述所以祀神记臣功者。“政事由臣而立，惟天命我周邦之故，曰：’汝受天命厚矣，当辅大天命，故须视群臣有功者记载之。君知臣功，则臣皆尽力。欲令群臣尽力，宜于初即教之。乃汝新始即政，其当尽自教诲众官。‘”令王躬自化之，使之立功。又以朋党害政，尤宜禁绝，故丁宁戒之：“少子慎其朋党，少子慎其朋党，戒其自今已往。”令常慎此朋党之事。“若欲绝止，禁其未犯，无令若火始然。焰焰尚微，火既然焰，其火所及，将灼然有次序矣，不其复可绝也。汝成王其当顺此常道，及抚循国事，如我摄政所为。惟当用我此事，在周之百官则当畏服，各立功矣。汝当以此往行政化于新邑，当使臣下百官各向就有官，明为有功，厚大成宽裕之德，则汝长有叹誉之辞于后世”。此周公诲王之言也。[...]
传“惟天”至“化之”，正义曰：“惟天命我周邦”，谓天命我文武，故及汝成王复受天命为天子，是天之恩德深厚矣。天以厚德被汝，汝当辅大天命，任贤使能，行合天意，是辅大天也。汝当辅大天命，故宜视群臣有功者记载之，覆上“记功，宗以功”言之也。欲令群臣有功，必须躬自教化之在于初始，故言“乃汝新即政，其当尽自教众官”。欲令王“躬化之”者，正己之身，使群臣法之，非谓以辞化之也。言“尽自教”者，政有大小，恐王轻大略小，令王尽自亲化之。言“惟命曰”，亦是致殷勤。“乃”者，缓辞也。义异上句，故言“乃”耳。王肃云：“此其尽自教百官，谓正身以先之。”
传“少子”至“已往”，正义曰：郑云：“孺子，幼少之称，谓成王也。”此上皆云成王，此句特言少子者，以明朋党败俗，为害尢大，恐年少所忽，故特言“孺子”也。“朋党”谓臣相朋党。“慎其朋党”，令禁绝之。“戒其自今已往”，谓从即政以后，常以此事为戒也。
传“言朋”至“以初”，正义曰：“无令若火始然”，以喻无令朋党始发。若火既然，初虽焰焰尚微，其火所及，灼然有次序，不其复可绝也。以喻朋党若起，渐渐益大，群党既成，不可复禁止也。“事从微至着，防之宜以初”，谓朋党未发之前，防之使不发。
传“其顺”至“百官”，正义曰：考古依法，为“顺常道”。号令治民，为“抚国事”。周公大圣，动成轨则，“如我所为”，谓如摄政之时事所施为也。惟当用我所为在周之百官，令其行周公之道法于百官也。
传“往行”至“后世”，正义曰：此时在西都戒王，故云“往行政化于新邑”。当使臣下各乡就所有之官，令其各守其职，思不出其位，自当陈力就列，明为有功。在官者当以褊小急躁为累，故令臣下厚大成宽裕之德。臣下既贤，君必明圣，则汝长有叹誉之辞于后世矣。今《周颂》所歌即叹誉成王之辞也。”
26. ↑  《默记》卷下：“庆历二年御试进士时晏元献为枢密使杨察晏婿也时自知制诰避亲勾当三班院察之弟置时就试毕负魁天下望未放榜间将先宣示两府上十人卷子置因以赋求察问晏公己之高下焉晏公明日入对见置之赋已考定第四人出以语察察密以报置而置试罢与酒徒饮酒肆闻之以手击案叹曰不知那个卫子夺吾状元矣不久唱名再三考定第一人卷子进御赋中有孺子其朋之言不怿曰此语忌不可魁天下即王荆公卷子第二人卷子即王圭以故事有官人不为状元令取第三人即殿中丞韩绛遂取第四人卷子进呈上欣然曰若杨置可矣复以第一人为第四人置方以鄙语骂时不知自为第一人也然荆公平生未尝略语曾考中状元其气量高大视科第为何等事而增重耶”
27. ↑  《临川集》卷七十五·与王逢原书四：“某顿首被命使江东按刑狱事明日遂行欲至扬州宿留别乞一差遣窃欲一见逢原幸枉驾见追只于丹阳奉候切勿以事为解也它须面陈此不详悉切见过专奉迟切切”
28. ↑  《元丰类稿》卷十五·上欧阳舍人书：“巩之友王安石文甚古行甚称文虽已得科名居今知安石者尚少也彼诚自重不愿知于人尝与巩言非先生无足知我也如此人古今不常有如今时所急虽无常人千万不害也顾如安石不可失也先生倘言焉进之于朝廷其有补于天下亦书其所为文一编进左右幸观之庶知巩之非妄也鄙心惓惓其大抵虽如此其详可得而具邪不宣巩再拜”
29. ↑  《邵氏闻见录》卷九：“韩魏公自枢密副使以资政殿学士知扬州王荆公初及第为佥判每读书至达旦略假寐日已高急生府多不及盥漱魏公见荆公少年疑夜饮放逸一日从容谓荆公曰君少年无废书不可自弃荆公不答退而言曰韩公非知我者”
30. ↑  《王荆公年谱考略》卷二：“是年三月礼部奏名进士诸科及第出身八百三十九人公登杨宝榜进士第四名是年签书淮南判官”
31. ↑  《宋史》列传第八十六·王安石：“擢进士上第签书淮南判官旧制秩满许献文求试馆职安石独否再调知鄞县”
32. ↑  《宋会要辑稿》卷一百七·选举二：“庆历二年四月二十三日，诏新及第进士第一人杨置为将作监丞第二人王珪为大理评事第三人韩绛为太子中允并通判第四人王安石为校书郎第五人曾公定为奉礼郎并佥书诸州判官事第六人已下两使职官第二甲初等职官第三甲试衔知县第三四甲试衔簿尉第五甲判司簿尉厅人第一甲京朝官转官选人进下京官第二甲京官下便推官后任升陟选人两使推官第三甲京官佥书诸州判官选人初等职官第四甲京官家便知县后任佥书诸州官选人试衔知县第五甲京官家便知县选人试衔知县”
33. ↑  《名臣碑传琬琰集》下集·卷十四·王荆公安石传：“庆历二年登进士甲科签书淮南节度判官厅公事代还例当进所业试馆职安石独不进特召试亦固辞知明州鄞县”
34. ↑  《纲鉴易知录》卷六九：“故事秩满许献文求试馆职安石独否知鄞县「文彦博欧阳修并荐王安石」”
35. ↑  《东都事略》卷七十九：“安石好读书三日一治县事”
36. ↑  《临川集》卷七十五·上杜学士言开河书：“十月十日谨再拜奉书运使学士阁下某愚不更事物之变备官节下以身得察于左右事可施设不敢因循苟简以孤大君子推引之意亦其职宜也鄞之地邑跨负江海水有所去故人无水忧而深山长谷之水四面而出沟渠浍川十百相通长老言钱氏时置营田吏卒岁浚治之人无旱忧恃以丰足营田之废六七十年吏者因循而民力不能自并向之渠川稍稍浅塞山谷之水转以入海而无所潴幸而雨泽时至田犹不足于水方夏历旬不雨则众川之涸可立而须故今之邑民最独畏旱而旱辄连年是皆人力不至而非岁之咎也某为县于此幸岁大穰以为宜乘人之有馀及其暇时大浚治川渠使有所潴可以无不足水之患而无老壮稚少亦皆惩旱之数而幸今之有馀力闻之翕然皆劝趋之无敢爱力夫小人可与乐成难与虑始诚有大利犹将强之况其所愿欲哉窃以为此亦执事之所欲闻也伏惟执事聪明辨智天下之事小之为无间大之为无崖岸悉已讲而明之矣而又导利去害汲汲若不足夫此最长民之吏当致意者故辄具以闻州州既具以闻执事矣顾其厝事之详尚不得彻辄复条件以闻唯执事少留聪明有所未安教而勿诛幸甚”
37. ↑  《临川集》卷八十三·鄞县经游记：“庆历七年十一月扼馀自县出属民使浚渠川至万灵乡之左界宿慈福院戊寅升鸡山观碶工凿石遂入育王山宿广利寺雨不克东辛巳下灵岩浮石湫之壑以望海而谋作斗门于海滨宿灵岩之旌教院癸未至芦江临决渠之口转以入于瑞岩之开善院遂宿甲申游天童山宿景德寺质明与其长老瑞新上石望玲珑岩须猿吟者久之而还食寺之西堂遂行至东吴具舟以西质明泊舟堰下食大梅山之保福寺庄过五峰行十里许复具舟以西至小溪以夜中质明观新渠及洪水湾还食普宁院日下昃如林村夜未中至资寿院质明戒桃源清道二乡之民以其事凡东西十有四乡乡之民毕已受事而馀遂归云”
38. ↑  《宋史》列传第八十六·王安石：“起堤堰决陂塘为水陆之利贷谷与民出息以偿俾新陈相易邑人便之”
39. ↑  蔡罕：《王安石治鄞及其四明情怀-从〈鄞县经游记〉谈起》，载浙江学刊2011年第4期，pp.58-62
40. ↑  《东都事略》卷七十九：“起堤堰决陂塘为水陆之利贷谷于民立息以偿俾新陈相易兴学校严保伍吏人便之”
41. ↑  《临川集》卷八十三·慈溪县学记：“天下不可一日而无政教故学不可一日而亡于天下古者井天下之田而党庠遂序国学之法立乎其中乡射饮酒春秋合乐养老劳农尊贤使能考艺选言之政至于受成献馘讯囚之事无不出于学于此养天下智仁圣义忠和之士以至一偏之伎一曲之学无所不养而又取士大夫之材行完洁而其施设已尝试于位而去者以为之师释奠释菜以教不忘其学之所自迁徙逼逐以勉其怠而除其恶则士朝夕所见所闻无非所以治天下国家之道其服习必于仁义而所学必皆尽其材一日取以备公卿大夫百执事之选则其材行皆已素定而士之备选者其施设亦皆素所见闻而已不待阅习而后能者也古之在上者事不虑而尽功不为而足其要如此而已此二帝三王所以治天下国家而立学之本意也后世无井田之法而学亦或存或废大抵所以治天下国家者不复皆出于学而学之士群居族处为师弟子之位者讲章句课文字而已至其陵夷之久则四方之学者废而为庙以祀孔子于天下斫木抟土如浮屠道士法为王者象州县吏春秋帅其属释奠于其堂而学士者或不预焉盖庙之作出于学废而近世之法然也今天子即位若干年颇修法度而革近世之不然者当此之时学稍稍立于天下矣犹曰县之士满二百人乃得立学于是慈溪之士不得有学而为孔子庙如故庙又坏不治今刘君在中言于州使民出钱将修而作之未及为而去时庆历某年也后林君肇至则曰古之所以为学者吾不得而见而法者吾不可以毋循也虽然吾之人民于此不可以无教即因民钱作孔子庙如今之所云而治其四旁为学舍讲堂其中帅县之子弟起先生杜君醇为之师而兴于学噫林君其有道者耶夫吏者无变今之法而不失古之实此有道者之所能也林君之为其几于此矣林君固贤令而慈溪小邑无珍产淫货以来四方游贩之民田桑之美有以自足无水旱之忧也无游贩之民故其俗一而不杂有以自足故人慎刑而易治而吾所见其邑之士亦多美茂之材易成也杜君者越之隐君子其学行宜为人师者也夫以小邑得贤令又得宜为人师者为之师而以修醇一易治之俗而进美茂易成之材虽拘于法限于势不得尽如古之所为吾固信其教化之将行而风俗之成也夫教化可以美风俗虽然必久而后至于善而今之吏其势不能以久也吾虽喜且幸其将行而又忧夫来者之不吾继也于是本其意以告来者”
42. ↑  《临川集》卷七十六·上运使孙司谏书：“伏见阁下令吏民出钱购人捕盐窃以为过矣海旁之盐虽日杀人而禁之势不止也今重诱之使相捕告则州县之狱必蕃而民之陷刑者将众无赖奸人将乘此势于海旁渔业之地搔动艚户使不得成其业艚户失业则必有合而为盗贼杀以相仇者此不可不以为虑也鄞于州为大邑某为县于此两年见所谓大户者其田多不过百亩少者至不满百亩百亩之直为钱百千其尤良田乃直二百千而已大抵数口之家养生送死皆自田出州县百须又出于其家方今田桑之家尤不可时得者钱也今责购而不可得则其间必有鬻田以应责者夫使良民鬻田以赏无赖告讦之人非所以为政也又其间必有州县之令而不时出钱者州县不得不鞭械以督之鞭械吏民使之出钱以应捕盐之购又非所以为政也且吏治宜何所师法也必曰古之君子重告讦之利以败俗广诛求之害急较固之法以失百姓之心因国家不得已之禁而又重之古之君子盖未有然者也犯者不休告者不止粜盐之额不复于旧则购之势未见其止也购将安出哉出于吏之家而已吏固多贫而无有也出于大户之家而已大家将有由此而破产失职者安有仁人在上而令下有失职之民乎在上之仁人有所为则世辄指以为师故不可不慎也使世之在上者指阁下之为此而师之独不害阁下之义乎上好是物下必有甚者阁下之为方尔而有司或以谓将请于阁下求增购赏以励告者故某窃以谓阁下之欲有为不可不慎也天下之吏不由先王之道而主于利其所谓利者又非所以为利也非一日之积也公家日以窘而民日以穷而怨常恐天下之势积而不已以至于此虽力排之已若无奈何又从而为之辞其与抱薪救火何异窃独为阁下惜此也在阁下之势必欲变今之法令如古之为固未能也非不能也势不可也循今之法而无所变有何不可而必欲重之乎伏惟阁下常立天子之侧而论古今所以存亡治乱将大有为于世而复之乎二帝三代之隆顾欲为而不得者也如此等事岂待讲说而明今退而当财利责盖迫于公家用调之不足其势不得不权事势而为此以纾一切之急也虽然阁下亦过矣非所以得财利而救一切之道阁下于古书无所不观观之于书以古已然之事验之其易知较然不待某辞说也枉尺直寻而利古人尚不肯为安有此而可为者乎今之时士之在下者浸渍成俗苟以顺从为得而上之人亦往往憎人之言言有忤己者辄怒而不听之故下情不得自言于上而上不得闻其过恣所欲为上可以使下之人自言者惟阁下其职不得不自言者某也伏惟留思而幸听之文书虽已施行追而改之若犹愈于遂行而不反也干犯云云”
43. ↑  《宋史》列传第八十六·王安石：“文彦博为相荐安石恬退乞不次进用以激奔竞之风”
44. ↑  《王荆公年谱考略》卷二：“由初仕至是十年从无一牍干谒于贵人之门以求速达文潞公当世大贤居相府首荐安石同时则有陈襄荐士书安石与焉虽以潞公举其恬退及朝廷召试赴阙犹自言向时辞试有故而恬退非其本意”
45. ↑  《宋史》列传第八十六·王安石：“寻召试馆职不就”
46. ↑  《续资治通鉴长编》卷一百七十：“庚午宰臣文彦博等言臣等每因进对尝闻德音以搢绅之间多务奔竞匪裁抑之则无以厚风俗若恬退守道者稍加旌擢则奔竞躁求者庶几知耻伏见工部郎中直史馆张緓十馀年不磨勘朝廷銟其退静尝特迁两浙转运使代还差知颍州亦未尝以资序自言殿中丞王安石进士第四人及第旧制一任还进所业求试馆职安石凡数任并无所陈朝廷特令召试亦辞以家贫亲老且馆阁之职士人所欲而安石恬然自守未易多得大理评事韩维尝预南省高荐自后五六岁不出仕宦好古嗜学安于退静并乞特赐甄擢诏赐緓三品服召安石赴阙俟试毕别取旨维令学士院与试安石维并辞不就”
47. ↑  《临川集》卷四十·乞免就试状：“准中书札子奉圣旨依前降指挥发来赴阙就试者伏念臣祖母年老先臣未葬弟妹当嫁家贫口众难住京师比尝以此自陈乞不就试慢废朝命尚宜有罪幸蒙宽赦即赐听许不图逊事之臣更以臣为恬退令臣无葬嫁奉养之急而逡巡辞避不敢当清要之选虽曰恬退可也今特以营私家之急择利害而行谓之恬退非臣本意兼臣罢县守阙及今二年有馀老幼未尝宁宇方欲就任即令赴阙实于私计有妨伏望圣慈察臣本意止是营私特寝召试指挥且令终满外任一面发赴本任去讫”
48. ↑  《宋史》列传第八十六·王安石：“修荐为谏官以祖母年高辞”
49. ↑  《宋史》列传第八十六·王安石：“安石本楚士未知名于中朝以韩吕二族为巨室欲藉以取重乃深与韩绛绛弟维及吕公著交三人更称扬之名始盛”
50. ↑  《王荆公年谱考略》卷二：“毁者乃谓安石本楚士未知名于中朝以韩吕二族为巨室欲藉以取重乃深与韩绛绛弟维及吕公著三人更相称扬之各始盛而正史采之鸣呼为是言者亦曾考皇祐三年文潞公以韩维王安石并荐乎亦曾考陈襄与陈舍人荐士书谓安石文学政事已著闻于时乎亦会考嘉祐初欧阳公以王安石吕公著并荐于朝乎而是时刘敞之荐孙侔亦曰求之朝廷吕公著王安石之流乎由是言之韩维吕公著方藉文欧二公与安石并荐而韩吕岂能重安石安石亦奚藉韩吕以为重哉夫自皇祐三年至熙宁中间二十年安石声名满天下若范文正公富郑围韩魏公曾鲁公皆为所称誉甚久乃毁者置诸君子不言而曰藉韩吕为重于此见毁者无之而不妄也”
51. ↑  《王安石全集》第十册·附录，p.30
52. ↑  《王荆公年谱考略》卷二：“皇祐四年壬辰年三十三通判舒州”
53. ↑  《临川集》卷八十五·祭范颍州文：“ 呜呼我公一世之师由初迄终名节无疵明肃之盛身危志殖瑶华失位又随以斥治功亟闻尹帝之都闭奸兴良稚子歌呼赫赫之家万首俯趋独绳其私以走江湖士争留公蹈祸不栗有危其辞谒与俱出风俗之衰骇正怡邪蹇蹇我初人以疑嗟力行不回慕者兴起儒先酋酋以节相侈公之在贬愈勇为忠稽前引古谊不营躬外更三州施有馀泽如酾河江以灌寻尺宿赃自解不以刑加猾盗涵仁终老无邪讲艺弦歌慕来千里沟川障泽田桑有喜戎孽犬制狂敢刮医铸印刻符公屏一方取将于伍后常名显收士至佐维邦之彦声之所加掳不敢濒以其馀威走敌完邻昔也始至疮痍满道药之养之内外完好既其无为饮酒笑歌百城晏眠吏士委蛇上嘉曰材以副枢密稽首辞让至于六七遂参宰相厘我典常扶贤赞杰乱冗除荒官更于朝士变于乡百治具修偷堕勉强彼阏不遂归侍帝侧卒屏于外身屯道塞谓宜侠希尚有以为神乎孰忍使至于斯盖公之才犹不尽试肆其经纶功孰与计自公之贵厩库逾空和其色辞傲讦以容化于妇妾不靡珠玉翼翼公子弊绨恶粟闵死怜穷惟是之奢孤女以嫁男成厥家孰堙于深孰锲乎厚其传其详以法永久硕人今亡邦国之忧矧鄙不肖辱公知尤承凶万里不往而留涕哭驰辞以赞醪羞”
54. ↑  《王荆公年谱考略》卷二：“范文正公卒于皇祐四年五月公有祭文兹不录然其始曰呜呼我公一世之师”
55. ↑  《王安石全集》第五册·临川先生文集（一）·卷十二·感事：“贱子昔在野，心哀此黔首。丰年不饱食，水旱尚何？有虽无剽盗起，万一且不久。特愁吏之为，十室灾八九。原田败粟麦，欲诉嗟无赇。间关幸见省，笞扑随其后。况是交冬春，老弱就僵仆。州家闭仓庾，县吏鞭租负。乡邻铢两徴，坐逮空南田。取赀官一毫，奸桀已云富。彼昏方怡然，自谓民父母。朅来佐荒郡，懔懔常渐疚。昔之心所哀，今也执其咎。乘田圣所勉，况乃余之陋。内讼敢不勤，同忧在僚友。”
56. ↑  《王安石全集》第五册·临川先生文集（一）·卷十二·发廩：“先王有经制，颁赉上所行。后世不复古，贫穷主兼并。非民独如此，为国赖以成。筑台尊寡妇，入粟至公卿。我尝不忍此，愿见井地平。大意苦未就，小官苟营营。三年佐荒州，市有弃饿婴。驾言发富藏，云以救鳏惸。崎岖山谷间，百室无一盈。乡豪巳云然，罢弱安可生。兹地昔丰实，土沃人良耕。他州或呰窳，贫富不难评。𡺳诗出周公，根本讵宜轻。愿书七月篇，一寤上聪明。”
57. ↑  《王荆公年谱考略》卷五：“嘉祐元年丙申年三十八是年九月庚寅大赦改元公为群牧判官”
58. ↑  《宋史》列传第八十六·王安石：“修以其须禄养言于朝用为群牧判官”
59. ↑  《续资治通鉴长编》卷一百七十七：“殿中丞王安石为群牧判官安石力辞召试有诏与在京差遣及除群牧判官安石犹力辞欧阳修谕之乃就职馆阁校勘沈康诣宰相陈执中自言屡求为髃牧判官而不得王安石不带职又历任比康为浅安石既不肯为愿得为之执中曰安石辞让召试故朝廷优与差遣岂复屑屑计校资任且朝廷设馆阁以待天下贤材亦当爵位相先而乃争夺如此公视安石颜何厚也康臱沮而去”
60. ↑  《名臣碑传琬琰集》下集·卷十四·王荆公安石传：“通判舒州除知建昌军不赴召为群牧判官差提点府界诸县镇公事”
61. ↑  《文忠集》卷一百九·荐王安石吕公著札子：“臣伏见陛下仁圣聪明优容谏诤虽有狂直之士犯颜色而触忌讳者未尝不终始保全往往亟加擢用此自古明君贤主之所难也然而用言既难献言者亦不为易论小事者既可鄙而不足为陈大计者又似迂而无速效欲微讽则未能感动将直陈则先忤贵权而旁有群言夺于众力所陈多未施设其人遽已改迁致陛下有听言之勤而未见用言之效颇疑言事之职但为速进之阶盖缘台谏之官资望已峻少加进擢便履清华而臣下有厌人言者因此亦得进说直云此辈务要官职所以多言使后来者其言益轻而人主无由取信辜陛下纳谏之意违陛下赏谏之心臣以谓欲救其失惟宜择沉默端正守节难进之臣置之谏署则既无干进之疑庶或其言可信伏见殿中丞王安石德行文学为众所推守道安贫刚而不屈司封员外郎吕公著是夷简之子器识深远沉静寡言富贵不染其心利害不移其守安石久更吏事兼有时才曾召试馆职固辞不就公著性乐闲退淡于世事然所谓夫人不言言必有中者也往年陛下上遵先帝之制增置台谏官四员已而中废复止两员今谏官尚有虚位伏乞用此两人补足四员之数必能规正朝廷之得失裨益陛下之聪明臣叨被恩荣未知报效茍有所见不敢不言取进止”
62. ↑  《续资治通鉴长编》卷一七九：“翰林学士髃牧使杨伟等言判官殿中丞王安石文行颇高乞除职名中书检会安石累召试不赴诏特授集贤校理安石又固辞不拜”
63. ↑  《文忠集》卷五十七·居士外集卷七·赠王介甫：“翰林风月三千首，吏部文章二百年。老去自怜心尚在，后来谁与子争先。朱门歌舞争新态，绿绮尘埃试拂弦。常恨闻名不相识，相逢尊酒盍留连。”
64. ↑  《临川集》卷二十二：“欲传道义心犹在，强学文章力已穷。他日若能窥孟子，终身何敢望韩公。抠衣最出诸生后，倒屣尝倾广座中只。恐虚名因此得，嘉篇为贶岂宜蒙。”
65. ↑  《欧阳修全集》第四册·奏议集·卷十四·再论水灾状：“臣材识愚暗，不能知人，然众人所知者，臣亦知之。伏见龙图阁直学士、知池州包拯，清节美行，着自贫贱；谠言正论，闻于朝廷。自列侍从，良多补益。方今天灾人事非贤罔乂之时，拯以小故，弃之遐远，此议者之所惜也。祠部员外郎、直史馆、知襄州张襄，静默端直，外柔内刚，学问通达，似不能言者。至其见义必为，可谓仁者之勇。此朝廷之臣，非州郡之才也。祠部员外郎、崇文院检讨吕公著，故相夷简之子，清静寡欲，生长富贵而淡于荣利，识虑深远，文学优长，皆可过人而喜自晦默，此左右顾问之臣也。太常博士、群牧判官王安石，学问文章，知名当世，守道不苟，自重其身，论议通明，兼有时才之用，所谓无施不可者。凡此四臣者，难得之士也。拯以小过弃之，其三人者进退与众人无异。此皆为世所知者犹如此，臣故知天下之广，贤材沦没于无闻者不少也。此四臣者，名迹已着，伏乞更广询采，亟加进擢，置之左右，必有裨补。凡臣所言者，乃愿陛下听其言，用其才，以济时艰尔，非为其人私计也。若量沾恩泽、稍升差遣之类，适足以为其人累耳，亦非臣荐贤报国之本心也。”
66. ↑  《续资治通鉴长编》卷一百八十四：“己未群牧判官太常博士王安石提点开封府界诸县镇公事”
67. ↑  《王安石全集》第六册·临川先生文集（二）·卷七十四·上执政书：“窃以方今仁圣在上，四海九州冠带之属，望其施为以福天下者，皆聚于朝廷。而某得以此时备使畿内，交游亲戚知能才识之士，莫不为某愿，此亦区区者思自竭之时也。事顾有不然者。某无适时才用，其始仕也，苟以得禄养亲为事耳，日月推徙，遂非其据。今亲闱老矣，日夜惟诸子壮大未能以有室家，而某之兄嫂尚皆客殡而不葬也，其心有不乐于此。及今愈思自置江湖之上，以便昆弟亲戚往还之势，而成婚姻葬送之谋。故某在廷二年，所求郡以十数，非独为食贫而口众也，亦其所怀如此。非独以此也，某又不幸，今兹天被之疾，好学而苦眩，稍加以忧思，则往往昏聩不知所为。以京师千里之县，吏兵之众，民物之稠，所当悉心力耳目以称上之恩施者，盖不可胜数。以某之不肖，虽平居无他，尚惧不给，又况所以乱其心如此，而又为疾病所侵乎？归印有司，自请于天子，以待放绌而归田里，此人臣之明义，而某之所当守也；顾亲老矣，而无所养，势不能为也。偷假岁月，饕禄赐以徼一日之幸，而不忖事之可否，又义之所不敢为。窃自蔬而求其犹可以冒者，自非哀怜。东南宽闲之区，幽僻之滨，与之一官，使得因吏事之力，少施其所学，以庚禄赐之入，则进无所逃其罪，退无所托其身，不惟亲之欲有之而已。盖闻古者致治之世，自瞽矇、昏瞆、侏儒、籧篨、戚施之人，上所以使之，皆各得尽其才；鸟兽、鱼鳖、昆虫、草木，下所以养之，皆各得尽其性而不失也。于是裳裳者华、鱼藻之诗作于时，而曰：「左之左之，君子宜之。右之右之，君子有之。惟其有之，是以似之。」言古之君子，于士之宜左者左之，宜右者右之，各因其才而有之，是以人人得似其先人。又曰：「鱼在在藻，依于其蒲。王在在镐，有那其居。」鱼者潜逃深𣺌之物，皆得其所安而乐，王是以能那其居也。方今宽裕广大，有古之道，大臣之在内，有不便于京而求出，小臣之在外，有不便于身而求归，朝廷未尝不可，而士亦未有以此非之者也。至于所以赐某者，亦可谓周矣。为其贫也，使之有屋庐而多禄廪，为其求在外而欲其内也，置之京师，而如其在外之求。顾某之私不得尽闻于上，是以所怀龃龉而有不得也。今敢尽以闻于朝廷，而又私布于执事矣。伏惟执事察其身之疾，而从之尽其才，怜其亲之欲，而养之尽其性，以完朝廷宽裕广大之政，而无使裳裳者华、鱼藻之诗作于时，则非独于某为幸甚。”
68. ↑  《续资治通鉴长编》卷一百八十五：“丁巳徙知常州侍御史范师道为广南东路转运使”
69. ↑  《续资治通鉴长编》卷一百八十五：“甲戌太常博士集贤校理陆诜提举开封府界诸县镇公事”
70. ↑  《宋史》列传第八十六·王安石：“修以其须禄养言于朝用为群牧判管请知常州”
71. ↑  《王安石全集》第六册·临川先生文集（二）·卷七十四·上欧阳永叔书：“今日造门，幸得接余论，以坐有客，不得毕所欲言。某所以不愿试职者。向时则有婚嫁葬送之故，势不能久处京师。所图甫毕，而二兄一嫂相继丧亡，于今窘迫之势，比之向时为甚。若万一幸被馆阁之选，则于法当留一年，藉令朝廷怜闵，不及一年，即与之外任，则人之多言，亦甚可畏。若朝廷必复召试，某以必以私急固辞，窃度宽政，必蒙矜允。然召旨既下，比及辞而得请，则所求外补，又当迁延矣。亲老口众，寄食于官舟而不得躬养，于今已数月矣。早得所欲，以纾家之急，此亦仁人宜有以相之也。翰林虽尝被旨与某试，然某之到京师，非诸公所当知。以今之体须某自言，或有司以报，乃当施行前命耳。万一理当施行，遽为罢之，于公义亦似未有害，某私计为得，窃计明公当不惜此。区区之意，不可以尽，唯仁明怜察而听从之。”
72. ↑  《王安石全集》第六册·临川先生文集（二）·卷七十四·上欧阳永叔书三：“某以五月去左右，六月至楚州，即七舎弟病，留四十日。至扬州，又与四舍弟俱，失郡牧所生一子。七月四日，视郡事。承守将数易之后，加之水旱，吏事亦尚纷冗，故修启不蚤，伏惟幸察。阁下以道德为天下所望，方今之势，虽未得远引，以从雅怀之所尚，惟据所蕴，以救时敝，则出处之间，无适不宜。此自明哲所及者，承余论及之，因试荐其区区。某到郡侍亲，幸且顺适，但以不才而临今日之民，宜得罪于君子，固有日矣。”
73. ↑  《欧阳修全集》卷一百四十五·书简二·与王文公介甫三通：“嘉祐元年【周本、丛刊本「元」作阙文】某再拜。相别忽焉，遂见新岁。中间尝一得附书，其如匆遽，不尽鄙怀，于今犹以为恨。虽然，遂使不匆遽，区区之怀亦不能尽也。贤弟来，得相见【「相见」周本、从刊本卷后校：「二字一作『书』」。】，备审动止。即日春寒，奉太夫人万福，喜慰无限。贤者不能留之朝，衰病者不得放去，皆失其分，归咎何所？某自新春来，目益昏，耳亦不聪，大惧难久于笔砚。平生所怀，有所未毕，遂恐为庸人以死尔。其他细故不足道，惟奉亲自爱。
嘉祐元年近得扬州书，言介甫有《平山》诗，尚未得见，因信，幸乞为示。此地在广陵为佳处，得诸公录于文字，甚幸也。贤弟平甫不及别书，愚意同此，前亦承惠诗，多感多感。
嘉祐三年某启。近托扬州附书，必达。自拜别，无日不瞻企。秋气稍凉，伏惟尊候万福。毗陵名郡，下车之始，民其受赐，然及侍亲为道之乐，日益无涯矣。某怏怏于此，素志都违，诸公特以外议为畏，勉相留，古之君子去就乃若是也。吕惠卿，学者罕能及，更与切磨之，无所不至也。因其行，谨附此咨起居。”
74. ↑  《王安石全集》第七册·临川先生文集（三）·卷八十·知常州上中书启：“将母之求，屡关于听览；长民之寄，终累于陶镕。势则便安，心焉震悸。盖闻抱关击柝，所以待士之为贫；直镈蒙镠，所以处人之有疾。其志卑者其获少，其能薄者其任轻。自非审分以取容，则必近刑而速谤。如某者，湮沦素业，邀会时恩。备官牧人，既以贫而择利；奉使畿县，又以疾而告劳。甚矣能薄而志卑，宜乎任轻而获少。尚蒙优诏，猥备方州，自惟缺然，何以称此？兹盖伏遇某官，上同一德，而以宽裕处心；旁烛万情，而以平均待物。遂令疏贱，亦至叨逾。永惟忧国之所存，独可勤民而上副。顾今州部，已远朝廷，田畴多荒，守将数易。教条之约束，人无适从；簿书之因缘，吏有以肆。惟是妄庸之旧，当兹凋瘵之余，自非上蒙宠灵，少假岁月，则牧羊弗息，彼将何望于少休；画土复墁，此亦无逃于大谴。更期元造，终赐曲成。”
75. ↑  《王安石全集》第七册·临川先生文集（三）·卷八十·知常州上监司启：“蒙恩宽裕，得郡便安，诹日造官，以身受察。窃念某鄙陋之质，拙踈于时，闻先子之绪余，慕古人之名节。渑勉仕宦，聊尽为贫之谋；苟简岁时，亦预在庭之数。来佐群牧，甫更二年，数求州符，就更畿县。顾神明之罢耗，当事役之浩穰，惭非其宜，辞得所欲。遂以一身之贱，猥分千里之忧。荷覆露之生成，出隽贤之抚按。窃惟幸会，良用震惊。惟此陋邦，近更数守，吏卒困将迎之密，里闾苦听断之烦。自非函容，少赐优假，缓日月之效，使教条之颁，则何以上称督临，下宽彫瘵！伏惟某官，逢亨嘉之会，奋将明之材，简在清衷，久于烦使。体爱养元元之意，乐扶持断断之能。庶几始终，得出芘赖。未期望履，尤切驰情，愿顺节宣，以需褒宠。”
76. ↑  《宋史》列传第五十七·（司马池）子旦：“时王安石守常州开运河调夫诸县旦言役大而亟民有不胜则其患非徒不可就而已请令诸县岁递一役虽缓必成安石不听秋大霖雨民苦之多自经死役竟罢”
77. ↑  《东轩笔录》卷十：“嘉祐初李仲昌议开六漯河王荆公时为馆职颇祐之既而功不成仲昌以赃败刘敞侍读以书戏荆公曰要当如宗人夷甫不与世事可也荆公答曰天下之事所以易坏而难合者正以诸贤无意如鄙宗夷甫也但仁圣在上故公家元海未敢跋扈耳”
78. ↑  《王安石全集》第六册·临川先生文集（二）·卷七十四·与刘原父书：“辱手教勤勤，尤感愧，伏承动止万福，又良慰也。河役之罢，以转运赋功本狭，与雨淫不止，督役者以病告，故止耳。昔梁王堕马，贾生悲哀；泔鱼伤人，曽子涕泣。今劳人费财于前，而利不遂于后，此某所以愧恨无穷也。若夫事求遂，功求成，而不量天时人力之可否，此某所不能，则论某者之纷纷，岂敢怨哉？阁下乃以初不能无意为有憾，此非某之所敢闻也。方今万事所以难合而易坏，常以诸贤无意耳。如鄙宗夷甫辈，稍稍骛于世矣，仁圣在上，故公家元海未敢跋扈耳。阁下论为世师，此虽戏言，愿勿广也。前月被使江东，朝夕当走左右，自余须面请。”
79. ↑  《王安石全集》第六册·临川先生文集（二）·卷七十四·上曾参政书：“某闻古之君子立而相天下，必因其材力之所宜，形势之所安，而役使之。故人得尽其材，而乐出乎其时。今也某材不足以任剧，而又多病，不敢自蔽，而数以闻执事矣。而阁下必欲使之察一道之吏，而寄之以刑狱之事，非所谓因其材力之所宜也。某亲老矣，有上气之疾日久，比年加之风眩，势不可以去左右。阁下必欲使之奔走跋渉，不常乎亲之侧，非所谓因其形势之所安也。伏惟阁下，由君子之道以相天下，故某得布其私焉。论者或以为事君使之左则左，使之右则右，害有至于死而不敢避，劳有至于病而不敢辞者，人臣之义也。某窃以为不然。上之使人也，既因其材力之所宜，形势之所安，则使之左而左，使之右而右，可也。上之使人也，不因其材力之所宜，形势之所安，上将无以报吾君，下将无以慰吾亲，然且左右惟所使，则是无义无命，而苟悦之为可也。害有至于死而不敢避者，义无所避之也；劳有至于病而不敢辞者，义无所辞之也。今天下之吏，其材可以备一道之使，而无不可为之势，其志又欲得此以有为者，盖不可胜数。则某之事，非所谓不可辞之地，而不可避之时也。论者又以为人臣之事其君，与人子之事其亲，其势不可得而兼也。其材不足以任事，而势不可以去亲之左右，则致为臣而养可也。某又窃以为不然。古之民也有常产矣，然而事亲者犹将轻其志，重其禄，所以为养。今也仕则有常禄，而居则无常产，而特将轻去其所以为养，非所谓为人子事亲之义也。且某之材，固不足以任使事矣，然尚有可任者，在吾君与吾相处之而已尔。固不可以去亲之左右矣，然任岂有不便于养者乎？在吾君与吾相处之而已尔。然以某之贱，未尝得比于门墙之侧，而慨然以鄙朴之辞，自通于阁下之前，欲得其所求。自常人观之，宜其终龃龉而无所合也；自君子观之，由君子之道以相天下，则宜不为远近易虑，而不以亲疏改施。如天之无不焘，而施之各以其命之所宜；如地之无不载，而生之各以其性之所有。彼常人之心，区区好忮而自私，不恕己以及物者，岂足以量之邪？伏惟阁下垂听而念焉，使天下士无复思古之君子，而乐出乎阁下之时，而又使常人之观阁下者不能量也，岂非君子所愿而乐者乎？冒黩威尊，不任惶恐之至。”
80. ↑  《宋史》列传第八十六·王安石：“请知常州移提点江东刑狱”
81. ↑  《续资治通鉴长编》卷一八七：“丙辰诏新提点江南东路刑狱沈康知常州知常州王安石提点江南东路刑狱以谏官陈旭言康才品凡下又素无廉白之称故易之安石知常州在二年秋康以是年二月丙午自度外集校除江东宪才旬日改命”
82. ↑  《名臣碑传琬琰集》下集·卷十四·王荆公安石传：“出知常州提点江南东路刑狱”
83. ↑  《临川集》卷二十四·送沈康知常州：“作客兰陵迹已陈为传谣俗记州民沟塍半废田畴薄厨传相仍市井贫常恐劳人轻白屋忽逢佳士得朱轮殷勤话此还惆怅最忆荆溪两岸春”
84. ↑  《名臣碑传琬琰集》下集·卷十四·王荆公安石传：“入为三司度支判官献万言书极陈当世之务居顷之”
85. ↑  《临川集》卷三十九·上仁宗皇帝言事书：“臣愚不肖蒙恩备使一路今又蒙恩召还阙廷有所任属而当以使事归报陛下不自知其无以称职而敢缘使事之所及冒言天下之事伏惟陛下详思而择其中幸甚臣窃观陛下有恭俭之德有聪明睿智之才夙兴夜寐无一日之懈声色狗马观游玩好之事无纤介之蔽而仁民爱物之意孚于天下而又公选天下之所愿以为辅相者属之以事而不贰于谗邪倾巧之臣此虽二帝三王之用心不过如此而已宜其家给人足天下大治而效不至于此顾内则不能无以社稷为忧外则不能无惧于夷狄天下之财力日以困穷而风俗日以衰坏四方有志之士言思言思然常恐天下之久不安此其故何也患在不知法度故也今朝廷法严令具无所不有而臣以谓无法度者何哉方今之法度多不合乎先王之政故也孟子曰有仁心仁闻而泽不加于百姓者为政不法于先王之道故也以孟子之说观方今之失正在于此而已夫以今之世去先王之世远所遭之变所遇之势不一而欲一二修先王之政虽甚愚者犹知其难也然臣以谓今之失患在不法先王之政者以谓当法其意而已夫二帝三王相去盖千有馀载一治一乱其盛衰之时具矣其所遭之变所遇之势亦各不同其施设之方亦皆殊而其为天下国家之意本末先后未尝不同也臣故曰当法其意而已法其意则吾所改易更革不至乎倾骇天下之耳目嚣天下之口而固已合乎先王之政矣虽然以方今之势揆之陛下虽欲改易更革天下之事合于先王之意其势必不能也陛下有恭俭之德有聪明睿智之才有仁民爱物之意诚加之意则何为而不成何欲而不得然而臣顾以谓陛下虽欲改易更革天下之事合于先王之意其势必不能者何也以方今天下之人才不足故也臣尝试窃观天下在位之人未有乏于此时者也夫人才乏于上则有沉废伏匿在下而不为当时所知者矣臣又求之于闾巷草野之间而亦未见其多焉岂非陶冶而成之者非其道而然乎臣以谓方今在位之人才不足者以臣使事之所及则可知矣今以一路数千里之间能推行朝廷之法令知其所缓急而一切能使民以修其职事者甚少而不才苟简贪鄙之人至不可胜数其能讲先王之意以合当时之变者盖阖郡之间往往而绝也朝廷每一令下其意虽善在位者犹不能推行使膏泽加于民而吏辄缘之为奸以扰百姓臣故曰在位之人才不足而草野闾巷之间亦未见其多也夫人才不足则陛下虽欲改易更革天下之事以合先王之意大臣虽有能当陛下之意而欲领此者九州之大四海之远孰能称陛下之指以一二推行此而人人蒙其施者乎臣故曰其势必未能也孟子曰徒法不能以自行非此之谓乎然则方今之急在于人才而已诚能使天下之才众多然后在位之才可以择其人而取足焉在位者得其才矣然后稍视时势之可否而因人情之患苦变更天下之弊法以趋先王之意甚易也今之天下亦先王之天下先王之时人才尝众矣何至于今而独不足乎故曰陶冶而成之者非其道故也商之时天下尝大乱矣在位贪毒祸败皆非其人及文王之起而天下之才尝少矣当是时文王能陶冶天下之士而使之皆有士君子之才然后随其才之所有而官使之诗曰岂弟君子遐不作人此之谓也及其成也微贱兔髦人犹莫不好德兔鳌分诗是也又况于在位之人乎夫文王惟能如此故以征则服以守则治诗曰奉璋峨髦士攸宜又曰周王于迈六师及之言文王所用文武各得其才而无废事也及至夷厉之乱天下之才又尝少矣至宣王之起所与图天下之事者仲山甫而已故诗人叹之曰德侨缑维仲山甫举之爱莫助之盖闵人士之少而山甫之无助也宣王能用仲山甫推其类以新美天下之士而后人才复众于是内修政事外讨不庭而复有文武之境土故诗人美之曰薄言采芑于彼新田于此昴丁毖孕王能新美天下之士使之有可用之才如农夫新美其田而使之有可采之芑也由此观之人之才未尝不自人主陶冶而成之者也所谓陶冶而成之者何也亦教之养之取之任之有其道而已所谓教之之道何也古者天子诸侯自国至于乡党皆有学博置教导之官而严其选朝廷礼乐刑政之事皆在于学士所观而习者皆先王之法言德行治天下之意其材亦可以为天下国家之用苟不可以为天下国家之用则不教也苟可以为天下国家之用者则无不在于学此教之之道也所谓养之之道何也饶之以财约之以礼裁之以法也何谓饶之以财人之情不足于财则贪鄙苟得无所不至先王知其如此故其制禄自庶人之在官者其禄已足以代其耕矣由此等而上之每有加焉使其足以养廉耻而离于贪鄙之行犹以为未也又推其禄以及其子孙谓之世禄使其生也既于父子兄弟妻子之养婚姻朋友之接皆无憾矣其死也又于子孙无不足之忧焉何谓约之以礼人情足于财而无礼以节之则又放僻邪侈无所不至先王知其如此故为之制度婚丧祭养燕享之事服食器用之物皆以命数为之节而齐之以律度量衡之法其命可以为之而财不足以具则弗具也其财可以具而命不得为之者不使有铢两分寸之加焉何谓裁之以法先王于天下之士教之以道艺矣不帅教则待之以屏弃远方终身不齿之法约之以礼矣不循礼则待之以流杀之法王制曰变衣服者其君流酒诰曰厥或诰曰群饮汝勿佚尽执拘以归于周予其杀夫群饮变衣服小罪也流杀大刑也加小罪以大刑先王所以忍而不疑者以为不如是不足以一天下之俗而成吾治夫约之以礼裁之以法天下所以服从无抵冒者又非独其禁严而治察之所能致也盖亦以吾至诚恳恻之心力行而为之倡凡在左右通贵之人皆顺上之欲而服行之有一不帅者法之加必自此始夫上以至诚行之而贵者知避上之所恶矣则天下之不罚而止者众矣故曰此养之之道也所谓取之之道者何也先王之取人也必于乡党必于庠序使众人推其所谓贤能书之以告于上而察之诚贤能也然后随其德之大小才之高下而官使之所谓察之者非专用耳目之聪明而听私于一人之口也欲审知其德问以行欲审知其才问以言得其言行则试之以事所谓察之者试之以事是也虽尧之用舜亦不过如此而已又况其下乎若夫九州之大四海之远万官亿丑之贱所须士大夫之才则众矣有天下者又不可以一二自察之也又不可以偏属于一人而使之于一日二日之间考试其行能而进退之也盖吾已能察其才行之大者以为大官矣因使之取其类以持久试之而考其能者以告于上而后以爵命禄秩予之而已此取之之道也所谓任之之道者何也人之才德高下厚薄不同其所任有宜有不宜先王知其如此故知农者以为后稷知工者以为共工其德厚而才高者以为之长德薄而才下者以为之佐属又以久于其职则上狃习而知其事下服驯而安其教贤者则其功可以至于成不肖者则其罪可以至于著故久其任而待之以考绩之法夫如此故智能才力之士则得尽其智以赴功而不患其事之不终其功之不就也偷惰苟且之人虽欲取容于一时而顾辱在其后安敢不勉乎若夫无能之人固知辞避而去矣居职任事之日久不胜任之罪不可以幸而免故也彼且不敢冒而知辞避矣尚何有比周谗谄争进之人乎取之既已详使之既已当处之既已久至其任之也又专焉而不一二以法束缚之而使之得行其意尧舜之所以理百官而熙众工者以此而已书曰三载考绩三考黜陟幽明此之谓也然尧舜之时其所黜者则闻之矣盖四凶是也其所陟者则皋陶稷契皆终身一官而不徙盖其所谓陟者特加之爵命禄赐而已耳此任之之道也夫教之养之取之任之之道如此而当时人君又能与其大臣悉其耳目心力至诚恻怛思念而行之此其人臣之所以无疑而于天下国家之事无所欲为而不得也方今州县虽有学取墙壁具而已非有教导之官长育人才之事也唯太学有教导之官而亦未尝严其选朝廷礼乐刑政之事未尝在于学学者亦漠然自以礼乐刑政为有司之事而非己所当知也学者之所教讲说章句而已讲说章句固非古者教人之道也近岁乃始教之以课试之文章夫课试之文章非博诵强学穷日之力则不能及其能工也大则不足以用天下国家小则不足以为天下国家之用故虽白首于庠序穷日之力以帅上之教及使之从政则茫然不知其方者皆是也盖今之教者非特不能成人之才而已又从而困苦毁坏之使不得成才者何也夫人之才成于专而毁于杂故先王之处民才处工于官府处农于畎亩处商贾于肆而处士于庠序使各专其业而不见异物惧异物之足以害其业也所谓士者又非特使之不得见异物而已一示之以先王之道而百家诸子之异说皆屏之而莫敢习者焉今士之所宜学者天下国家之用也今悉使置之不教而教之以课试之文章使其耗精疲神穷日之力以从事于此及其任之以官也则又悉使置之而责之以天下国家之事夫古之人以朝夕专其业于天下国家之事而犹才有能有不能今乃移其精神夺其日力以朝夕从事于无补之学及其任之以事然后卒然责之以为天下国家之用宜其才之足以有为者少矣臣故曰非特不能成人之才又从而困苦毁坏之使不得成才也又有甚害者先王之时士之所学者文武之道也士之才有可以为公卿大夫有可以为士其才之大小宜不宜则有矣至于武事则随其才之大小未有不学者也故其大者居则为六官之卿出则为六军之将也其次则比闾族党之师亦皆卒两师旅之帅也故边疆宿卫皆得士大夫为之而小人不得奸其任今之学者以为文武异事吾知治文事而已至于边疆宿卫之任则推而属之于卒伍往往天下奸悍无赖之人苟其才行足自托于乡里者亦未有肯去亲戚而从召募者也边疆宿卫此乃天下之重任而人主之所当慎重者也故古者教士以射御为急其他技能则视其人才之所宜而后教之其才之所不能则不强也至于射则为男子之事人之生有疾则已苟无疾未有去射而不学者也在庠序之间固当从事于射也有宾客之事则以射有祭祀之事则以射别士之行同能偶则以射于礼乐之事未尝不寓以射而射亦未尝不在于礼乐祭祀之间也易曰弧矢之利以威天下先王岂以射为可以习揖让之仪而已乎固以为射者武事之尤大而威天下守国家之具也居则以是习礼乐出则以是从战伐士既朝夕从事于此而能者众则边疆宿卫之任皆可以择而取也夫士尝学先王之道其行义尝见推于乡党矣然后因其才而托之以边疆宿卫之事此古之人君所以推干戈以属之人而无内外之虞也今乃以夫天下之重任人主所当至慎之选推而属之奸悍无赖才行不足以托于乡里之人此方今所以言思言思然常抱边疆之忧而虞宿卫之不足恃以为安也今孰不知边疆宿卫之士不足恃以为安哉顾以为天下学士以执兵为耻而亦未有能骑射行阵之事者则非召募之卒伍孰能任其事者乎夫不严其教高其选则士之以执兵为耻而未尝有能骑射行阵之事固其理也凡此皆教之非其道故也方今制禄大抵皆薄自非朝廷侍从之列食口稍众未有不兼农商之利而能充其养者也其下州县之吏一月所得多者钱八九千少者四五千以守选待除守阙通之盖六七年而后得三年之禄计一月所得乃实不能四五千少者乃实不能及三四千而已虽厮养之给亦窘于此矣而其养生丧死婚姻葬送之事皆当于此夫出中人之上者虽穷而不失为君子出中人之下者虽泰而不失为小人唯中人不然穷则为小人泰则为君子计天下之士出中人之上下者千百而无十一穷而为小人泰而为君子者则天下皆是也先王以为众不可以力胜也故制行不以己而以中人为制所以因其欲而利道之以为中人之所能守则其志可以行乎天下而推之后世以今之制禄而欲士之无毁廉耻盖中人之所不能也故今官大者往往交赂遗营赀产以负贪污之毁官小者贩鬻乞丐无所不为夫士已尝毁廉耻以负累于世矣则其偷惰取容之意起而矜奋自强之心息则职业安得而不弛治道何从而兴乎又况委法受赂侵牟百姓者往往而是也此所谓不能饶之以财也婚丧奉养服食器用之物皆无制度以为之节而天下以奢为荣以俭为耻苟其财之可以具则无所为而不得有司既不禁而人又以此为荣苟其财不足而不能自称于流俗则其婚丧之际往往得罪于族人亲姻而人以为耻矣故富者贪而不知止贫者则强勉其不足以追之此士之所以重困而廉耻之心毁也凡此所谓不能约之以礼也方今陛下躬行俭约以率天下此左右通贵之臣所亲见然而其闺门之内奢靡无节犯上之所恶以伤天下之教者有已甚者矣未闻朝廷有所放绌以示天下昔周之人拘群饮而被之以杀刑者以为酒之末流生害有至于死者众矣故重禁其祸之所自生重禁祸之所自生故其施刑极省而人之抵于祸败者少矣今朝廷之法所尤重者独贪吏耳重禁贪吏而轻奢靡之法此所谓禁其末而弛其本然而世之识者以为方今官冗而县官财用已不足以供之其亦蔽于理矣今之入官诚冗矣然而前世置员盖甚少而赋禄又如此之薄则财用之所不足盖亦有说矣吏禄岂足计哉臣于财利固未尝学然窃观前世治财之大略矣盖因天下之力以生天下之财取天下之财以供天下之费自古治世未尝以不足为天下之公患也患在治财无其道耳今天下不见兵革之具而元元安土乐业人致己力以生天下之财然而公私常以困穷为患者殆以理财未得其道而有司不能度世之宜而通其变耳诚能理财以其道而通其变臣虽愚固知增吏禄不足以伤经费也方今法严令具所以罗天下之士可谓密矣然而亦尝教之以道艺而有不帅教之刑以待之乎亦尝约之以制度而有不循理之刑以待之乎亦尝任之以职事而有不任事之刑以待之乎夫不先教之以道艺诚不可以诛其不帅教不先约之以制度诚不可以诛其不循理不先任之以职事诚不可以诛其不任事此三者先王之法所尤急也今皆不可得诛而薄物细故非害治之急者为之法禁月异而岁不同为吏者至于不可胜记又况能一二避之而无犯者乎此法令所以玩而不行小人有幸而免者君子有不幸而及者焉此所谓不能裁之以刑也凡此皆治之非其道也方今取士强记博诵而略通于文辞谓之茂才异等贤良方正茂才异等贤良方正者公卿之选也记不必强诵不必博略通于文辞而又尝学诗赋则谓之进士进士之高者亦公卿之选也夫此二科所得之技能不足以为公卿不待论而后可知而世之议者乃以为吾常以此取天下之士而才之可以为公卿者常出于此不必法古之取人而后得士也其亦蔽于理矣先王之时尽所以取人之道犹惧贤者之难进而不肖者之杂于其间也今悉废先王所以取士之道而驱天下之才士悉使为贤良进士则士之才可以为公卿者固宜为贤良进士而贤良进士亦固宜有时而得才之可以为公卿者也然而不肖者苟能雕虫篆刻之学以此进至乎公卿才之可以为公卿者困于无补之学而以此绌死于岩野盖十八九矣夫古之人有天下者其所以慎择者公卿而已公卿既得其人因使推其类以聚于朝廷则百司庶物无不得其人也今使不肖之人幸而至乎公卿因得推其类聚之朝廷此朝廷所以多不肖之人而虽有贤智往往困于无助不得行其意也且公卿之不肖既推其类以聚于朝廷朝廷之不肖又推其类以备四方之任使四方之任使者又各推其不肖以布于州郡则虽有同罪举官之科岂足恃哉适足以为不肖者之资而已其次九经五经学究明法之科朝廷固已尝患其无用于世而稍责之以大义矣然大义之所得未有以贤于故也今朝廷又开明经之选以进经术之士然明经之所取亦记诵而略通于文辞者则得之矣彼通先王之意而可以施于天下国家之用者顾未必得与于此选也其次则恩泽子弟庠序不教之以道艺官司不考问其才能父兄不保任其行义而朝廷辄以官予之而任之以事武王数纣之罪则曰官人以世夫官人以世而不计其才行此乃纣之所以乱亡之道而治世之所无也又其次曰流外朝廷固已挤之于廉耻之外而限其进取之路矣顾属之以州县之事使之临士民之上岂所谓以贤治不肖者乎以臣使事之所及一路数千里之间州县之吏出于流外者往往而有可属任以事者殆无二三而当防闲其奸者皆是也盖古者有贤不肖之分而无流品之别故孔子之圣而尝为季氏吏盖虽为吏而亦不害其为公卿及后世有流品之别则凡在流外者其所成立固尝自置于廉耻之外而无高人之意矣夫以近世风俗之流靡自虽士大夫之才势足以进取而朝廷尝奖之以礼义者晚节末路往往怵而为奸况又其素所成立无高人之意而朝廷固已挤之于廉耻之外限其进取者乎其临人亲职放僻邪侈固其理也至于边疆宿卫之选则臣固已言其失矣凡此皆取之非其道也方今取之既不以其道至于任之又不问其德之所宜而问其出身之后先不论其才之称否而论其历任之多少以文学进者且使之治财已使之治财矣又转而使之典狱已使之典狱矣又转而使之治礼是则一人之身而责之以百官之所能备宜其人才之难为也夫责人以其所难为则人之能为者少矣人之能为者少则相率而不为故使之典礼未尝以不知礼为忧以今之典礼者未尝学礼故也使之典狱未尝以不知狱为耻以今之典狱者未尝学狱故也天下之人亦已渐渍于失教被服于成俗见朝廷有所任使非其资序则相议而讪之至于任使之不当其才未尝有非之者也且在位者数徙则不得久于其官故上不能狃习而知其事下不肯服驯而安其教贤者则其功不可以及于成不肖者则其罪不可以至于著若夫迎新将故之劳缘绝簿书之弊固其害之小者不足悉数也设官大抵皆当久于其任而至于所部者远所任者重则尤宜久于其官而后可以责其有为而方今尤不得久于其官往往数日辄迁之矣取之既已不详使之既已不当处之既已不久至于任之则又不专而又一二以法束缚之不得行其意臣故知当今在位多非其人稍假借之权而不一二以法束缚之则放恣而无不为虽然在位非其人而恃法以为治自古及今未有能治者也即使在位皆得其人矣而一二之以法束缚之不使之得行其意亦自古及今未有能治者也夫取之既已不详使之既已不当处之既已不久任之又不专而一二之以法束缚之故虽贤者在位能者在职与不肖而无能者殆无以异夫如此故朝廷明知其贤能足以任事苟非其资序则不以任事而辄进之虽进之士犹不服也明知其无能而不肖苟非有罪为在事者所劾不敢以其不胜任而辄退之虽退之士犹不服也彼诚不肖无能然而士不服者何也以所谓贤能者任其事与不肖而无能者亦无以异故也臣前以谓不能任人以职事而无不任事之刑以待之者盖谓此也夫教之养之取之任之有一非其道则足以败天下之人才又况兼此四者而有之则在位不才苟简贪鄙之人至于不可胜数而草野闾巷之间亦少可任之才固不足怪诗曰国虽靡止或圣或否民虽靡无或哲或谋或肃或艾如彼泉流无沦胥以败此之谓也夫在位之人才不足矣而闾巷草野之间亦少可用之才则岂特行先王之政而不得也社稷之托封疆之守陛下其能久以天幸为常而无一旦之忧乎盖汉之张角三十六方同日而起所在郡国莫能发其谋唐之黄巢横行天下而所至将吏无敢与之抗者汉唐之所以亡祸自此始唐既亡矣陵夷以至五代而武夫用事贤者伏匿消沮而不见在位无复有知君臣之义上下之礼者也当是之时变置社稷盖甚于弈棋之易而元元肝脑涂地幸而不转死于沟壑者无几耳夫人才不足其患盖如此而方今公卿大夫莫肯为陛下长虑后顾为宗庙万世计臣窃惑之昔晋武帝趣过目前而不为子孙长远之谋当时在位亦皆偷合苟容而风俗荡然弃礼义捐法制上下同失莫以为非有识固知其将必乱矣而其后果海内大扰中国列于夷狄者二百馀年伏惟三庙祖宗神灵所以付属陛下固将为万世血食而大庇元元于无穷也臣愿陛下鉴汉唐五代之所以乱亡惩晋武苟且因循之祸明诏大臣思所以陶成天下之才虑之以谋计之以数为之以渐期为合于当世之变而无负于先王之意则天下之人才不胜用矣人才不胜用则陛下何求而不得何欲而不成哉夫虑之以谋计之以数为之以渐则成天下之才甚易也臣始读孟子见孟子言王政之易行心则以为诚然及见与慎子论齐鲁之地以为先王之制国大抵不过百里者以为今有王者起则凡诸侯之地或千里或五百里皆将损之至于数十百里而后止于是疑孟子虽贤其仁智足以一天下亦安能毋劫之以兵革而使数百千里之强国一旦肯损其地之十八九比于先王之诸侯至其后观汉武帝用主父偃之策令诸侯王地悉得推恩封其子弟而汉亲临定其号名辄别属汉于是诸侯王之子弟各有分土而势强地大者卒以分析弱小然后知虑之以谋计之以数为之以渐则大者固可使小强者固可使弱而不至乎倾骇变乱败伤之衅孟子之言不为过又况今欲改易更革其势非若孟子所为之难也臣故曰虑之以谋计之以数为之以渐则其为甚易也然先王之为天下不患人之不为而患人之不能不患人之不能而患己之不勉何谓不患人之不为而患人之不能人之情所愿得者善行美名尊爵厚利也而先王能操之以临天下之士天下之士有能遵之以治者则悉以其所愿得者以与之士不能则已矣苟能则孰肯舍其所愿得而不自勉以为才故曰不患人之不为患人之不能何谓不患人之不能而患己之不勉先王之法所以待人者尽矣自非下愚不可移之才未有不能赴者也然而不谋之以至诚恻怛之心力行而先之未有能以至诚恻怛之心力行而应之者也故曰不患人之不能而患己之不勉陛下诚有意乎成天下之才则臣愿陛下勉之而已臣又观朝廷异时欲有所施为变革其始计利害未尝熟也顾有一流俗侥幸之人不悦而非之则遂止而不敢为夫法度立则人无独蒙其幸者故先王之政虽足以利天下而当其承弊坏之后侥幸之时其创法立制未尝不艰难也以其创法立制而天下侥幸之人亦顺说以趋之无有龃龉则先王之法至今存而不废矣惟其创法立制之艰难而侥幸之人不肯顺悦而趋之故古之人欲有所为未尝不先之以征诛而后得其意诗曰是伐是肆是绝是忽四方以无拂此言文王先征诛而后得意于天下也夫先王欲立法度以变衰坏之俗而成人之才虽有征诛之难犹忍而为之以为不若是不可以有为也及至孔子以匹夫游诸侯所至则使其君臣捐所习逆所顺强所劣憧憧如也卒困于排逐然孔子亦终不为之变以为不如是不可以有为此其所守盖与文王同意夫在上之圣人莫如文王在下之圣人莫如孔子而欲有所施为变革则其事盖如此矣今有天下之势居先王之位创立法制非有征诛之难也虽有侥幸之人不悦而非之固不胜天下顺悦之人众也然而一有流俗侥幸不悦之言则遂止而不敢为者惑也陛下诚有意乎成天下之才则臣又愿断之而已夫虑之以谋计之以数为之以渐而又勉之以成断之以果然而犹不能成天下之才则以臣所闻盖未有也然臣之所称流俗之所不讲而今之议者以谓迂阔而熟烂者也窃观近世士大夫所欲悉心力耳目以补助朝廷者有矣彼其意非一切利害则以为当世所不能行者士大夫既以此希世而朝廷所取于天下之士亦不过如此至于大伦大法礼义之际先王之所力学而守者盖不及也一有及此则群聚而笑之以为迂阔今朝廷悉心于一切之利害有司法令于刀笔之间非一日也然其效可观矣则夫所谓迂阔而熟烂者惟陛下亦可以少留神而察之矣昔唐太宗贞观之初人人异论如封德彝之徒皆以为非杂用秦汉之政不足以为天下能思先王之事开太宗者魏文正公一人尔其所施设虽未能尽当先王之意抑其大略可谓合矣故能以数年之间而天下几致刑措中国安宁蛮夷顺服自三王以来未有如此盛时也唐太宗之初天下之俗犹今之世也魏文正公之言固当时所谓迂阔而熟烂者也然其效如此贾谊曰今或言德教之不如法令胡不引商周秦汉以观之然则唐太宗之事亦足以观矣臣幸以职事归报陛下不自知其驽下无以称职而敢及国家之大体者以臣蒙陛下任使而当归报窃谓在位之人才不足而无以称朝廷任使之意而朝廷所以任使天下之士者或非其理而士不得尽其才此亦臣使事之所及而陛下之所宜先闻者也释此一言而毛举利害之一二以污陛下之聪明而终无补于世则非臣所以事陛下惓惓义也伏惟陛下详思而择其中天下幸甚”
86. ↑  《纲鉴易知录》卷六九：“五月召王安石为三司度支判官”
87. ↑  《续资治通鉴长编》卷一八八：“甲子提点江南东路刑狱祠部员外郎王安石为度支判官安石献书万言极陈当世之务其略曰今天下之财力日以困穷而风俗日以衰坏患在不知法度故也又曰今之失患在不法先王之政法先王之政者当法其意而已法其意则吾所改易更革不至乎倾骇天下之耳目嚣天下之口而固已合乎先王之政矣又曰方今天下之才不足岂非陶冶而成之者非其道而然乎又曰方今之急在于人才而已又曰人之才未尝不自人主陶冶而成之所谓陶冶而成之者亦教之养之取之任之有其道而已又曰今之教者非特不能成人之才又从而困苦毁坏之使不能成才又曰因天下之力以生天下之财取天下之财以供天下之费自古治世未尝以不足为天下之公患也患在治财无其道尔又曰在位之人才既不足矣而闾巷草野之间亦少可用之才则非特行先王之政而不得也社稷之托封疆之守陛下其能久以天幸为常而无一旦之忧乎臣愿陛下鉴汉唐五代之所以乱亡惩晋武苟且因循之祸明诏大臣思所以陶成天下之才虑之以谋计之以数为之以渐期为合于当世之变而无负于先王之意则天下之人才不胜用矣又曰陛下诚有意成天下之才则臣愿陛下勉之而已又愿陛下断之而已又曰臣之所称流俗之所不讲而今之议者以谓迂阔而熟烂者也惟陛下留神而察之”
88. ↑  《宋史》本纪第十二·仁宗四：“己酉王安石召入为三司度支判官”
89. ↑  《宋史纪事本末》卷三十七·王安石变法：“安石果于自用于是上万言书大要以为今天下之财力日以困穷风俗日以衰坏患在不知法度不法先王之政故也法先王之政者法其意而已法其意则吾所改易更革不至乎倾骇天下之耳目天下之口而固已合先王之政矣因天下之力以生天下之财取天下之财以供天下之费自古治世未尝以财不足为患也患在治财无其道耳在位之人才既不足用而闾巷草野之间亦少可用之才社稷之托封疆之守陛下其能久以天幸为常而无一旦之忧乎愿监苟且因循之弊明诏大臣为之以渐期合于当世之变臣之所称流俗之所不讲而议者以为迂阔而熟烂者也上览而置之”
90. ↑  《宋史纪事本末》卷三十七·王安石变法：“吕祖谦曰安石变法之蕴亦略见于此书特其学不用于嘉佑而尽用于熙宁世道升降之机盖有在也。”
91. ↑  《续资治通鉴长编》卷一八九：“己酉祠部郎中崇文院检讨官吕公著为天章阁侍讲公著以疾辞乞改命直秘阁司马光度支判官王安石不报”
92. ↑  《临川集》卷四十·辞集贤校理状一：“右臣今月二十二日准中书差人赍到敕牒一道除臣集贤校理闻命震怖不知所以伏念臣顷者再蒙圣恩召试臣以先臣未葬二妹当嫁家贫口众难住京师乞且终满外任比蒙矜允获毕所图而门衰祚薄祖母二兄一嫂相继丧亡奉养婚嫁葬送之窘比于向时为甚所以今兹才至阙下即乞除一在外差遣不愿就试以臣疵贱谬蒙拔擢至于馆阁之选岂非素愿所荣然而不愿就试正以旧制入馆则当供职一年臣方甚贫势不可处此臣所以不敢避干紊朝廷之罪而苟欲就其营养之私不图朝廷不加考试有此除授臣若避犯命之罚受而不能自列则是臣前所乞为以私养要君而误陛下以无名加宠也又闻朝廷特与推恩不候一年即与在外差遣且一年供职乃是朝廷旧制臣以何名敢当此恩而累朝廷隳废久行公共之法又见新制近臣荐举官吏非条诏指挥不得用例施行令出已来未能十日今臣有此除授乃因近臣荐举不加考试又非条诏指挥臣虽不肖独何敢冒过分之宠而以身为废法之首乎伏望圣慈察臣本意从臣私欲追还所授特与除一在外合入差遣则使公义不亏于上私行不失于下臣不任激切祈恩待报之至所有敕牒臣不敢受谨具状奏闻”
93. ↑  《临川集》卷四十·辞集贤校理状二：“右臣三月二十二日准中书差人赍到敕牒一道除臣集贤校理臣以分不当得已具状陈列乞追还所授今月五日又准中书差人赍到敕牒令臣受职不得辞免臣以微贱误蒙采拔非臣陨首足以报称然分有所不敢受名有所不敢居宁以瞪系米铮终不敢冒恩苟止何则臣以择利辞试而朝廷因与免试推恩是臣以辞试上要朝廷而朝廷果以恩泽副之也不独伤臣私义固以上累国体此臣所以哮现劣谠偃而终不敢止且劝沮之方失不在大如臣心实择利而迹有辞让之嫌以故朝廷特有优假臣恐进趋之士有以窥度圣世将或立小异以近名托虚名以邀利浸成弊俗非复法令所能禁止此亦朝廷所宜慎惜不当遂已成之命而难于追改也窃见近臣比有辞让官职皆义所当得而特以礼辞让朝廷固宜必使受之而不听如臣卑贱今所陈列直以分不当得非敢以为让也伏望圣慈听臣所守特与追还所授臣区区之诚期于得请而后敢已所有敕牒臣不敢受”
94. ↑  《临川集》卷四十·辞集贤校理状三：“右臣三月二十二日准中书差人赍到敕牒一道除臣集贤校理臣以分不当得已再具状奏闻乞追还所授今月九日又准中书差人赍到敕牒令臣不得辞免是臣区区之意终未蒙朝廷省察臣于他官苟可以得则或悉力以求之唯恐利之不多而势之不便非能有所辞让也至于私养之不给则苟求冒取亦无所不至今朝廷特除以为校理则再三干紊朝廷终不敢受者诚以要君罔上之罪大故宁以他得罪而于此不敢顺命苟止也所谓要君者臣前状已言之矣所谓罔上者朝廷除校理必先考试今独推恩异于寻常朝廷不以臣为小有异能则必以臣为小有异行臣无其实而敢冒此恩此乃所谓罔上也且臣蒙恩与试久矣臣非敢终辞也特以势未便尔若朝廷且从臣欲使臣他日之力足以供职京师而无乏养之忧则臣自当援恩求试岂敢上烦朝廷敦迫何必遽加特恩使朝廷为苟举而臣为苟得者乎臣闻之古人曰明主可以理夺又曰匹夫不可夺志臣敢守此语以至于再三伏乞圣慈特赐矜允烦冒天威臣无任祈恩待报惶恐迫切之至”
95. ↑  《临川集》卷四十·辞集贤校理状四：“右臣蒙恩除集贤校理以分不当得已累曾具状奏闻乞追还所授今月二十四日准中书札子奉圣旨更不许辞让臣以小官非敢以礼为让也直以分不当得理当自言盖闻当得而让则上有所不得听不当得而授则下有所不敢承不听不为迫下不承不为慢上以其义也臣诚不肖然区区之私具状四奏者窃以为匹夫之志有近于义是以仰迫恩威至于再三终不敢受伏望圣慈俯察臣愚特与追还所授臣无任”
96. ↑  《宋史》列传第八十六·王安石：“俄直集贤院先是馆阁之命屡下安石屡辞士大夫谓其无意于世恨不识其面朝廷每欲俾以美官惟患其不就也”
97. ↑  《续资治通鉴长编》卷一八九：“度支判官祠部员外郎王安石累除馆职并辞不受中书门下具以闻诏令直集贤院安石犹累辞乃拜。”
98. ↑  《名臣碑传琬琰集》下集·卷十四·王荆公安石传：“除直集贤院累辞不获始就职。”
99. ↑  见 张涤云：《关于王安石使辽与使辽诗的考辨》，载《文学遗产》2006年第1期，p.74
100. ↑  《续资治通鉴长编》卷一九一：“己卯度支判官祠部员外郎直集贤院王安石同修起居注安石以入馆才数月馆中先进甚多不当超处其右固辞之”
101. ↑  《续资治通鉴长编》卷一九二：“辛亥度支员外郎直秘阁判度支勾院司马光度支判官祠部员外郎直集贤院王安石同修起居注光五辞而后受安石终辞之最后有旨令閤门吏赍敕就三司授之安石不受吏随而拜之安石避于退吏置敕于案而去安石遣人追还之朝廷卒不能夺”
102. ↑  《临川集》卷四十·辞同修起居注状一：“ 臣蒙恩差臣同修起居注者圣恩深厚非臣陨首所能报称然臣去年始蒙恩特除直集贤院当是时臣黾勉不敢久违恩指至今就职才及数月又蒙恩有此除授臣窃观朝廷用人皆以资序臣入馆最为日浅而材何以异人终不敢贪冒宠荣以干朝廷公论伏望圣慈察臣诚心非敢饰让特赐追还所授”
103. ↑  《临川集》卷四十·辞同修起居注状二：“臣昨进状乞追还所授同修起居注敕准中书札子奉圣旨不许辞让便令受敕供职伏念臣前奏所陈实系朝廷用人之体非特于臣私义有所不安伏望圣慈检会臣前奏特赐追还所授”
104. ↑  《临川集》卷四十·辞同修起居注状三：“臣昨进状乞追还所授同修起居注敕准中书札子奉圣旨不许辞让便令受敕供职疏远小臣上烦朝廷敦奖如此而区区所陈终不敢止者诚以谓进在臣先而才行当蒙选擢则与之宜有先后臣入馆资序最为在后而独先被选窃以为非朝廷用人之体此臣所以不敢也念臣异时得以叙进臣虽不肖岂敢复辞且臣已缘辞避职事而不为朝廷所察今若又迫于敦喻黾勉供职则是臣每饰辞让之虚文以玩黩朝廷人虽不以为言臣亦何颜以立于世盖以臣事君苟心知其甚不可则宁得罪而有不从况臣幸在圣人至仁隆宽尽下之时谨分守以辞其所不当得之宠荣必无方命之罚则朝廷之命虽欲必行而不改臣之愚心亦将固守而不移伏望圣慈察臣如此早赐追还所授”
105. ↑  《临川集》卷四十·辞同修起居注状四：“臣累进状乞免同修起居注又准中书札子奉圣旨不许辞让便令受敕供职卑贱之臣屡烦圣思敦喻诚惶诚恐不知所措然臣闻人无信不立臣事君以忠忠者不饰行以徼荣信者不食言以从利臣固尝曰朝廷之命虽欲必行而不改臣之愚心亦将固守而不移若臣既有此言而终于托不得已以饕宠授则是臣饰行食言而实无自守之义非所以称朝廷奖遇之意而明区区避让之本心宁以违命受谴终不敢身为浮伪之首以伤圣时忠实之化伏望圣慈早赐追还所授”
辞同修起居注状五：“臣进状乞免同修起居注准中书札子奉圣旨依累降指挥更不得辞让便令受敕供职圣恩所以加臣者如此非臣陷胸陨首所能报称然臣愚不肖不知朝廷必欲度越众人而加臣以此者何也为其贤于人也固有廉让忠信之实也度越众人而贪其所不当得非所以为廉让知其不当得而辞于上以为朝廷之命虽欲必行而不改臣之愚心亦将固守而不移然终于托不得已以私其宠利非所以为忠信无廉让无忠信然而朝廷必欲度越众人而加之以其所不当得之职事臣恐执政大臣必受比周朋党之嫌陛下必获不察蔽欺之谤臣亦不得自托于忠廉之行而居下奸利之人窥朝廷之间争饰伪让以徼一时之幸而有伤忠厚之俗其事如此在朝廷不可以不深思而听臣之辞臣亦不可以不固守而违朝廷之命诚愿陛下日月之明察臣今日之请辞穷理极非如向时避让职事犹在可冒之地虽由此得罪必不敢以身为乱俗之首伏乞断自圣心无牵于左右大臣之过论特赐追还所授”
辞同修起居注状六：“臣累进状乞免同修起居注奉圣旨不许进状辞让者圣恩深厚一至于此臣诚惶诚恐震怖不知所出窃观朝廷近日辞让职事未尝有蒙听许者而臣又尝辞让职事而不为朝廷听许矣今复守辞让之说以请于朝廷固宜圣恩不即听许然臣已习见朝廷未尝许人辞让职事而犹哮献猿滤守不避伪让之嫌诚以蝼蚁微诚自誓终不敢受冀蒙天聪终初熟而已今若迫于恩指遂叨宠利则人虽不以为言臣实无颜以处使臣负伪让之谤则朝廷岂免滥恩之讥臣虽不肖义实不敢安此且方今之所患而务绝者方在于进取而不在于辞让方在于欺罔而不在于忠信臣若托不得已终叨宠利不顾其已出之言则是去辞让而引进取毁忠信而为奸罔朝廷本欲拔取人才而所得者乃有去辞让毁忠信之嫌恐非所以示天下而厉士大夫之操也此臣所以不敢避方命之罚而守其区区之说诚不敢以身累国非特欲全其私义而已也伏望圣慈即赐听许令朝廷不失所授之宜臣亦不失所守之信”
106. ↑  《临川集》卷四十·辞同修起居注状七：“臣昨进状乞免同修起居注准中书札子奉圣旨朝廷已行擢用依累降指挥不得违避者孤贱之臣行能浅薄当朝廷清明收用贤俊之时幸得著位外庭岂非荣显况又蒙拔擢备任清要丁宁奖励使必就官此虽陨首刳心自知无以报称然臣所以不敢受命而犹守其区区之说者诚以资在臣前尚有未蒙选者臣若苟见宠利之可得而忘避让之义苟知避让而不能固其所守非朝廷所以拔擢臣之意又非臣所以报称朝廷之心且诎已行之命以伸自守之志者朝廷之令名食言丧志以顺命为悦饕宠利者臣之丑行今朝廷重得令名而使臣轻为丑行此臣之所不谕也臣幸蒙任使备官三司列职儒馆若朝廷以为可任异时以次升擢于分不为进越则臣虽不肖其亦何说之敢辞诚望圣慈哀臣恳迫检会臣前后所奏察其理有可言特赐追还所授”
107. ↑  《临川集》卷四十·再辞同修起居注状一：“右臣今月二十六日准敕差臣同修起居注伏念臣行能无异众人入馆最为日浅向叨选擢尝已固辞幸蒙圣恩方赐听许今同馆之士才能资序出臣右者尚多而又蒙误恩有此除授在臣理分固不敢当兼臣久住京师亲老口众而自春至今疾病相仍医药百端未得平愈近已进状乞一知州军差遣伏望圣慈察臣诚恳特赐追还所授除一知州军差遣使臣无进越冒荣之罪而得纾私养之急所有同修起居注敕牒臣不敢受谨具状奏闻伏候敕旨”
再辞同修起居注状二：“右臣进状乞免同修起居注准中书札子奉圣旨不许辞让便令受敕臣愚不肖幸当朝廷拔擢贤俊之时独蒙不次之选岂不荣哉然臣入馆最为日浅而行能无异众人故不敢度越众人以饕宠利向时守此说以辞朝廷之命至于八九而圣恩不以臣言为不信幸赐听许今才数月同馆之士资序在臣右而行能足充此选者尚多遽蒙圣恩有此除授令臣今而可受则向之辞命至于八九者果何心也昔郑以伯石为卿则辞太史退则又使之命已命已则又辞焉三辞而后受策于是子产始恶其为人夫子产所以恶之者不以其饰辞让而无忠实之志乎臣之蒙恩虽出于无求然始则托辞让之名以烦党廷终则徼一日之利以忘前言之信推事考情亦何以异于伯石臣诚固陋终不敢奸子产之所恶以上昭圣时任人之失且朝廷必以臣粗习文艺而忠信可使则臣固尝曰异时循次选用则臣不敢辞伏望圣恩察臣诚恳特赐追还所授除臣一知州军差遣使臣得遂前言之信而又有以纾亲养之急臣不任祈恩待报之至”
再辞同修起居注状三：“右臣近进状乞免同修起居注准中书札子奉圣旨令依前后指挥不许辞免便令受敕者圣恩加臣无穷臣愚固守无已臣诚惶恐震怖不知所为然臣义有所不敢为故不敢冒恩而苟止伏念臣以资序在臣右而行能宜蒙此选者尚多故尝自列至于八九幸圣恩听察而所除始祖无择一人若臣今遂冒居则是谓在臣右者已无可选臣以应举入仕磨勘迁官本图宦达非敢苟为高抗至于恩逾理分度越众人官谤所归臣亦不敢苟得以忘前言之信兼臣自春至今疾病相仍加以气衰旧学几废亲老口众久住京师近尝进状乞一闲慢州军差遣伏见近例见任修起居注以便亲求罢出补外官尝蒙朝听许盖当圣时务以仁恕优容臣下则以便亲而求外补朝廷之所宜从伏望圣慈哀臣恳迫特赐追还所授除臣一知州军差遣以便私养且令臣无进越冒荣之罪所有同修起居注敕牒臣不敢受臣不任祈恩待报激切之至”
再辞同修起居注状四：“右臣近进状乞免同修起居注准中书札子奉圣旨令依累降指挥便受敕更不得辞免者臣之恳恳已具前奏蝼蚁微诚未能上动圣听臣诚惶怖不知所为然臣愚不肖以谓朝廷革因循之弊以不次官人当得异能之士然后允众人之望而因循之弊可以遂除臣治身则行能不备居官则职业无称虽知好学而所得未可以施于实用故异蒙选擢即自以行能无异众人而不敢度越众人受职幸蒙听许才及数月即欲度越众人言行本末不相顾如此岂称朝廷选擢之意虽令言者不以是为臣罪臣实无颜以处伏望圣慈察臣累奏情理备尽特赐追还所授臣不任祈恩待报激切之至。”
再辞同修起居注状五：“右臣近进状乞免同修起居注准中书札子奉圣旨依前降指挥便受敕供职臣之区区辞说已穷然不敢幸逋慢之罪而苟止者非特欲守前言之信亦不敢上累朝廷盖臣有冒荣失守之罪则朝廷亦有选授失人之谤因启天下好利之士伪让以要君则甚伤圣时风俗此臣之所大惧也若圣恩幸听臣言使臣得安理分则臣为不失所守臣能不失所守则朝廷不失所选矣朝廷不失所选而又隆宽广裕以曲尽臣志谓宜无伤而适足以感厉天下之士且朝廷以臣粗涉艺文忠信可使不复责其行能之备必欲擢置从官则臣固尝曰臣已备官三司列职儒馆若终免于罪戾则循次受选自不为迟当朝廷清明拔用贤隽有志之士孰不幸愿宠荣如臣之愚岂独异于众人诚以不敢度越众人故尝自列至于八九朝廷隆宽尽下已尝幸听臣言曾未数月臣即不复自顾前言之信若令言者谓臣要君以伪臣诚无辞可以自明伏望圣慈察臣所守如此臣誓坚死节上报圣知臣不任祈恩待报之至”
108. ↑  《王安石全集》第十册·附录·诏、制·三司度支判官祠部员外郎直集贤院同修起居注王安石可刑部员外郎余如故制：“勅某：左右史以记言动，以立书法，以观后嗣，其任莫重焉。故朕选于众，以尔安石为之。惟尔安石，经明行修，秉君子之节，材剧志大，通圣人之方。信其可以任重而致远。简在乎朕心者矣。今迁尔郎位一等，盖有司之常法，亦非朕所以畜尔之意也。尔其往服，待我之用。可。”
109. ↑  《宋史》列传第八十六·王安石：“明年同修起居注辞之累日阁门吏继敕就付之拒不受吏随而拜之则避于厕吏置敕于案而去又追还之上章至八九乃受遂知制诰纠察在京刑狱自是不复辞官矣”
110. ↑  《宋史》本纪第十二·仁宗四：“戊寅以王安石知制诰”
111. ↑  《续资治通鉴长编》卷一九三：“戊寅度支判官刑部员外郎直集贤院同修起居注王安石知制诰初安石辞起居注既得请又申命之安石复辞至七八乃受于是径迁知制诰安石遂不复辞官矣”
112. ↑  《名臣碑传琬琰集》下集·卷十四·王荆公安石传：“嘉佑五年四月除同修起居注固辞不拜十一月申前命章又五上不许遂除知制诰纠察在京刑狱移判三班院同知”
113. ↑  《临川集》卷八十·谢知制诰启：“据非其称惭甚于荣窃以通会朝之籍于禁中出诰命之书于天下自昔必求乎良士方今尤谓之美官非夫能道先王之言及通当世之务文章足以润色知术足以讨论一有误居必乖众论某素出贫贱偶遭盛明读书虽勤未免是古之累更事虽久终无适时之才制作淹迟而不工思虑短浅而不敏有此一物自足穷于多士之时兼是四端岂宜辱于迩臣之列此盖伏遇某官以忠纯翼戴以宽大甄收谓其引分而无求傥或负能而有待因加奖借使得超逾盖大公之赐所加唯至诚之报为称敢不内尽致身之德庶以上同许国之心。”
114. ↑  《宋史》列传第八十六·王安石：“有少年得斗鹑其侪求之不与恃与之昵辄持去少年追杀之开封当此人死安石驳曰按律公取窃取皆为盗此不与而彼携以去是盗也追而杀之是捕盗也虽死当勿论遂劾府司失入府官不伏事下审刑大理皆以府断为是诏放安石罪当诣阁门谢安石言我无罪不肯谢御史举奏之置不问”
115. ↑  《续资治通鉴长编》卷一九七：“先是安石纠察在京刑狱有少年得斗鹑其同侪借观之因就乞之鹑主不许借者恃与之狎昵遂携去鹑主追及之踢其胁下立死开封府按其人罪当偿死安石驳之曰按律公取窃取皆为盗此不与而彼乃强携以去乃盗也此追而殴之乃捕盗也虽死当勿论府司失入平人为死罪府官不伏事下审刑大理详定以府断为是有诏安石放罪旧制放罪者皆诣殿门谢安石自言我无罪不谢御史台及閤门累移牒趣之终不肯谢台司因劾奏之执政以其名重释不问但徙安石他官。”
116. ↑  《皇宋通鉴长编纪事本末》卷五十九·王安石事迹上 同上
117. ↑  《宋史》列传第八十六·王安石：“时有诏舍人院无得申请除改文字安石争之曰审如是则舍人不得复行其职而一听大臣所为自非大臣欲倾侧而为私则立法不当如此今大臣之弱者不敢为陛下守法而强者则挟上旨以造令谏官御史无敢逆其意者臣实惧焉语皆侵执政由是益与之忤”
118. ↑  《续资治通鉴长编》卷一九三：“尝有诏令今后舍人院不得申请除改文字安石与同列言窃以为舍人者陛下近臣以典掌诰命为职司所当参审若词头所批事情不尽而不得申请则是舍人不复行其职事而事无可否听执政所为自非执政大臣欲顷侧而为私则立法不当如此前日具论冀蒙陛下省察而至今未奉指挥臣等不知陛下以为是而不改乎将不必以为是而特以出于执政大臣所建而不改乎将陛下视臣等所奏未尝可否而执政大臣自持其议而不肯改乎以为是而不改则臣等考寻载籍以来未有欲治之世而设法蔽塞近臣论议之端如此者也不必以为是而特以出于执政大臣所建而不改是则陛下不复考问义理之是非一切苟顺执政大臣所为而已也若陛下视臣等所奏未尝有所可否而执政大臣自持其议而不肯改则是政已不自人主出而天下之议废矣此所以臣等惓惓之义不能自已者臣等窃观陛下自近岁以来举天下之事属之七八大臣天下初以翕然幸其有为能救一切之弊然而方今大臣之弱者则不敢为陛下守法以忤谏官御史而专为持禄保位之谋大臣之强者则挟圣旨造法令恣行所欲不择义之是非而谏官御史亦无敢忤其意者陛下方且深拱渊默两听其所为而无所问安有朝廷如此而能旷日持久而无乱者乎自古乱之所生不必君臣为大恶但无至诚恻怛求治之心择利害不审辨是非不早以小失为无伤而不改以小善为无补而不为以阿谀顺己为悦而其说用以直谅逆己为讳而其言废积事之不当而失人心者觽矣乃所以为乱也陛下以臣等所言为是则宜以至诚恻怛欲治念乱之心考核大臣改修政事则舍人院不得申请除改文字指挥为不当当先改矣若以臣等所言为非则臣等狂瞽不知治体而诬谤朝廷政事当明加贬斥以惩妄言之罪则别选才能通达之士以补从官臣等受陛下宠禄典领朝廷职事不得其守则义不得不言而朝廷以为非也则义不敢辞贬斥伏乞详酌早赐指挥安石由是与执政忤魏泰东轩杂记云王安石素与韩琦议论不合嘉佑末琦为相安石知制诰因论萧注降官词头遂上疏争舍人院职分其言颇侵执政泰所称疏必指此也此载于安石集而注责官已附四月庚申因安石知制诰并附此疏。”
119. ↑  《宋史纪事本末》卷三十七·王安石变法：“时有诏：舍人院无得申请改除文字。安石争之曰：审如是则舍人不得复行其职，而一听大臣所为。今大臣之弱者不敢为，陛下守法而强者则挟上旨以造，令谏官御史无敢逆其意者，臣实惧焉。语皆侵执政，执政者不悦。会以母丧遂去职。”
120. ↑  《续资治通鉴长编》卷一九七：“甲午知制诰王安石同勾当三班院”
121. ↑  《临川集》卷十七·呈陈和叔并序：“嘉棠和叔以集贤校理判登闻鼓院同知太常礼院宅皮场街有园数亩中置二墩砖袤丈北户临沟略彴通街旁作小屋毁辎车为盖某以直集贤院为三司度支判官以知制诰纠察在京刑狱同管句三班院间度彴饭车盖下随所有无坐卧砖上笑语常至夜如此三岁而和叔遭太夫人忧未几某亦丧亲以去时永昭陵尚未复土也后与和叔皆蒙今上拔用数会议语皆忧伤之馀责厚事丛无复故情元丰元年某食观使禄居钟山南和叔经略广东道旧怅然某作诗以叙其事”
122. ↑  《名臣碑传琬琰集》下集·卷十四·王荆公安石传：“嘉佑八年贡举丁母忧服除英宗朝累召不赴”
123. ↑  《嘉祐集》卷九·史论：“事有必至理有固然惟天下之静者乃能见微而知著月晕而风疏润而雨人人知之人事之推移理势之相因其疏阔而难知变化而不可测者孰与天地阴阳之事而贤者有不知其故何也好恶乱其中而利害夺其外也昔者羊叔子见王衍曰误天下苍生者必此人也郭汾阳见卢杞曰此人得志吾子孙无遗类矣自今而言之其理固有可见者以吾观之王衍之为人容貌言语固有以欺世而盗名者然不忮不求与物浮沉使晋无惠帝仅得中主虽衍百千何従而乱天下乎卢杞之奸固足以败国然而不学无文容貌不足以动人言语不足以眩世非德宗之鄙暗亦何從而用之由是言之二公之料二子亦容有未必然也今有人口诵孔老之言身履夷齐之行收召好名之士不得志之人相与造作言语私立名字以为颜渊孟轲复出而阴贼险狠与人异趣是王衍卢杞合而为一人也其祸岂可胜言哉夫面垢不忘洗衣垢不忘浣此人之至情也今也不然衣巨虏之衣食犬彘之食囚首丧面而谈诗书此岂其情也哉凡事之不近人情者鲜不为大奸慝竖刁易牙开方是也以盖世之名而济其未形之患虽有愿治之主好贤之相犹将举而用之则其为天下患必然而无疑者非特二子之比也孙子曰善用兵者无赫赫之功使斯人而不用也则吾言为过而斯人有不遇之叹孰知祸之至于此哉不然天下将被其祸而吾获知言之名悲夫”
《续资治通鉴长编》卷二百八，同
《乐全集》卷三十九，同
124. ↑  《宋史》列传第八十六·王安石：“安石未贵时名震京师性不好华腴自奉至俭或衣垢不浣面垢不洗世多称其贤蜀人苏洵独曰是不近人情者鲜不为大奸匿作辩奸论以刺之谓王衍卢杞合为一人”
125. ↑  《乐全集》卷三十九：“嘉祐初王安石名始盛党友倾一时其命相制曰生民以来数人而已造作言语至以为几于圣人欧阳修亦善之劝先生与之游而安石亦愿交于先生先生曰吾知其人矣是不近人情者鲜不为天下患安石之母死士大夫皆吊之先生独不往作辨奸论一篇其文曰事有必至理有固然惟天下之静者乃能见微而知著月晕而风疏润而雨人人知之人事之推移理势之相因其疏阔而难知变化而不可测者孰与天地阴阳之事而贤者有不知其故何也好恶乱其中而利害夺其外也昔者羊叔子见王衍曰误天下苍生者必此人也郭汾阳见卢杞曰此人得志吾子孙无遗类矣自今而言之其理固有可见者以吾观之王衍之为人容貌言语固有以欺世而盗名者然不忮不求与物浮沉使晋无惠帝仅得中主虽衍百千何従而乱天下乎卢杞之奸固足以败国然而不学无文容貌不足以动人言语不足以眩世非德宗之鄙暗亦何從而用之由是言之二公之料二子亦容有未必然也今有人口诵孔老之言身履夷齐之行收召好名之士不得志之人相与造作言语私立名字以为颜渊孟轲复出而阴贼险狠与人异趣是王衍卢杞合而为一人也其祸岂可胜言哉夫面垢不忘洗衣垢不忘浣此人之至情也今也不然衣巨虏之衣食犬彘之食囚首丧面而谈诗书此岂其情也哉凡事之不近人情者鲜不为大奸慝竖刁易牙开方是也以盖世之名而济其未形之患虽有愿治之主好贤之相犹将举而用之则其为天下患必然而无疑者非特二子之比也孙子曰善用兵者无赫赫之功使斯人而不用也则吾言为过而斯人有不遇之叹孰知祸之至于此哉不然天下将被其祸而吾获知言之名悲夫当时见者多不谓然曰嘻其甚矣先生既没三年而安石用事其言乃信”
126. ↑  《苕溪渔隐丛话后集》卷二十七：“苕溪渔隐曰龟山谓老苏为荆公所薄余观张安道作老苏墓表老苏亦自鄙荆公盖道不同不相为谋宜其矛盾如此墓表云嘉祐初王安石名始盛党友倾一时其命相制日生民以来数人而已造作语言至以为几于圣人欧阳修亦与之善劝先生与之游而安石亦愿交于先生先生日吾知其人矣是不近人情者鲜不为天下患安石之母死士大夫皆吊之先生独不往作辨奸论一篇当时见之者多不谓然日嘻其亦太甚矣先生自殁三年之后而安石用事其言乃信”
127. ↑  《避暑录话》卷上：“明允本好言兵见元吴叛西方用事久无功天下事有当改作因挟所著书嘉萜初来京师一时推其文章王荆公为知制诰方谈经术独不喜之屡诋于众以故明允恶荆公甚于仇雠会张安道亦为荆公所排二人素相善明允作辨奸一篇密献安道以荆公比王衍卢杞而不以示欧文忠荆公后微闻之因不乐子瞻兄弟两家之隙遂不可解辨奸久不出元丰间子由从安道辟南京请为明允墓表特全载之苏氏亦不入石比年稍传于世荆公性固简率不缘饰然而谓之食狗彘之食囚首丧面者亦不至是也”
128. ↑  见周本淳：〈辨奸论〉并非伪作，载南京大学学报1979年第1期
129. ↑  见刘乃昌：《苏轼同王安石的交往》，载东北师大学报1981年第3期，pp.45
130. ↑  《南阳集》卷十六·工部郎中知制诰王安石可旧官服阕制：“勅：三年之丧，禄之于家，而不敢烦以事，此朝廷所以待近臣而申孝子之情也。若夫既除而从政，则下之所当勉也。具官某，学通经术，行应法义，衔哀服礼，内外竭尽。可谓邦之俊良，民之表仪者矣。朕临政愿治久矣，想闻生之奇论，以佐不逮。其悉朕意，亟复于位。可。”
131. ↑  《续资治通鉴长编》卷二百六：“甲午复以王安石为工部郎中知制诰母丧除故也”
132. ↑  《临川集》卷五十六·除知制诰谢表：“臣某言今月初二日伏蒙圣恩赐臣诰敕除臣知制诰者高华之选欲报常艰固陋之身以荣为惧窃以自昔招智能之士因使为侍从之官岂特赖其虚名谓能华国盖将收其实用相与致君矧号令文章之为难而讨论润色之所寄苟失职不称则为时起羞伏惟皇帝陛下躬上圣之姿抚久安之运趣时有救弊之急守器有持盈之难当得俊良使陪遗忘则典司明命出入禁门一有竟抳尤为累上臣羁单贱士朴鄙常人仕初有志于养亲学遂不专于为己比更烦使稍窃谬恩内怀尸禄之惭仰负食功之意又蒙采擢以致超逾盖君之视臣不使同犬马之贱则下之报上亦欲致冈陵之崇况臣少习艺文粗知名教遭逢一旦度越众人唯当尽节于明时岂敢尚怀于私计臣无任”
133. ↑  《宋史》列传第七十五·吴奎：“时已召王安石辞不至帝顾辅臣曰安石历先帝朝召不赴颇以为不恭今又不至果病耶有所要耶曾公亮曰安石文学器业不敢为欺奎曰臣尝与安石同领群牧见其护短自用所为迂阔万一用之必紊乱纲纪”
134. ↑  《续资治通鉴长编》卷二百九：“工部郎中知制诰王安石既除丧诏安石赴阙安石屡引疾乞分司上语辅臣曰安石历先帝一朝一六召不起或为不恭今召又不起果病耶有要耶曾公亮对曰安石文学器业时之全德宜膺大用累召不起必以疾病不敢欺罔吴奎曰安石向任纠察刑狱争刑名不当有旨释罪不肯入谢意以为韩琦沮抑己故不肯入朝公亮曰安石真辅相之才奎所言荧惑圣听奎曰臣尝与安石同领髃牧备见其临事迂阔且护前非万一用之必紊乱纲纪公亮荧惑圣听非臣荧惑圣听也上未审奎重言之”
135. ↑  《宋史纪事本末》卷三十七·王安石变法：“及即位召之安石不至帝谓辅臣曰安石历先帝朝召不赴或以为不恭今又不至果病邪有所要邪曾公亮曰安石真辅相材必不欺罔吴奎曰臣尝与安石同领群牧见其护前自用所为迂阔万一用之必紊纲纪”
136. ↑  《陶山集》卷十六·沈君墓表：“治平三年今大丞相王公守金陵以绪余成学者而某也实并群英之游”
137. ↑  《宋史》列传第八十八·李定：“李定字资深扬州人少受学于王安石”
138. ↑  《宋史》列传第一百十二·龚原：“龚原字深之处州遂昌人少与陆佃同师王安石”
139. ↑  《东都事略》儒学传第九十七·龚原：“始原力学以经术尊敬王安石始终不易”
140. ↑  《宋史》列传第一百一·陆佃：“蹑屩从师不远千里过金陵受经于王安石”
141. ↑  《陶山集》卷十五·傅府君墓志铭：“嘉祐、治平间，与予同砚席，共敝衣服，无憾也。是时明孺尚未冠，予亦年少耳。淮之南，学士大夫宗安定先生之学，予独疑焉。及得荆公淮南杂说与其洪范传，心独谓然，于是愿扫临川先生之门。后余见公，亦骤见称奖。语器言道，朝虚而往，暮实而归，觉平日就师十年不如从公之一日也。”
142. ↑  《陶山集》卷十二·答李贲书：“盖君子之学有体有用体不欲迷一方用不欲滞一体而古之圣人本数末度足以周上下圆神方智足以尽往来而蹈常适变莫逆于性命之理者如此而已矣故二帝三代之士有得于圣人之道而仁足以教者必告之以此有求于圣人之道而智足以学者亦必问之以此自王者之迹熄而诗亡夫子没而大义乖道德之体分裂而天下多得一体其为志虽笃其为力虽勤而不幸不见古人之大体长见笑于大方之家者由此也嗟乎道之不一久矣而临川先生起于敝学之后不向于末伪不背于本真度之以道揆持之以德操而天下莫能罔莫能移故奇言异行无所遁逃而圣人之道复明于世某亦幸当此会而偶获承教于先生之门其所谓君子者体不欲迷一方用不欲滞一休尝闻其一二矣”
143. ↑  《陶山集》卷二·依韵和李元中兼寄伯时二首：“五丈河边避俗尘闭门情味似漳滨抛离鹊渚今三岁成就华严秖两人贫里有时求得玉老来无可奈何春平生共学王丞相更觉荀扬未尽醇”
144. ↑  《宋史》本纪第十四·神宗一：“癸卯王安石出知江宁府”
145. ↑  《续资治通鉴长编》卷二百九：“癸卯诏安石知江宁府众谓安石必辞及诏到即诣府视事或曰公亮力荐安石盖欲以倾韩琦也龙图阁直学士韩维言臣今日闻除王安石知江宁府然未知事之信否若诚然者臣窃以为非所以致安石也何则安石知道守正不为利动其于出处大节料已素定于心必不妄发安石久病不朝今若才除大郡即起视事则是安石偃蹇君命以要自便臣固知安石之不肯为也又其精神可以为一大郡而反不能奉朝请从容侍从之地岂是人情臣久知安石之不肯为也所可致者惟有一事即陛下向所宣谕臣向所开陈者是也若人君始初践阼慨然想见贤哲与图天下之治孰不愿效其忠伸其道哉使安石甚病而愚则已若不至此必幡然而来矣臣窃恐议者以为安石可以渐致而不可以猝召若如此是诱之也是不知安石者之言也惟贤者可以义动而不可以计取陛下稽古讲道必于此理粲然不惑一七唯在断而行之毋以前议为疑则天下幸甚韩维论王安石据维奏议具载之足明安石进退失据也”
146. ↑  《宋史纪事本末》卷三十七·王安石变法：“英宗治平四年闰月癸卯以王安石知江宁府”
147. ↑  同上：“帝不听乃有江宁之命众谓安石必辞及诏至即起视事”
148. ↑  《临川集》卷五十六·知制诰知江宁府谢上表：“稽违诏令经涉岁时先帝登遐既不获奔驰道路陛下即位又未尝瞻望阙廷所忧后至之刑诛敢冀就加于官使虽知黾勉尚惧颠<缺>盖闻因任以责群材原省以通众志厥或抱能而可用则虽负疾而见容如臣者逮侍先朝叨官外制哮闲砉虽有愚忠没没随人但尸荣禄衔哀去位婴弥年望绝宠光分投冗散伏遇皇帝陛下绍膺尊极俯烛幽微延之以三节之严付之以十城之重比缘潇耄特有褒封申命曲加因邮并赐唯是土风之美素无犴狱之烦久寄托于丘坟粗谙知其闾里念虽闭阁殆弗废于承流以比造朝或未妨于养疾矧恩勤之已迫且逊避之不容敢不少尝体力之所任祗奉诏条而为治冀逃大戾仰称殊私臣无任”
149. ↑  《宋史》列传第八十六·王安石：“数月召为翰林学士兼侍讲”
150. ↑  《郧溪集》卷一·工部郎中知制诰王安石可翰林学士制：“文王有四友，孔子曰，自吾得回，门人益亲，亦有四友焉。维予之翰林先生，文章议论以辅不逮者，盖为先后左右之臣矣。具官某学为世师，行为人表。廉于自进，优处于东藩。兹有佥言，宜还中禁。俾夫左右先后，以道义辅于予，岂特专文墨视草而已哉。可。”
151. ↑  《名臣碑传琬琰录》卷五十·韩仪公丞相忠彦行状：“召故荆公介甫为翰林学士与学士吕公著同侍讲”
152. ↑  《续资治通鉴长编拾补》卷二：“戊戌知制诰知江宁府王安石为翰林学士安石既受命知江宁上将复召用之尝谓吴奎曰安石真翰林学士也奎曰安石文行实高出于人上曰当事如何奎曰恐迂阔上勿信于是卒召用之「纪事本末卷五十九案奎论安石见长编卷二百九闰三月太平治迹统类作八月戊戌误八月无戊戌日戊戌九月二十三日也统类载制略云王安石学为世师行为人表廉于自进优处于东藩兹有佥言宜还中禁俾夫左右先后以道义辅予岂特专文墨视草而已可特授翰林学士临川集谢翰林学士表云臣闻人臣之事主患在不知学术而居宠有冒昧之心人主之蓄臣患在不察名实而听言无恻怛之意此有天下国家者所以难于任使而有道德者亦所以难于进取也学士职亲地要而以讨论讽议为官非夫远足以知先王近足以见当世忠厚笃实廉耻之操足以咨询而不疑草创润色文章之才足以付讬而无负则在此位为无以称如臣不肖涉道未优初无荦荦过人之才徒有区区自守之善以至将顺建明之大体则或疏阔浅陋而不知加以忧伤疾病久弃里闾辞命之习芜废积年虽勉一州已为添冒禁林之选岂所堪任伏惟皇帝陛下躬圣德承圣绪于群臣贤否已知考慎而于其言也又能虚己以听之故聪明睿知神武之实已见于行事日月未久而天下翘首企踵以望唐虞成周之太平臣于此时实被收召所以许国义当如何敢不磨砺淬濯已衰之心绎温寻久废之学上以备顾问之所及下以供职司之所守」”
153. ↑  《临川集》卷五十六·除翰林学士谢表：“臣闻人臣之事主患在不知学术而居宠有昧冒之心人主之畜臣患在不察名实而听言无恻怛之意此有天下国家者所以难于任使而有道德者亦所以难于进取也学士职亲地要而以讨论讽议为官非夫远足以知先王近足以见当世忠厚笃实廉耻之操足以咨诹而不疑草创润色文章之才足以付托而无负则在此位为无以称如臣不肖涉道未优初无荦荦过人之才徒有区区自守之善以至将顺建明之大体则或疏阔浅陋而不知加以忧伤疾病久弃里闾辞命之习芜废积年虽勉一州已为添冒禁林之选岂所堪任伏惟皇帝陛下躬圣德承圣绪于群臣贤不肖已知考慎而于言也又能虚己以听之故聪明睿知神武之实已见于行事日月未久而天下翘首企踵以望唐虞成周之太平臣于此时实被收召所以许国义当如何敢不磨砺淬濯已衰之心系由绎温寻久废之学上以备顾问之所及下以供职司之所守臣无任”
154. ↑  《宋史纪事本末》卷三十七·王安石变法：“终英宗之世安石被召未尝起韩维吕公著兄弟更称扬之神宗在颍邸维为记室每讲说见称辄曰此非维之说维友王安石之说也维迁庶子又荐安石自代帝由是想见其人”
155. ↑  见顾宏义：《邵氏闻见录》有关王安石若干史料辨误，载河北大学学报(哲学社会科学版)1998年第3期
156. ↑  《涑水纪闻》卷十六：“初韩魏公知扬州介甫以新进士签书判官事韩公虽重其文学而不以吏事许之介甫数引古义争公事其言迂阔韩公多不从介甫秩满去会有上韩公书者多用古字韩公笑而谓僚属曰惜乎王廷评不在此其人颇识难字介甫闻之以韩公为轻己由是怨之及介甫知制诰言事复多为韩公所沮会遭母丧服除时韩公犹当国介甫遂留金陵不朝参曾鲁公知介甫怨忌韩公乃力荐介甫于上强起之其意欲以排韩公耳”
157. ↑  《太平治迹统类》卷十三：“熙宁元年四月壬寅诏新除翰林学士王安石越次入对上谓安石曰朕久闻卿道德仁义有忠言嘉谋当不惜告朕方今治当何先对曰以择术为始上问唐太宗何如主对曰陛下毎事以尧舜为法唐太宗所知不远所为不尽合法度但乘隋极乱之后子孙又皆昏恶所以独见称于后世道有升降处今之世每事须以尧舜为法至简而不烦至要而不迂至易而不难但末世学士大夫不能通知圣人之道故常以尧舜为难法而岂知圣人经世立法常以中人为制也”
158. ↑  《王安石全集》第四册·《熙宁奏对日录》熙宁元年：“上问：「唐太宗何如主？」对曰：「陛下当以尧、舜为法，唐太宗所为不尽合法度。末世学士大夫不能通知圣人之道，故常以尧、舜为高而不可及，不知圣人经世立法，常以中人为制也。」”
159. ↑  《皇宋通鉴长编纪事本末》卷五十九·王安石事迹上：“熙宁元年四月乙巳诏新除翰林学士王安石越次入对上谓安石曰朕久闻卿道术德义有忠言嘉谋当不惜告朕方今治当何先对曰以择术为始上问唐太宗何如主对曰陛下每事当以尧舜为法唐太宗所知不远所为不尽合法度但乘隋极乱之后子孙又皆昏恶所以独见称于后世道有升降处今之世恐须每事以尧舜为法尧舜所为至简而不烦至要而不迂至易而不难但末世学士大夫不能通知圣人之道故常以尧舜力高而不可及不知圣人经世立法常以中人为制也”
160. ↑  《宋史》列传第八十六·王安石：“二年二月拜参知政事上谓曰人皆不能知卿以为卿但知经术不晓世务安石对曰经术正所以经世务但后世所谓儒者大抵皆庸人故世俗皆以为经术不可施于世务尔上问然则卿所施设以何先安石曰变风俗立法度正方今之所急也上以为然”
161. ↑  《临川集》卷七十九·除参知政事谢执政启：“比者登备近司与闻大政误膺休命良积愧怀窃念某早以孤生出阶贱仕稍蒙推擢遂至叨逾久于侍从之班初乏论思之效皇明继照符守外分亟被召还得参劝讲已污禁林之选更陪宰席之延据非其宜知有所自此盖伏遇某官贯行忠恕启佑善良因令危拙之身亦与谟之地敢不自致进为之义庶以上同经济之心”
162. ↑  《宋史纪事本末》卷三十七·王安石变法：“二年二月庚子以王安石参知政事初帝欲用安石曾公亮力荐之唐介言安石难大任帝曰文学不可任邪经术不可任邪吏事不可任邪介对曰安石好学而泥古故议论迂阔若使为政必多所更变介退谓曾公亮曰安石果大用天下必困扰诸公当自知之帝问侍读孙固曰安石可相否固对曰安石文行甚高处侍从献纳之职可矣宰相自有度安石狷狭少容必欲求贤相吕公著司马光韩维其人也帝不以为然竟以安石参知政事谓之曰人皆不能知卿以卿但知经术不晓世务安石对曰经术正所以经世务帝曰卿所施设以何为先安石对曰末世风俗贤者不得行道不肖者得行无道贱者不得行礼贵者得行无礼变风俗立法度正方今之所急也帝深纳之”
163. ↑  《名臣碑传琬琰集》下集·卷十四·王荆公安石传：“初入对上曰方今治当何先安石曰以择术为先上曰唐太宗何如安石曰陛下当以尧舜为法太宗所知不近所为不尽合先王但乗诈取子孙又皆昏恶所以独见称述尧舜所为至简而不烦至要而不迂至易而不难但末世学者不能通知常以为髙不可及不知圣人经世立法以中人为制也上曰卿可谓责难于君朕自视渺然恐无以副卿此意可悉意辅朕同济此道一日讲席群臣退上留安石坐曰有欲从容与卿议论者因言唐太宗必得魏郑公刘备必得诸葛亮然后可以有为二子诚不世出之人也安石曰陛下诚能为尧舜则必有皋夔稷契陛下诚能为髙宗则必有傅说魏郑公诸葛亮皆有道者所羞何足道哉以天下之大人民之众百年承平学者不为不多然常患无人可以助治者以陛下择术未明推诚未至虽有皋夔稷契之贤亦必为小人所蔽因卷怀而去耳自古患朝廷无贤者以人君不明好近小人故也好近小人则贤人虽欲自达无由矣上曰自古治世岂能使朝廷无小人虽尧舜之时岂能无四凶安石曰唯能辨四凶而诛之此乃所以为尧舜也若使四凶得肆其谗慝则皋夔稷契亦岂能苟食其禄以终身乎未几除谏议大夫参知政事安石既执政上曰人皆不能知卿以为卿但知经术不可以经世务安石曰经术者所以经世务也后世所谓儒者大抵皆庸人故世俗皆以为经术不可施于世务上曰朕察人情比于卿有欲造事倾摇者朕尝以吕诲为忠实尝毁卿于时事不通赵拚唐介数以言捍塞惟恐卿进用卿当力变此风俗不知卿所施设以何为先安石曰变风俗立法度最方今所急也”
164. ↑  叶梦得《石林燕语》卷七云：“神宗初即位，犹未见群臣，王乐道（陶）、韩持国维等以宫僚先入慰于殿西廊。既退，独留维，问：‘王安石今在甚处？’维对：‘在金陵。’上曰：‘朕召之肯来乎？’维言：‘安石盖有志经世，非甘老于山林者，若陛下以礼致之，安得不来？’上曰：‘卿可先作书与安石，道朕此意。行，即召矣！’维曰：‘若是，则安石必不来上。’问：‘何故？’曰：‘安石平日每欲以道进退，若陛下始欲用之，而先使人以私书道意，安肯遽就？然安石子雱见在京师，数来臣家，臣当自以陛下意语之，彼必能达。’上曰：‘善！’于是，荆公始知上待遇眷属之意。”
165. ↑  《皇宋通鉴长编纪事本末》卷六十六·三司条例司废置：“先是上问何以得陕西钱重可积边谷安石对欲钱重当修天下开阖敛散之法因言泉府一官先王所以摧折兼并均济贫弱变通天下之财而使利出于一孔者以此也上曰诚如此今但知有此理者已少况欲推行安石曰人才难得亦难知今使能者理财则十人之中容有一二人败事况所择而使者非一人岂能无此失上曰自来有一人败事则遂废所图此所以少成事也故置条例司以讲求理财之术焉”
166. ↑  《王安石全集》第四册·《熙宁奏对日录》熙宁二年：“二月。上问何以得陕西钱重，可积边谷。对曰：「欲钱重，当修天下开阖敛散之法。」因为言：「泉府一官，先王所以摧折兼并，均济贫弱，变通天下之财，而使利出于一孔者，以有此也。其言曰『国事之财用取具焉』。盖经费则有常赋以待之，至于国有事，则财用取具于泉府。后世桑弘羊、刘晏粗合此意。自秦、汉以来，学者不能推明其法，以为人主不当与百姓争利。」又因请内藏可出几何，以为均输之本。上曰：「三二百万，或三五百万可出也。」”
167. ↑  《宋名臣奏议》卷一百九：“安石既秉政上问安石何以得陕西钱重可积边谷安石对欲钱重当修天下开阖敛散之法因言泉府一官先王所以搉制兼并均济贫弱变通天下之财而使利出于一孔者以有此也其言曰国事于财用取具焉盖经费则有常赋以待之至国有事则财用取具于泉府后世桑弘羊刘晏粗合此意然自秦汉以来学者不能推明先王之法更以为人主不当与百姓争利今欲理财则当修泉府之法以收利权既修法则必与流俗所见不同而异论纷纭则陛下先有以断之然后可为此须借人才然人才难得亦难知今使能者理财则十人之中各有一二人败事从来但以有败事者则异论乘之以纷扰臣以谓尧与群臣共择一人治水尚不能无败事况所择而使者非一人岂能无此失要当计利害多少于前日而不为异论所惑其有败事之人即从而行法仍更讲求所以败事之由以增修法制则事无不成上曰自来有一人败事则遂废所图此所以少成事也”
168. ↑  见王曾瑜：王安石变法简论，载《中国社会科学》1980年第3期
169. ↑  邓广铭：《北宋政治改革家王安石》
170. ↑  漆侠：《王安石变法》
171. ↑  《宋史》列传第八十六·王安石：“于是设制置三司条例司令判知枢密院事陈升之同领之安石令其党吕惠卿预其事而农田水利青苗均输保甲免役市易保马方田诸役相继并兴号为新法遣提举官四十馀辈颁行天下青苗法者以常平籴本作青苗钱散与人户令出息二分春散秋敛均输法者以发运之职改为均输假以钱货凡上供之物，皆得徙贵就贱用近易远预知在京仓库所当办者得以便宜蓄买保甲之法籍乡村之民二丁取一十家为保保丁皆授以弓弩教之战阵免役之法据家赀高下各令出钱雇人充役下至单丁女户本来无役者亦一概输钱谓之助役钱市易之法听人赊贷县官财货以田宅或金帛为抵当出息十分之二过期不输息外每月更加罚钱百分之二保马之法凡五路义保愿养马者户一匹以监牧见马给之或官与其直使自市岁一阅其肥瘠死病者补偿方田之法以东西南北各千步当四十一顷六十六亩一百六十步为一方岁以九月令佐分地计量验地土肥瘠定其色号分为五等以地之等均定税数又有免行钱者约京师百物诸行利入厚薄皆令纳钱与免行户祗应自是四方争言农田水利古陂废堰悉务兴复又令民封状增价以买坊场又增茶监之额又设措置河北籴便司广积粮谷于临流州县以备馈运由是赋敛愈重而天下骚然矣”
172. ↑  《名臣碑传琬琰集》下集·卷十四·王荆公安石传：“于是青苗市易坊场保甲保马导河免役之政相继并兴设制置三司条例司与知枢密院事陈升之同领之”
173. ↑  《宋名臣奏议》卷一百九·财赋门：“臣切以大奸似忠大诈似信惟其用舍系时之休否也至如少正邜之才言伪而辩行僻而坚顺非而泽强记而博非宣父圣明孰能去之唐卢杞天下谓之奸邪惟德宗不知终成大患所以言知人之难尧舜其犹病诸陛下即位之初起王安石就除知江宁府未幾召为学士搢绅皆庆陛下之明擢有文之人得以适其用也及进贰台席佥论未允衡石之下果不能欺其轻重也臣伏覩参知政事王安石外示朴野中藏巧诈骄蹇慢上阴贼害物斯衆所共知者臣略疏十事皆目覩之实迹冀上寤于宸鉴一言近诬万死无避安石向在嘉佑中判纠察刑狱司因开封府争䳺鹑公事举驳不当御史台累移文催促谢恩倨傲不恭相次仁宗皇帝上仙未幾安石丁忧其事遂已安石服满托疾坚卧累诏不起终英宗朝不臣就如有疾陛下即位亦合赴阙一见稍存人臣之礼及就除知江宁府于私计安便然后从命慢上无礼其事一也安石任小官每一迁转逊避不已自知江宁府除翰林学士不闻固辞先帝临朝则有山林独徃之思陛下即位乃有金銮侍从之乐何慢于前而恭于后见利忘义岂其心乎好名欲进其事二也人主延对经术之士讲解先王之道设侍讲侍读常一员执经在前乃进说非传道也安石居是职遂请坐而讲说将屈万乘之重自取师氏之尊真不识上下之仪君臣之分况明道德以辅益聪明者乎但要君取名而已其事三也安石自居政府事无大小与同列异议或因奏对留身进说多乞御批自中而下以塞同列阻公论是则掠美于已非则敛怨于君用情罔公其事四也安石自纠察司举驳多不中理与法官争论刑名不一常怀忿隙昨许遵误断谋杀公事力为主张妻谋杀夫按问欲举减等科罪挟情壞法外报私怨两制定夺但闻朋附二府看详亦皆畏避狥私报怨其事五也安石初入翰林未闻进一士之善首率同列称弟安国之才朝廷与状元恩例犹谓之薄主试者定文巻不优其人遂罹中伤小惠必报纖仇必复及居政府才及半年卖弄威福无所不至自是畏之者勉意俯从附之者自鬻希进奔走门下惟恐其后背公死党今已盛矣怙势招权其事六也宰相不视事旬日差除自专逐近臣补外皆不附已者妄言尽出圣衷若然不应是安石报怨之人丞相不书敕本朝故事未之闻也意示作威耸动朝著然今政府同列依违宰相避忌遂专恣而何施不可专威害政其事七也凡奏对黼座之前惟肆强辩向与唐介争论谋杀刑名遂致喧哗衆非安石而是介介忠劲之人务守大体不能以口舌胜不幸愤懑发疽而死自是同列尤甚畏惮虽丞相亦退缩不敢较其是非任性陵轹同列其事八也陛下方稽法唐尧敦睦九族奉亲爱弟以风天下而小人章辟光献言俾岐王迁居于外离间之罪固不容诛上寻有㫖送中书欲正其罪安石坚拒不从仍进危言以惑圣聪意在离间遂成其事朋奸之迹甚明其事九也今邦国经费要會在于三司安石居政府与知枢密者同制置三司条例兵与财兼领之其掌握重轻可知矣又举三人者管当八人者廵行诸路虽名之曰商榷重利其实动揺于天下也臣未见其利先见其害其事十也臣指陈猥琐烦黩高明诚恐陛下悦其才辩久而倚毗情伪不得知邪正无复辨大奸得路则贤者渐去乱繇是生臣究安石之迹固无逺畧惟务改作立异于人徒文言而饰非将罔上而欺下臣切忧之误天下苍生必斯人矣伏望陛下图之宜当稽于衆方天灾屡见人情未和惟在澄清不宜挠浊如安石久居庙堂必无安静之理臣所以沥恳而言不虞横祸期感动于聪明庶判别于真伪况陛下志在刚决察于隐伏当质于士论然后知臣言之中否然诋讦大臣之罪不敢茍逭孤危若寄职分难安当复露章请避怨敌”
174. ↑  《宋名臣奏议》卷一百九·财赋门：“臣伏蒙宸慈差内臣李舜举宣谕为言王安石事敢不上体圣意震恐无地况臣世受国恩家有忠范惟知死节以图报効窃以我朝开基一百馀年四方无事前古未闻然太平之久事固有系于圣虑者以是思之尤当谨于措置谋谟在于得人安危在所倚任图任旧德推广恩信以至万务讲求利病在乎沈机黙运不当形迹因事制宜修敝补废上应天灾务以安静乃今日之事也王安石者本以文章进岂意遽为辅弼惟逢迎陛下之意张皇一时之事祖宗法度首议变更天下利源皆欲揺动斥逐近侍盗弄威权倾危老臣欲速相位人情甚郁公议不容独陛下未悟信任安石与之讲求治道之要进退天下之士臣恐无益于盛时徒有累于知人陆象先曰天下本无事但庸人扰之贾谊曰天下大器也置之安处即安置之危处即危斯眞庙堂之论可为保邦之术也臣伏望陛下深思社稷之重判别忠邪之人应天以笃实之诚置器审安危之地垂拱泰宁天下之福也安石进说少加澄省如臣者久居要职实无补报陛下不当夺生灵之资而益无用之臣虽圣度并容而公议不与敢偷安处以累公朝沥恳而言惟祈鉴照”
175. ↑  《宋史》列传第八十六·王安石：“御史中丞吕诲论安石过失十事帝为出诲安石荐吕公著代之”
176. ↑  《邵氏闻见录》卷九：“王荆公安石拜参知政事乃荐吕公公著为御史中丞有旨特许不避公弼公弼不自安乞出”
177. ↑  《宋史》列传第八十·吕诲：“王安石执政时多谓得人诲言其不通时事大用之则非所宜著作佐郎章辟光上言岐王颢宜迁居外邸皇太后怒帝令治其离间之罪安石谓无罪诲请下辟光吏不从遂上疏劾安石曰大奸似忠大佞似信安石外示朴野中藏巧诈陛下悦其才辨而委任之安石初无远略惟务改作立异罔上欺下文言饰非误天下苍生必斯人也如久居庙堂必无安静之理辟光之谋本安石及吕惠卿所导辟光扬言朝廷若深罪我我终不置此二人故力加营救愿察于隐伏质之士论然后知臣言之当否帝方注倚安石还其章诲求去帝谓曾公亮曰若出诲恐安石不自安安石曰臣以身许国陛下处之有义臣何敢以形迹自嫌苟为去就乃出诲知邓州”
178. ↑  《名臣碑传琬琰集》下集·卷十四·王荆公安石传：“御史中丞吕诲论安石十事以为慢上无礼见利忘义要君取名用情罔公以私报怨怙势招权专政害国凌轹同位朋奸害政商搉财利以动摇天下疏奏安石求去位上为出诲知杂御史钊述侍御史刘琦侍御史里行钱顗又交论安石专肆胸臆轻易宪度与陈升之合谋侵夺三司吏柄愿罢免以慰天下殿中侍御史孙昌龄亦继言皆坐贬同知谏院范纯仁既抗疏论辨又申中书谓安石欲求近功忘其旧学尚法令则称商鞅言财利则背孟轲鄙老成为因循之人弃公论为流俗之语异已者指为不肖合意者即谓才能且谓宰相曾公亮依随叅知政事赵拚不能力救请罢安石机务留之经筵诏罢纯仁谏职吕公著代吕诲为中丞”
179. ↑  《宋名臣奏议》卷一百九·财赋门·上神宗论王安石专权谋利及引薛向领均输非便：“臣等历观自古以来为人君者未有不以偏听失德为人臣者未有不以专权致乱志曰听之不聪是为不谋盖以其不能广览遠听择所长而用之而溺于私爱甘于谀佞忘义理之是非惟辩给之嘉尚洪范曰聪作谋若其听受之偏其能谋乎书曰臣之作福作威害于而家凶于而国易曰或从王事无成有终盖言臣之事君将顺其美正救其恶有功而不敢尸有善则归于上故人虽知其贤而不得见其迹苟异于是已非臣道矧威福在已乎臣等切见陛下擢用王安石为参知政事未逾半年中外人情嚣然不安盖以其专肆胷臆轻易宪度而全无忌惮之心也臣等请言其略伏自陛下即位以来精心万几任贤求治常若饥渴故置安石在政府必欲致时如唐虞跻俗如成康今安石反以管商权诈之术战国纵横之论取媚于陛下陛下遽信其言遂与陈升之同谋侵夺三司之利收为已功开局置官引三人者于本司议事用八人者分行天下惊骇物听动揺人心其所辟用皆门下亲旧之人如吕惠卿王子韶卢秉王汝翼之徒岂能通晓钱榖周知天下之利源乎复用薛向为发运使兼领均输之职信如诏书之言徙贵就贱用近易遠固亦无害然使小人为之假以货泉任其变易纵有所入则不免乎夺商贾之利商贾既不行则诸路税课自然亏失是先丧其岁时之常入则国之经费何以仰给官司贩易物有难售者须至均配在民以取其直物既积壅艰于速贸则必有鬻田宅破家业以应期會者不然则淫刑滥罚从而加之矣古人有言曰财尽则怨力尽则叛民既怨叛则恐奸雄之人得以攘臂于其间矣不识朝廷之意果以是为便乎而况薛向之为人也所至之处多用耳目刺探州县长短从而胁持之即以裒敛非道之事俾之承禀其赃贪畏懦之人莫不俛首曲从其公正持守之者须至违戾则必为其中伤矣朝廷方委之兴事万一有勉而听之者则搢绅之徒离心解体将自窜于岩穴之中矣不识朝廷之意复以为便乎去年用许遵文过饰非妄议谋杀自首按问之法朝廷遂差王安石与司马光定夺二人者所见不同司马光则持至公之论请依旧法不可以谋为因王安石则任一偏之见改旧法而立新议以害天下之大公臣等抗章论辩指安石之议为非复差吕公著韩维钱公辅再定而皆附从其说不思法制之难行但务人情之苟合后来言者不已又令密院同议可否文彦博等所定既协公道陛下即以衆人所议文字委富弼看详弼在病告不俟其出朝廷又却行安石所定首减指挥良由同列畏其强愎陛下惑其浮辩乃至此尔小人章辟光妄献歧邸迁外之议疎间陛下友爱之德罪不容诛御史中丞吕诲及臣等连章奏乞加窜逐以絶疑萌陛下虽屡许其请独安石百端沮格且荧惑圣听而陛下以为爱已遂隐忍而不行是以吕诲指陈安石党庇小人之迹而诲复降黜中外之议喧然不平及吕公著一言辟光之罪即时贬责诲与公著均中丞也何诲言之而获戾公著言之而遽行非公著与安石生平相知表里相应亦恐言之未必从也岂非威福之柄不出于陛下而尽由于安石乎且如近用吕公著为御史中丞与兄公弼职任相妨臣等亦曾论列陛下不以为听也切闻陛下始欲用司马光为中执法安石力荐公著而欲罢公弼枢府之任公著以人言不协又于兄弟之义难安也遂亦辞免陛下乃听安石之言遂两用之此得为允当乎近又覩中书札子今后御史中丞独举台官不拘官职高下此亦安石之谋也不过欲引用门下之人置在台中为已之助耳已之有过彼则不言此得为朝廷之福乎况祖宗以来未尝有兄在枢府而弟为中丞者亦未尝有举台官不拘官职高下而知杂御史不同议也亦未尝有不与学士院轮举也先朝所立制度乃陛下家法自宜世世子孙守而勿失今一旦信安石之言乃欲事事更张废而不用良可惜也如上所条之事岂非安石之专权而陛下之偏听乎切见安石故人团练副使陆伸叙复著作郎颇喧物议縁陆伸昨知柳州日于治平亮阴中使妓乐饮宴以至更深因虞候兵士作鬧伸遂决挞虞候至于身死情理至重朝廷明有指挥经恩未得叙用仍不与亲民盖事与福建路提刑王陶因不觉察其子贩盐一般责降团练副使比之陆伸所犯差轻尚未甄叙况陆伸身为郡守官列朝行不存臣子之礼全无忠孝之义将何面顏更求仕进若非与安石相知岂能便得复官又安石举亲情王无咎充国子监直讲无咎昨自亳州卫真主簿移台州天台县令系次遠不赴任寻医却于常州掌学二年后复授南康军南康县主簿避见遠官又乞寻医遂来京师以聚徒教学为名出入权门营求直讲御史孙昌龄迎合安石之意奏无咎不候寻医年满先次差充直讲况流内铨寻医人未尝有预先举授差遣体例兼无咎寻医后自系违碍选人即合入元初次遠路分今有此优命若非安石力加荐引曲为主张岂能冒宠侥幸异于衆人乎如此之事皆安石欺罔不公之罪也谨按安石自应举歷官以来凡著书立言莫不知尊尚尧舜之道以倡率学者故天下士人之心无不归向谓之为贤以至陛下亦闻而爱之遂致位公府今遭时得君如此之专当以平时所学仁义之道启沃上心以广圣德今乃首以财利之议务为容悦言行乖戾一至于此刚狠自任则又甚焉不知安石之心待陛下为如何主也陛下天质頴悟不世而出尧舜至治指日可复今反以霸国诸侯之术唐室衰世之事诱惑上听何不恭之甚也孟子曰齐人莫如我之敬王也我非尧舜之道不敢陈于王前而安石则异于是其意无他是欲持禄保位觊觎宰相耳其奸诈之迹顾不明耶奸诈专权之人岂宜任在庙堂以乱国纪臣等伏愿陛下奋乾刚之断早罢安石重任以慰天下元元之心其曾公亮位居承弼礼遇三朝自宜悉虑竭忠奋身许国而反有畏避安石之意阴自结援更相称誉以固宠荣致安石奏对之际惟肆强辩多生横议岂执政大臣体采祖宗以来宰相故事若昭文在假集贤尚不敢专行圣㫖岂如今日安石作参知政事傲视同列旁若无人爱憎与夺一出于已败坏中书故事皆公亮之罪也况公亮久妨贤路无补时政亦堪罢免赵拚则括囊拱手但务依违大臣事君固若是耶方今河北地震连年不已加之星文谪见天下水灾漂溺人民不可胜数变异之来无甚于此庙堂视之恬不为怪臣等但恐渐更多事使陛下不得安枕而卧皆大臣之罪也伏望陛下思宗社之长计措生灵于久安委任老成有德之人踈逺迂阔生事之辈臣等不胜爱君忧国之至熙宁二年十月上琦时为侍御史与侍御史里行钱顗御史知杂事刘述同疏疏入皆贬监当”
180. ↑  《宋史》列传第八十六·王安石：“三年十二月拜同中书门下平章事”
181. ↑  《临汉隐居诗话》卷一：“熙宁庚戌王荆公安石自参知政事拜相是日官僚造门奔贺者相属于路公以未谢皆不见之独与余坐于西庑之小閤荆公语次忽颦蹙久之取笔书窗曰霜筠雪竹钟山寺投老归欤寄此生放笔揖余而入”
182. ↑  何忠礼：《宋代政治史》，p.174
183. ↑  《宋名臣奏议》卷一百十一·财赋门·新法三·上神宗乞罢青苗及诸路提举官：“准转运及常平广惠司牒支表青苗钱每十户以上结成一保须第三等以上有物力人充甲头第五等并客户不得过一贯五百文第四等每户不得过三贯文第三等每户不得过六贯文第二等每户不得过十贯文第一等每户不得过十五贯文如所支钱外更有剩数其第三等以上人户委本县量度物力于今来所定钱数外更添数支给若更剩钱如坊郭人户实有自已物业可充抵当愿借请官钱者仍五家以上结为一保依乡村青苗例支钱借不得过物业抵当所直价钱之半其逐县即不得避出纳之烦令诸色人扇揺人户却称不愿请领仰逐县官吏用心晓告如不愿请领即具结罪文状入马遁申赴当司以凭选差清强官往彼晓谕人户如却愿请领其本县干系人必别作行遣如事理稍重必具事由申奏应夏秋收成合纳所请过价钱斛㪷如物价稍贵愿纳见钱者当议于市价上减朴钱数仍比附元请价钱上十分中不得过三分假令一户请过钱一贯文如送纳见钱不得过一贯三百文臣窃以国之颁号令立法制必信其言而使民受实惠则四方观听孰不欣服伏详熙宁二年诏书务在优民不使兼并乘其急以邀倍息凡此皆以为民而公家无所利其入谓合先王散惠兴利抑民兼并之意也今乃乡村自第一等而下皆立借钱贯三等以上更许增添坊郭戸有物业抵当者依青苗例支借且乡村上三等并坊郭有物业户乃从来兼并之家也今皆多得借钱每借一千令纳一千三百则是官放息钱与初诏抑兼并济困乏之意绝相违戾欲民信服不可得也又乡村保须有物力人为甲头虽云不得抑勒而上戸既有物力必不愿请官吏防保内下戸不能送纳岂免差充甲头以备代陪复峻责诸县人不愿请即令结罪申报若选官晓谕却有愿请者则干系人别作行遣或具申奏官吏惧提举司势可升黜又防选官晓谕之时岂无贫下浮浪愿请之人茍免捃拾须行散配且下戸见官中散钱谁不愿请然本户夏秋各有税赋又有预买及转运司和买两色䌷绢积年倚阁借贷麦种钱之类名目甚多今更增纳此一重出利青苗钱愚民一时借请则甚易至纳时则甚难故自制下以来一路官吏上下惶惑皆谓若不抑散则上户必不愿请近下等第与无业客户虽或愿请必难催纳将来必有行督索及勒干系书手典押耆长戸同保人等均陪之患大凡兼并者所放钱虽取利稍厚縁有逋欠官中不许受理徃徃旧债未偿其半早已续得贷钱兼并者既有资本故能使相因岁月渐而取之今官贷青苗钱则不然须夏秋随税送纳灾伤及五分已上方许次料催还若连两料灾伤则必官无本钱接续支给官本因而寖有失陷其害明白如此更有缘此烦费虚扰之事不敢具述去岁河朔丰熟常平仓籴米斗钱不过七十五至八十五以来若乘时收敛遇贵出粜不唯合于古制而无失陷之弊兼民被实惠亦足收其羡赢今诸仓方有籴入而提举亟令住止盖尽要散充青苗钱指望三分之利收为巳功县邑小官敢不奉行岂暇更卹贻民久遠之患哉诸路所行必料大率如此朝廷若谓陝西尝放青苗钱官有所得而民以为便此乃转运司因军储有阙遇自冬涉春雨雪及时麦苗滋盛决见成熟行于一时则可也今乃差官置司为每岁春夏常行之法而取利三分岂陝西权宜之比哉兼初诏且于京东淮南河北三路先行此法候成次第即令诸路施行今此三路方忧不能奉行而遽于诸路偏差提举官以至西川广南亦皆置使伏惟陛下自临御以来夙夜忧劳励精求治况承祖宗百年仁政之后民浸德泽唯知寬卹未尝过扰但躬行节俭以先天下常节浮费渐汰冗食自然国用不乏何必使兴利之臣纷纷四出以致遠迩之疑哉欲望圣明更赐博访若臣言不妄乞尽罢诸路提举官只委提点刑狱官依常平旧法施行”
184. ↑  《宋史》志第一百二十九·食货上四：“帝袖出琦奏示执政曰琦真忠臣朕始谓可以利民不意乃害民如此且坊郭安得青苗而使者亦强与之安石勃然进曰苟从其所欲虽坊郭何害因难琦奏曰陛下修常平法以助民至于收息亦周公遗法也如桑弘羊笼天下货财以奉人主私用乃可谓兴利之臣今抑兼并振贫弱置官理财非所以佐私欲安可谓兴利之臣乎曾公亮陈升之皆言坊郭不当俵钱与安石论难久之而罢”
185. ↑  《宋史》列传第八十六·王安石：“韩琦谏疏至帝感悟欲从之安石求去”
186. ↑  《宋史》列传第八十六·王安石：“司马光答诏有士夫沸腾黎民骚动之语安石怒抗章自辨帝为巽辞谢令吕惠卿谕旨韩绛又劝帝留之安石入谢因为上言中外大臣从官台谏朝士朋比之情且曰陛下欲以先王之正道胜天下流俗故与天下流俗相为重轻流俗权重则天下之人归流俗陛下权重则天下之人归陛下权者与物相为重轻虽千钧之物所加损不过铢两而移今奸人欲败先王之正道以沮陛下之所为于是陛下与流俗之权适争轻重之时加铢两之力则用力至微而天下之权已归于流俗矣此所以纷纷也上以为然安石乃视事琦说不得行”
187. ↑  《续资治通鉴长编》卷二百十九：“壬辰诏鬻天下广惠仓田为三路及京东常平本其当赈济即以广惠常平等仓所贮粟麦给之初王安石言广惠田可鬻以实三路常平曾公亮曰佃户或百年承佃有如己业今鬻之则至失职非便上曰还令佃户买之则无不可者安石曰公亮所言盖官庄也若广惠仓田乃本是户绝法自当鬻但因近置广惠所积不多何能赈饥今已修常平法则凶年固不患无所赈济公亮终以为不可曰利不百不变法上曰但义理可行则行之自无不利安石曰利者义之和义固所为利也公亮曰亦有利于公家不利百姓者不可谓之义安石曰若然亦非人主所谓利也于是卒从安石议而有是诏”
188. ↑  《宋史》志第一百三十一·食货上六：“而王安石秉政改贷粮法而为借助移常平广惠仓钱斛而为青苗皆令民出息言不便者辄得罪而民遂不聊生又诏卖天下广惠仓田”
189. ↑  《宋史》列传第八十六·王安石：“明年春京东河北有烈风之异民大恐帝批付中书令省事安静以应天变放遣两路募夫责有司郡守不以上闻者安石执不下”
190. ↑  《宋史》列传第八十六·王安石：“开封民避保甲有截指断腕者知府韩维言之帝问安石安石曰此固未可知就令有之亦不足怪今士大夫睹新政尚或纷然惊异况于二十万户百姓固有蠢愚为人所惑动者岂应为此遂不敢一有所为邪帝曰民言合而听之则胜亦不可不畏也”
191. ↑  《宋元学案·荆公新学略》载刘元城说：“金陵三不足之说……非独为赵氏祸，为万世祸。人主之势，天下无能敌者，人臣欲回之，必思有大于此者把揽之。今乃教之不畏天变，不法祖宗，不恤人言，则何事不可为也？”
192. ↑  《名臣碑传琬琰集》下集·卷十四·王荆公安石传
193. ↑  《东都事略》卷十九·王安石传
194. ↑  《宋史》列传第八十七·王韶：“熙宁元年诣阙上平戎策三篇其略以为西夏可取欲取西夏当先复河湟则夏人有腹背受敌之忧夏人比年攻青唐不能克万一克之必并兵南向大掠秦渭之间牧马于兰会断古渭境尽服南山生羌西筑武胜遣兵时掠洮河则陇蜀诸郡当尽惊扰，瞎征兄弟其能自保邪今唃氏子孙唯董毡粗能自立瞎徵欺巴温之徒又法所及各不过一二百里其势岂能与西人抗哉武威之南至于洮河兰鄯皆故汉郡县所谓湟中浩亹大小榆枹罕土地肥美宜五种者在焉幸今诸羌瓜分莫相统一此正可并合而兼抚之时也诸种既服唃氏敢不归唃氏归则河西李氏在吾股掌中矣且唃氏子孙瞎征差盛为诸羌所畏若招谕之使居武胜或渭源城使纠合宗党制其部族习用汉法异时族类虽盛不过一延州李士彬环州慕恩耳为汉有肘腋之助且使夏人无所连结策之上也”
195. ↑  《续通鉴自制长编拾补》卷三：“是月王韶管傒秦凤经略司机宜文字「长编卷二百二十八熙宁四年十二月戊辰密院进呈部奏原注韶作机宜 」乃元年冬被诏相度招抚乃二年七月「案长编原注不系日月辑附十二月末原注文简取宋史本传增辑数字宋史王韶传云韶试制科不中客游陕西访采边事熙宁元年诣阙上平戎策三道其略以为西夏可取欲取西夏当先复河湟则夏人有腹背受敌之忧夏人比年攻青唐，不得克万一克之必并兵南向大掠秦渭之间牧马于兰会断古渭境尽服南山生羌西筑武胜遣兵时掠洮河则陇蜀诸郡当尽惊扰瞎征兄弟其能自保邪今武威之南至于洮河兰鄯皆故汉郡县所谓湟中浩亹大小榆栀罕土地肥美宜五种者在焉幸今诸羌瓜分莫相统一此正可合肥兼之时也诸种既服则河西李氏在股掌中矣且唃氏子孙瞎征差盛为诸羌所畏若招谕之使居武胜或渭源城使纠合宗党制其部族习用汉法异时族类虽盛不过一延州李士彬环州慕恩耳为汉肘腋之助且使夏人无所连结策之上也神宗并其言召问方略以韶为管傒秦凤经略司机宜文字洪迈容斋续笔卷十五云王韶取熙河国史以为尝游侠陕西采访边事遂诣阙上书偶读晁以道集与熙河钱经略书云熙河一道曹南院弃而不城者也其后夏英公喜功名欲城之又其后一王长官韶者薄游阳翟偶见英公神道碑所载云云遂窃以为策以干丞相时丞相是谓韩公视王长官者稚而狂之若河外数州则又王长官弃而不城者也彼木征之志不浅鬼章之睥睨尤近而著者陇拶似若无能颇闻有子存实有不可不惧者此书盖是元佑初年然则韶之本指乃如此予修史时未得其说也英公碑王岐公所作但云尝上十策若通唃厮罗之属羌当时施用之馀皆不书不知晁公所指为何也」”
196. ↑  《宋史》列传第八十七·王韶：“神宗异其言召问方略以韶管干秦凤经略司机宜文字”
197. ↑  《宋史》列传第八十七·王韶：“王安石主韶议为罢师中以窦舜卿代且遣李若愚按实若愚至问田所在韶不能对舜卿检索仅得地一顷既地主有讼又归之矣若愚奏其欺安石又为罢舜卿而命韩缜缜遂附会实其事师中舜卿皆坐谪而韶为太子中允、秘阁校理。后帅郭逵上韶盗贷市易钱安石以为不足校徙逵泾原”
198. ↑  《宋史》列传第八十六·王安石：“七年春天下久旱饥民流离帝忧形于色对朝嗟叹欲尽罢法度之不善者安石曰水旱常数尧汤所不免此不足招圣虑但当修人事以应之帝曰此岂细事朕所以恐惧者正为人事之未修尔今取免行钱太重人情咨怨至出不逊语自近臣以至后族无不言其害两宫泣下忧京师乱起以为天旱更失人心安石曰近臣不知为谁若两宫有言乃向经曹佾所为尔冯京曰臣亦闻之安石曰士大夫不逞者以京为归故京独闻其言臣未之闻也监安上门郑侠上疏绘所见流民扶老携幼困苦之状为图以献曰旱由安石所致去安石天必雨侠又坐窜岭南慈圣宣仁二太后流涕谓帝曰安石乱天下帝亦疑之遂罢为观文殿大学士知江宁府自礼部侍郎超九转为吏部尚书”
199. ↑  《临川集》卷五十七·观文殿学士知江宁府谢上表：“臣某言伏奉制命授臣观文殿学士吏部尚书知江宁军府事臣已于六月十五日到任讫久妨贤路上负圣时苟逃放殛之刑更滥褒扬之典逸其犬马将尽之力宠以丘墓所寄之邦仰荷恩私皆逾分愿臣操行不足以悦众学术不足以趣时独知义命之安敢望功名之会值遭兴运总领繁机惟睿广之日跻顾卑凡而坐困秋水方至因知海若之艰穷大明既升岂宜爝火之弗熄加以精力耗于事为之众罪戾积于岁月之多虽恃含垢之宽终怀覆食束之惧伏蒙陛下志存善贷为在曲成记其事国之微诚闵其吁天之至恳挠黜幽之常法示从欲之至仁经体赞元废任莫追于既往承流宣化收功尚冀于方来臣无任”
200. ↑  《续资治通鉴长编》卷二百六十三：“王安石以八年二月癸未复相”
201. ↑  《临川集》卷五十七·辞免除平章事昭文馆大学士表二道：“臣某言为君所难尤慎厥与命相不善将坏于成矧当责实之时敢替知难之义臣知不足以及远学不足以穷深比误国恩尝尸宰事初无薄效称万一之褒扬止有多言烦再三之辨释终逃谴负实赖保全恭惟皇帝陛下若古以尧之钦明御今以禹之勤俭矜修积美山无一篑之亏因任致隆台存九层之累小大祗若遐迩允怀刀不灾虽或许其继事灌以既雨岂不昧于知时况惟疲曳之馀过重休明之累且用人而过矣固不免于败材苟改命而当焉亦何嫌于反汗敢期圣哲俯亮愚忠
其二
臣某言臣近上表辞免恩命伏蒙圣慈特降批答不允者愚诚尽布所冀矜从圣志未移申加奖训辄守可辞之义更干难犯之威臣闻冢宰之于周则曰统百官而均四海丞相之于汉亦以附百姓而抚四夷位尊则自古以然材薄则其何能称臣之所守未有以过人臣之所知又不足尽物姑使承流宣化托备蕃维或令补阙拾遗追参侍从尚能罄竭小补绪馀若乃秉操钧衡承辅枢极仰陪休运俯称具瞻事已试而可知力弗能而当止苟不量鼎实之所任必且致栋桡于斯时伏望皇帝陛下随其器能付以职事图惟大任改命上材则荧爝末光不获乾时之咎榱楹近用亦参构厦之功”
202. ↑  《续资治通鉴长编》卷二百六十：“癸酉观文殿大学士吏部尚书知江宁府王安石依前官平章事昭文馆大学士始安石荐韩绛及吕惠卿代己惠卿既得势恐安石复入遂欲逆闭其途凡可以害安石者无所不用其智又数与绛忤绛乘间自上请复相安石上从之惠卿闻命愕然翼日上遣勾当御药院刘有方赍诏往江宁召安石安石不辞倍道赴阙”
203. ↑  《临川集》卷五十七·除平章事昭文馆大学士谢表：“臣某言伏奉制命特授臣同中书门下平章事昭文馆大学士兼译经润文使加食邑一千户食实封四百户仍改赐推忠协谋同德佐理功臣寻具表陈免蒙降批答不允仍断来章者承流宣化方虞失职之诛经体赞元更误选贤之举臣窃惟人物之会通常寡实以君臣之遇合至难自匪同声气之求孰能偕功名之享伏惟皇帝陛下天纵大圣人与成能乘百年久安之机饬千岁积坏之蛊士诚服矣而持禄养交之习未殄民允怀矣而乐事劝功之志未纯近或长厄而仁义之泽未流远或虚侨而道德之威未立宜选于众举格于皇天之材使暨乃僚缵迪我高后之事冀胜所任以济斯时而臣蚤见知于隐约之中久独立于倾摇之上勋庸弗效恩礼更加托备外藩俯邻期岁遂叨诏奖还冠宰司自视羁单所怀蹇浅方古耕筑则有其陋为世聘求则无其贤然以投老之躯而遭难值之运苟贪岁月趣就涓埃且上之施既光则下之报宜厚与之戮力仰承睿知之临罔不同心俯赖忠良之协誓殚疏拙图称休明臣无任”
204. ↑  《宋史》列传第八十六·王安石：“三经义成加尚书左仆射兼门下侍郎”
205. ↑  《宋史》列传第八十六·王安石：“以子雱为龙图阁直学士雱辞惠卿劝帝允其请由是嫌隙愈著”
206. ↑  《宋史》列传第八十六·王安石：“安石之再相也屡谢病求去及子雱死尤悲伤不堪力请解几务上益厌之罢为镇南军节度使同平章事判江宁府明年改集禧观使封舒国公屡乞还将相印元丰二年复拜左仆射观文殿大学士换特进改封荆”
207. ↑  《宋史》列传第八十六·王安石：“哲宗立加司空”
208. ↑  《续资治通鉴长编》卷三百七十四：“癸巳观文殿大学士守司空集禧观使荆国公王安石卒司马光手书与吕公著曰介甫文章节义过人处甚多但性不晓事而喜遂非致忠直疏远谗佞辐辏败坏百度以至于此今方矫其失革其弊不幸介甫谢世反覆之徒必诋毁百端光意以谓朝廷特宜优加厚礼以振起浮薄之风苟有所得转以上闻不识晦叔以为如何更不烦答以笔札扆前力主张则全仗晦叔也诏再辍视朝赠太傅推遗表恩七人命所在应副葬事”
209. ↑  《宋史》列传第八十六·王安石：“元佑元年卒年六十六赠太傅”
210. ↑  《名臣碑传琬琰集》下集·卷十四·王荆公安石传：“元佑元年四月癸巳观文殿大学士守司空充集禧观使荆国公王安石薨”
211. ↑  《毛诗注疏》卷二十五·大雅·崧高
212. ↑  《清江县古迹志》
213. ↑  《画墁集》卷四：“门前无爵罢张罗，元酒生刍亦不多。恸哭一声唯有弟，故时宾客合如何。”另一有一首云：“去来夫子本无情，奇字新经志不成。今日江湖从学者，人人讳道是门生。”
214. ↑  见邓广铭：关于王安石的居里茔墓及其他诸问题，载北京大学学报(哲学社会科学版)1993年第2期
215. ↑  何忠礼：《宋代政治史》, p.174
216. ↑  见姜国柱：论王安石，载社会科学辑刊1980年第3期
217. 1 2  见漆侠：王安石的哲学思想，载河北大学学报1987年第3期
218. ↑  《冷斋夜话》卷六·舒王嗜佛曾子固讽之：“舒王嗜佛书曾子固欲讽之未有以发之也居一日会于南昌少顷潘延之亦至延之喜谈禅王问其所得子固熟视之已而又论人物曰某人可抨子固曰介甫老而逃佛亦可一抨舒王曰子固失言也善学者读其书唯理之求有合吾心者则樵牧之言犹不废言而无理周孔所不敢从子固笑曰前言弟戏之耳”
219. ↑  容肇祖：容肇祖同志给姜国柱同志的信，载社会科学辑刊1980年第3期
220. ↑  《东坡全集》卷一百六·外制制敕六十七首·王安石赠太傅：“敕朕式观古初灼见天意将有非常之大事必生希世之异人使其名高一时学贯千载智足以达其道辩足以行其言瑰玮之文足以藻饰万物卓绝之行足以风动四方用能于期岁之闲靡然变天下之俗具官王安石少学孔孟晚师瞿聃网罗六艺之遗文断以己意糠秕百家之陈迹作新斯人属熙宁之有为冠群贤而首用信任之笃古今所无方需功业之成遽起山林之兴浮云何有脱屣如遗屡争席于渔樵不乱群于麋鹿进退之美雍容可观朕方临御之初哀疚罔极乃眷三朝之老邈在大江之南究观规模想见风采岂谓告终之问在予谅暗之中胡不百年为之一涕於戏死生用舍之际孰能违天赠赙哀荣之文岂不在我宠以师臣之位蔚为儒者之光庶几有知服我休命可”
221. ↑  《宋元学案》卷九十八：“祖望謹案：荊公《淮南雜說》初出，見者以為《孟子》。”
222. ↑  梁启超：《饮冰室合集》第七册《王荆公》，中华书局，1989年3月第1版，第一页。
223. ↑  梁启超《王荆公》第二十章：“故夫后之儒者，既不得亲受口说于孔子若孔子之徒，毋已，则亦有独抱遗经，以意逆志，而自求其所谓大义而已。所求得之大义，其果为孔子之大义乎？所不敢言也。然但使十义之中，有一义焉合于孔子，则用力已为不虚。就令悉不合焉，而人人遵此道以求之，必将有一合者，又就令无一合者， 而举天下以思想自由之故，性灵愈浚而愈深，或能发古人未发之奥，不特为六经注脚，且将为六经羽翼，其为功不更伟耶！吾以为生汉以后而治经学，舍此道末由 矣。苟并此道而不取焉，则无异于谓当废经学而不许人以从事已耳。以此道治经者，创于先汉之董江都刘中垒，而光大之者荆公也。”
224. ↑  梁启超《王荆公》第二十章：“荆公之学术，内之在知命厉节，外之在经世致用，凡其所以立身行己与夫施于有政者，皆其学也。”
225. ↑  王安石《商鞅》：“今人未可非商鞅，商鞅能令政必行。”
226. ↑  周予同：《周予同经学史论著选集》第四章·《孟子》的作者与升格问题，p.928
227. ↑  《王安石全集》第五册·临川先生文集（一）·卷三十二·孟子：“沉魄浮魂不可招，遗编一读想风标。何妨举世嫌迂阔，故有斯人慰寂寥。”
228. 1 2  见 刘成国：《宋代尊扬思潮的兴起与衰歇》，载史学月刊2018年第6期
229. ↑  罗根泽：《中国文学批评史三》，p.69
230. ↑  余英时：《朱熹的历史世界》，p.39
231. ↑  《宋史》本纪第十六·神宗三：“壬戌以孟轲配飨文宣王封荀况杨雄韩愈为伯并从祀”
232. ↑  《王安石全集》第五册·临川先生文集（一）·卷三十二·商鞅：“自古驱民在信诚，一言为重百金轻。今人未可非商鞅，商鞅能令政必行。”
233. ↑  见李宗桂：试论王安石的哲学思想，载四川师院学报1981年第4期
234. ↑  《临川集》卷六十五·洪范传：“无偏无陂遵王之义无有作好遵王之道无有作恶遵王之路无偏无党王道荡荡无党无偏王道平平无反无侧王道正直会其有极归其有极曰皇极之敷言是彝是训于帝其训何也言君所以虚其心平其意唯义所在以会归其有中者其说以为人君以中道布言是以为彝是以为训者于天其训而已夫天之为物也可谓无作好无作恶无偏无党无反无侧会其有极归其有极矣荡荡者言乎其大平平者言乎其治大而治终于正直而王道成矣无偏者言乎其所居无党者言乎其所与以所居者无偏故能所与者无党故曰无偏无党以所与者无党故能所居者无偏故曰无党无偏偏不已乃至于侧陂不已乃至于反始曰无偏无陂者率义以治心不可以有偏陂也卒曰无反无侧者及其成德也以中庸应物则要之使无反侧而已路大道也正直中德也始曰义中曰道曰路卒曰正直尊德性而道问学致广大而尽精微极高明而道中庸之谓也孔子以为示之以好恶而民知禁今曰无有作好无有作恶者何也好恶者性也天命之谓性作者人为也人为则与性反矣书曰天命有德五服五章哉天讨有罪五刑五用哉命有德讨有罪皆天也则好恶者岂可以人为哉所谓示之以好恶者性而已矣凡厥庶民极之敷言是训是行以近天子之光曰天子作民父母以为天下王何也言凡厥庶民以中道布言是训是行以近天子之光者其说以为天子作民父母以为天下王当顺而比之以效其所为而不可逆盖君能顺天而效之则民亦顺君而效之也二帝三王之诰命未尝不称天者所谓于帝其训也此人之所以化其上也及至后世矫诬上天以布命于下而欲人之弗叛也不亦难乎三德一曰正直二曰刚克三曰柔克何也直而不正者有矣以正正直乃所谓正也曲而不直者有矣以直正曲乃所谓直也正直也者变通以趣时而未离刚柔之中者也刚克也者刚胜柔者也柔克也者柔胜刚者也平康正直强弗友刚克燮友柔克何也燮者和孰上之所为者也友者右助上之所为者也强者弗柔从上之所为者也弗友者弗右助上之所为者也君君臣臣适各当分所谓正直也若承之者所谓柔克也若威之者所谓刚克也盖先王用此三德于一颦一笑未尝或失况以大施于庆赏刑威之际哉故能为之其未有也治之其未乱也”
235. ↑  《临川集》卷六十六·礼乐论：“日月星辰阴阳之气可端策而数也地至大也山川丘陵万物之形人之常产可指籍而定也是故星历之数天地之法人物之所皆前世致精好学圣人者之所建也后世之人守其成法而安能知其始焉传曰百工之事皆圣人作此之谓也故古之人言道者莫先于天地言天地者莫先乎身言身者莫先乎性言性者莫先乎精精者天之所以高地之所以厚圣人之所以配之故御人莫不尽能而造父独得之非车马不同造父精之也射人莫不尽能而羿独得之非弓矢之不同羿精之也今之人与古之人一也然而用之则二也造父用之以为御羿用之以为射盗跖用之以为贼”
236. ↑  《临川集》卷六十九·太古：“太古之人不与禽兽朋也几何圣人恶之也制作焉以别之下而戾于后世侈裳衣壮宫室隆耳目之观以嚣天下君臣父子兄弟夫妇皆不得其所当然仁义不足泽其性礼乐不足锢其情刑政不足网其恶荡然复与禽兽朋矣圣人不作昧者不识所以化之之术顾引而归之太古太古之道果可行之万世圣人恶用制作于其间必制作于其间为太古之不可行也顾欲引而归之是去禽兽而之禽兽奚补于化哉吾以为识治乱者当言所以化之之术曰归之太古非愚则诬”
237. ↑  《临川集》卷四十二·拟上殿札子：“臣蒙恩奉使归报陛下敢因边事之所及冒言天下之事伏惟陛下详思而择其中天下幸甚臣窃见陛下有恭俭之德有聪明睿智之才有仁民爱物之意顾内不能无以社稷为忧外则不能无患于夷狄天下之才力日以穷困而风俗日以衰坏四方有智之士心思心思然常恐天下之不久安此其故何也患在无法度故也今朝廷法严令具无所不有而臣以谓无法度者方今之法度多不合于先王之法度故也孟子曰有仁心仁闻而人不被其泽者为政不法先王之道故也非此之谓乎以今之时方先王之时远矣所遭之时所遇之变不同而欲一二修先王之政虽甚愚者犹知其难也而臣以谓当今之失患在不法先王之政者以谓当法其意而已夫五帝三王相去盖千有馀岁一治一乱盛衰之时具矣其所遭之变所迂之势不同其施设之方亦皆殊而其为国家之意本末先后未尝不同也臣故曰当法其意而已法其意则吾所改易更革不至乎倾骇天下之耳目嚣天下之口而固已合乎先王之政矣虽然以方今之势揆之陛下虽欲改易更革天下之事合于先王之意其势未必能也陛下有恭俭之德有聪明睿知之才有仁民爱物之意则何为而不成何欲而不得而臣固以谓虽欲改易更革天下之事合于先王之意其势未必能者何也方今天下之吏才少故也朝廷之人才固尝简在陛下之聪明以臣使事之所及则一路数千里之间能推行朝廷之法知其所缓急而一切能修其职事者甚少而不才苟简贪鄙之人至不可胜数其能讲先王之意以合当世之变者盖阖郡之间往往而绝也夫人才不足则陛下虽欲改易更革天下之事以合先王之意大臣虽有能当陛下之意而领此者九州之大四海之远万官之众孰能一二推行之使人人蒙其施者乎臣故曰其势未必能也然则方今之急在乎人才而已今之天下亦先王之天下先王之时人材尝众矣盖其所以陶冶而成之者有道所谓陶冶以成之者诗书传记之所载其大略可见矣陛下尝试详延大臣左右及天下智能才之士使其论先王所以成天下之才者其设施之方如何今之所以异于先王而人才不足者其咎安在其欲变而通之以合于先王之意而成天下之才宜何施为而可陛下因择其言之近于理者使之相与上下反覆为论焉因取其宜于时者施焉则人才宜众矣夫成人之才甚不难人所愿得者尊爵厚禄而所荣者善行所耻者恶名也今操利势以临天下之士劝之以其所愿而予之以其所愿则孰肯背而不为者特患不能尔而吾所以责之者又中人之所能为则不能者又少矣夫成人之才甚不难而自古往往不能成人之才何也以人主之才不足故也盖人主无恭俭之德无聪明睿智之才无仁民爱物之意则嬖幸谄谀奸罔蔽欺残贼放恣之人皆得志于时而推其类以乱天下虽有良法不能成天下之才矣今陛下有恭俭之德有聪明睿智之才有仁民爱物之意而又因天下之所愿以为辅相者公听并观以进退天下之士则所以成天下之才特患无良法而陛下推至诚恻怛之心以行之则臣虽愚固知人之才不难成也人才既众则陛下何为而不成何欲而不得夫然后改易更革天下之事以合乎先王之意甚易也陛下不能如此苟于积敝之末流因不足任之才而修不足为之法臣恐在军者日以劳而士民愈以穷困污滥而于天下国家愈其无补也臣幸以使事归报徒举利害之一二而无补于世非臣之所以事陛下哮现义也辄不自知其驽下而敢言国家之大体伏惟陛下详择其中天下幸甚也”
238. ↑  《王安石全集》第五册·临川先生文集（一）·卷三十二·贾生二首：“一时谋议略施行，谁道君王薄贾生？爵位自高言尽废，古来何啻万公卿。”
239. ↑  《王安石全集》第六册·临川先生文集（二）·卷七十三·答韶州张殿臣书：“自三代之时，国各有史，而当时之史，多世其家，往往以身死职，不负其意。盖其所传，皆可考据。后既无诸侯之史，而近世非尊爵盛位，虽雄奇俊烈，道德满衍，不幸不为朝廷所称，辄不得见史。而执笔者又杂出一时之贵人，观其在廷论议之时，人人得讲其然不，尚或以忠为邪，以异为同，诛当前而不慄，讪在后而不羞，苟以餍其忿好之心而止耳。”
240. ↑  《王安石全集》第五册·临川先生文集（一）·卷二十五·读史：“自古功名亦苦辛，行藏终欲付何人？当时黮闇犹承误，末俗纷纭更乱真。糟粕所传非粹美，丹青难写是精神。区区岂尽高贤意，独守千秋纸上尘。”
241. ↑  《默堂先生文集》卷十二·十二月上殿札子：“臣闻古人有言曰为治者不在多言顾力行如何耳夫言而不能行自古病譬之欲之燕者北首而趋不舍朝夕虽有迟速终必至燕若坐而说燕亦何能至此传说以言行之惟艰而孔子以贵夫躬行也虽然知之者不如好之者好之者不如乐之者好而乐之以行也而必先知之则知其可已乎盖不知而必行譬之适燕而南辕纵复疾驰心幽并而足吴越必不至矣臣观子之道取茆茨土阶之俭悦手胼足胝之勤摩顶放踵利天下为之则其行宜若于儒者无异矣然孟子辟之以为兼爱无父作于其心害于其事作于其事害于其政不可以训是岂儒者之为乎故是尧舜而非桀纣儒墨之同乃若尧舜之以为尧舜墨固有未知也未知尧舜而托于尧舜以行其私意此孟子以正名其为邪说而辟之与由是言之行之虽喜而知之亦未易也自王氏之学达于天下其徒尊之与孔子等动之以卓诡之行而矜之以华丽之文如以锦绣蒙覆陷阱悦而从之鲜不坠者行之六十余年其祸已见今可以改矣而人之”
242. ↑  《宋史纪事本末》卷三十八·学校科举之制：“神宗熙宁四年二月丁巳更令科举法从王安石议罢诗赋及明经诸科专以经义论策试士王安石又谓孔子作春秋实垂世立教之大典当时游夏不能赞一词自经秦火煨烬无存汉求遗书而一时儒者附会以邀厚赏自今观之一如断烂朝报决非仲尼之笔也仪礼亦然请自今经筵毋以进讲学校毋以设官贡举毋以取士从之”
243. ↑  见 侯步云：《王安石《春秋》学思想探究-以《春秋》公案考辨为中心》，载《西北大学学报(哲学社会科学版)》2017年1月第1期，p.149
244. ↑  严羽《沧浪诗话》：“东坡体，山谷体，后山体（后山本学杜，其语似之者，但数篇他或似而不全，又其他则本其自体耳），王荆公体（公绝句最高，其得意处高出苏、黄、陈之上而与唐人尚隔一关）。”
245. ↑  田雯《古欢堂集集杂著》卷二：“王临川恢奇纵横，可为欧梅后劲，苏黄前茅。”
246. ↑  严羽《沧浪诗话》：“宋人以文字为诗，以才学为诗，以议论为诗。”
247. ↑  清"贺裳《载酒园诗话》：余最不喜集句诗，以佳则仅一斑斓衣，不且百补破衲也。惟王介甫集《胡笳十八拍》，一气生成，略无掇拾之迹，且委曲入情，能道琰心事。
248. ↑  宋"蔡绦《西清诗话》：集句自国初有之，未盛也。至石曼卿人物开敏，以文为戏然后大著。至元丰间，王荆公益工于此。
249. ↑  何文焕《历代诗话考》：“荆公始为集句诗，多者至百韵，皆合前人之句，语意对偶往往亲切过于本诗。”
250. ↑  袁行霈《中国文学史》（高等教育出版社第一版）：“王安石的诗风在56岁退居江宁以后发生了较大的变化，他的创作历程可以此为界分成前后两期。”
251. ↑  另有分为三个阶段的说法，刘乃昌《王安石诗文编年选释》：“我们略可把王安石的诗风按照执政，罢相为界，分为前、中、晚三期。”
252. ↑  曾季貍《艇斋诗话》云："荆公咏史诗，最于义理精深。"
253. ↑  赵翼《瓯北诗话》：“处处别出己见，不与人同。”
254. ↑  见田玉芳：浅论王安石晚年诗，载社科纵横2006年第4期
255. ↑  《豫章黄先生文集》卷六十五·跋王荆公禅简：“荆公学佛所谓吾以为龙又无角吾以为蛇又有足者也然余尝熟观其风度真视富贵如浮云不溺于财利酒色一世之伟人也暮年小诗雅丽精绝脱去流俗不可以常理待之也”
256. ↑  见薛磊：“半山体”及其晚唐渊源，载北京师范大学学报(社会科学版)1999年第5期
257. ↑  杨万里《诚斋诗话》：“五七字绝句最少，而最难工，虽作者亦难得四句全好者，晚唐人与介甫最工於此。”
258. ↑  详见《词至熙丰体变新》--中国韵文学刊2001年第1期
259. ↑  王安石诗笺注李壁注本
260. ↑  钟嵘《诗品序》云:“两百年间，惟班固《咏史》，质木无文。"
261. ↑  杨元素疏论半山云：“臣窍见唐贤，多以所为之文，见其人生平行事，如蓍蔡之不谬。如李绅作《闵农》诗，当时文士称其有宰相器。韩愈称欧阳詹亦曰：‘读其书，知其慈孝最隆也。’近世丁谓诗有‘天门深九重，终当掉臂入’，王禹偁读之曰：‘入公门，犹鞠躬如也。天门岂可掉臂入乎？此人必不忠。’後果如其言。臣闻王安石文章之名久矣。尝闻其诗曰：‘今人未可非商鞅，商鞅能令政必行。’今睹其行事，已颇类矣。愿陛下详其言而防其志。”
262. ↑  论王安石咏史诗的政治内涵和艺术特色(浙江工业大学学报2009年6月)
263. ↑  宋陈正敏《遁斋闲览》
264. ↑  陈辅之《诗话》云:“荆公尝言:‘世间好语言,已被老杜道尽;世间俗言语,已被乐天道尽。‘”
265. ↑  王安石《上人书》云: “所谓文者, 务为有补于世而已矣。 所谓辞者, 犹器之有刻镂绘画也。 诚使巧且华, 不必适用; 诚使适用, 亦不必巧且华。 要之以适用为本, 以刻漏绘画为之容而已。”
266. ↑  王安石《题张司业诗》：“苏州司业诗名老，乐府皆言妙入神。看似寻常最奇崛，成如容易却艰辛。”
267. ↑  此事似伪，蔡绦《西清诗话》载苏轼注视题西太一宫诗良久云，此老野狐精也。
268. ↑  明初朱右选韩柳等为《六先生文集》（三苏被合为一先生）
269. ↑  刘熙载《艺概》：“只用一二语，便可扫却他人数大段。”
270. ↑  王安石《孟尝君传》:“世皆称孟尝君能得士，士以故归之，而卒赖其力以脱于虎豹之秦。嗟乎！孟尝君特鸡鸣狗盗之雄耳，岂足以言得士？不然，擅齐之强，得一士焉，宜可以南面而制秦，尚何取鸡鸣狗盗之力哉？夫鸡鸣狗盗之出其门，此士之所以不至也。”
271. ↑  《王安石全集》第七册·临川先生文集（三）·卷七十七·上人书：“孟子曰：“君子欲其自得之也。自得之，则居之安；居之安，则资之深；资之深，则取诸左右逢其原。”孟子之云尔，非直施于文而已，然亦可托以为作文之本意。且所谓文者，务为有补于世而已矣。所谓辞者，犹器之有刻镂绘画也。诚使巧且华，不必适用；诚使适用，亦不必巧且华。要之以适用为本，以刻镂绘画为之容而已。不适用，非所以为器也。不为之容，其亦若是乎否也。然容亦未可已也，勿先之，其可也。某学文久，数挟此说以自治。始欲书之策而传之人，其试于事者，则有待矣。其为是非邪，未能自定也。执事正人也，不阿其所好者，书杂文十篇献左右，愿赐之教，使之是非有定焉。”
272. ↑  曾巩：“安石文学行义，不减扬雄，以吝故不及。”
273. ↑  《书两陈谏议遗墨》
274. ↑  论曰：朱熹尝论安石“以文章节行高一世，而尤以道德经济为己任。被遇神宗，致位宰相，世方仰其有为，庶几复见二帝三王之盛。而安石乃汲汲以财利兵革为先务，引用凶邪，排摈忠直，躁迫强戾，使天下之人，嚣然丧其乐生之心。卒之群奸嗣虐，流毒四海，至于崇宁、宣和之际，而祸乱极矣”。此天下之公言也。昔神宗欲命相，问韩琦曰：“安石何如？”对曰：“安石为翰林学士则有余，处辅弼之地则不可。”神宗不听，遂相安石。呜呼！此虽宋氏之不幸，亦安石之不幸也。《宋史卷三百二十七列传第八十六》
275. ↑  《读通鉴论》卷二十九《五代中十一》
276. ↑  蔡上翔：《王荆公年谱考略》
277. ↑  叶梦得《石林燕语》记载“王荆公性不喜修饰，经岁不洗沐，衣服虽敝，亦不浣洗。”
278. ↑  邵伯温：《邵氏闻见录》
279. ↑  张方平在《文安先生墓表》中说：“安石之母死，士大夫皆吊，先生独不往，作《辨奸论》一篇。”清人李紱、蔡上翔認為是宋人邵伯溫偽作。李绂还以为，《辨奸论》一文始见于绍兴二年編成的《邵氏闻见录》。（李绂的《穆堂初稿·书＜辨奸论＞后》）邓广铭也在《中国十一世纪的改革家王安石》中指出：《邵氏闻见录》“尤其卑鄙恶劣的则是假冒苏洵之名炮制了一篇《辨奸论》”，“邵伯温还假冒张方平之名而炮制了一篇苏洵的《墓表》，把《辨奸论》全文录入。”復旦大學章培恒撰《〈辨姦論〉非邵伯溫偽作》，認為並非偽作。
280. ↑  《桂枝香》金陵懷古
281. ↑  《墨客挥犀》·卷四：“舒王性酷嗜书虽寝食间手不释卷画或宴居默坐研究经旨知常州对客语未尝有笑容一日大会宾佐倡优在庭公忽大笑人颇怪之乃共呼优人厚遗之曰汝之艺能使太守开颜其可赏也有一人窃疑公笑不由此因乘间启公公曰畴日席上偶思咸恒二卦豁悟微旨自喜有得故不觉发笑耳”
282. ↑  《王荆公年谱考略》卷首二：“至是共六十九年安石祖以下登进士者八人”
283. ↑  见 王育济：宋代王安石家族及其姻亲，载《东岳论丛》2001年第3期
284. ↑  《王安石全集》第七册·临川先生文集（三）·卷一百·鄞女墓志铭：“鄞女者，知鄞县事临川王某之女子也。庆历七年四月壬戌前日出而生，明年六月辛巳后日入而死，壬午日出葬崇法院之西北。吾女生，惠异甚，吾固疑其成之难也，噫！”
285. ↑  《(至正)金陵新志》卷十三下
286. ↑  .   [2019-03-08]. （原始内容存档于2021-10-04）.
287. ↑  劉成國：《王安石年譜長編》

| 前任者： 曾公亮 | 北宋国史相 1068年—1074年                   | 繼任者： 韩绛 |
| 前任者： 韩绛   | 北宋昭文相 1075年—1076年                   | 繼任者： 王珪 |
| 前任者： 富弼   | 北宋尚书左仆射 1075年—1076年 1079年—1085年 | 繼任者： 王珪 |